# Liste der Baudenkmäler in Schweinfurt
Auf dieser Seite sind die Baudenkmäler in der unterfränkischen kreisfreien Stadt Schweinfurt zusammengestellt. Diese Tabelle ist eine Teilliste der Liste der Baudenkmäler in Bayern. Grundlage ist die Bayerische Denkmalliste, die auf Basis des Bayerischen Denkmalschutzgesetzes vom 1. Oktober 1973 erstmals erstellt wurde und seither durch das Bayerische Landesamt für Denkmalpflege geführt wird. Die folgenden Angaben ersetzen nicht die rechtsverbindliche Auskunft der Denkmalschutzbehörde.

Diese Liste gibt den Fortschreibungsstand vom 26. Juni 2024 wieder und enthält 170 Baudenkmäler.
In dieser Kartenansicht sind Baudenkmäler ohne Koordinaten mit einem roten bzw. orangen Marker dargestellt und können in der Karte gesetzt werden. Baudenkmäler ohne Bild sind mit einem blauen bzw. roten Marker gekennzeichnet, Baudenkmäler mit Bild mit einem grünen bzw. orangen Marker.

## Ensembles

### Ensemble Krumme Gasse
Das Ensemble umfasst das Kernstück des zum mittelalterlichen Stadtbereich gehörigen Gassensystems Krumme Gasse. Die zwei- bis dreigeschossigen, traufseitigen Wohngebäude, großenteils in verputztem Fachwerk, besitzen Fassaden vorwiegend des 18. und frühen 19. Jahrhunderts. Umfassung: Krumme Gasse 3, 5, 7, 14, 16, 18, 20, 21, 22, 23, 25 und 27. Aktennummer: E-6-62-000-5. Bilder.

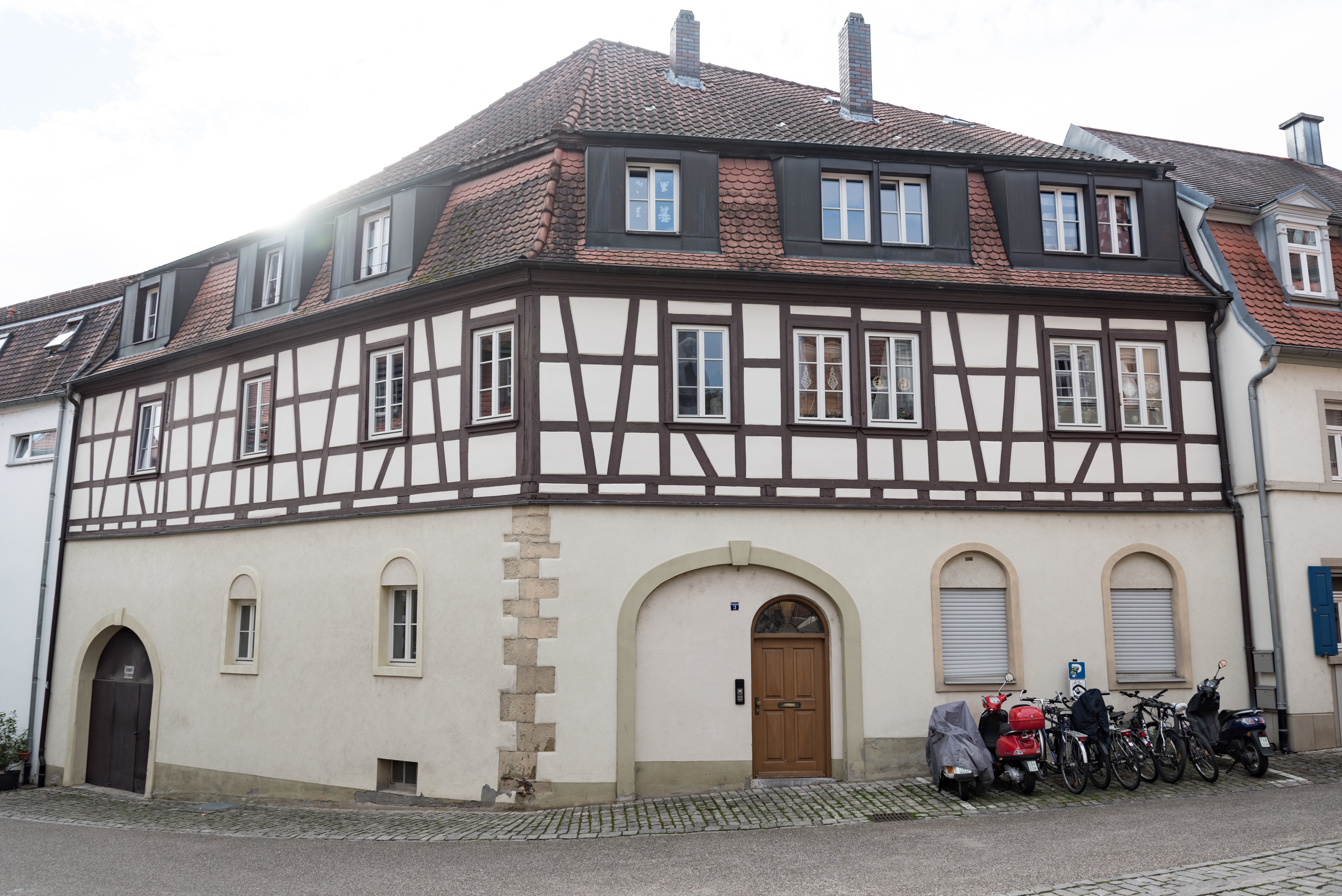
Krumme Gasse 3
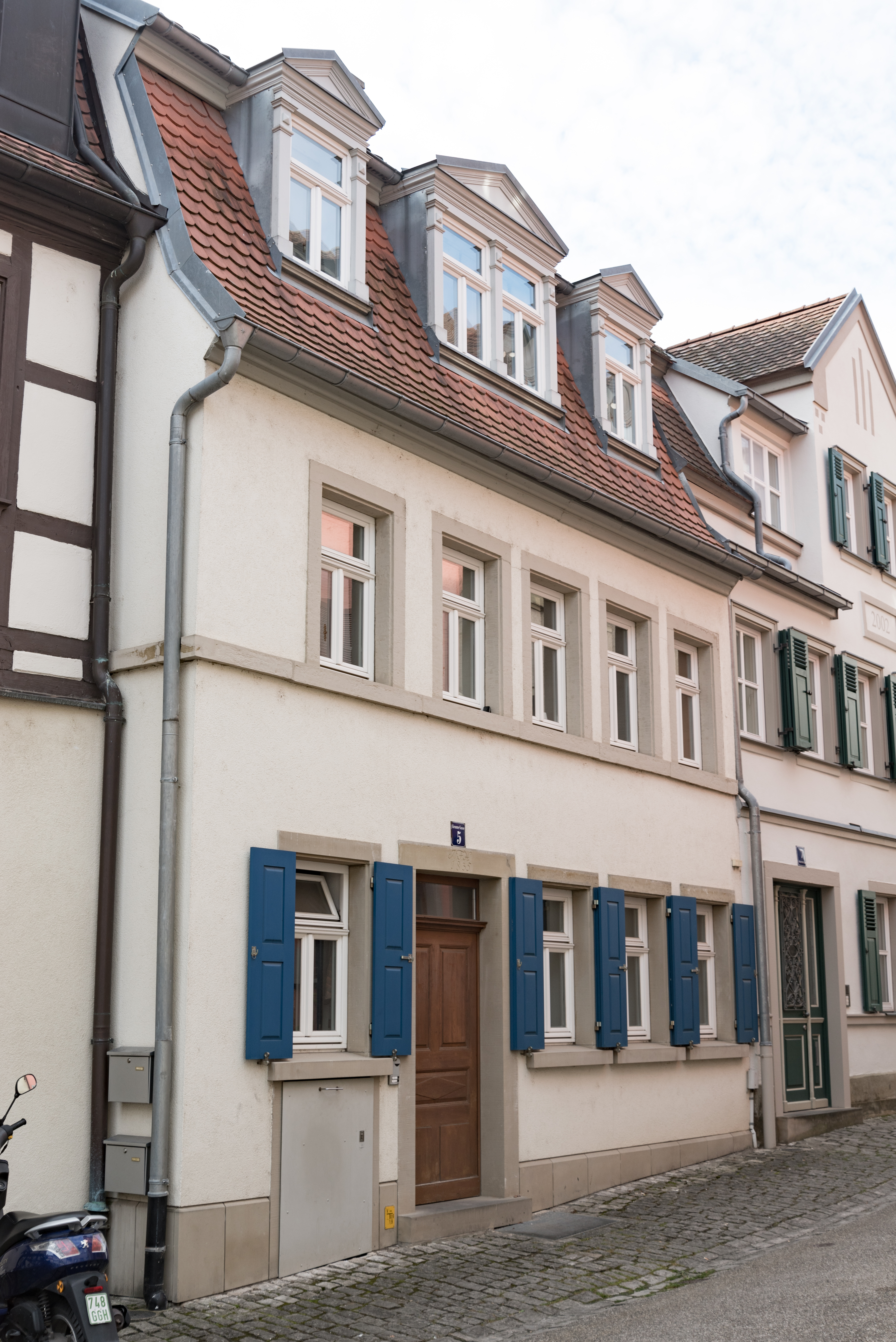
Krumme Gasse 5
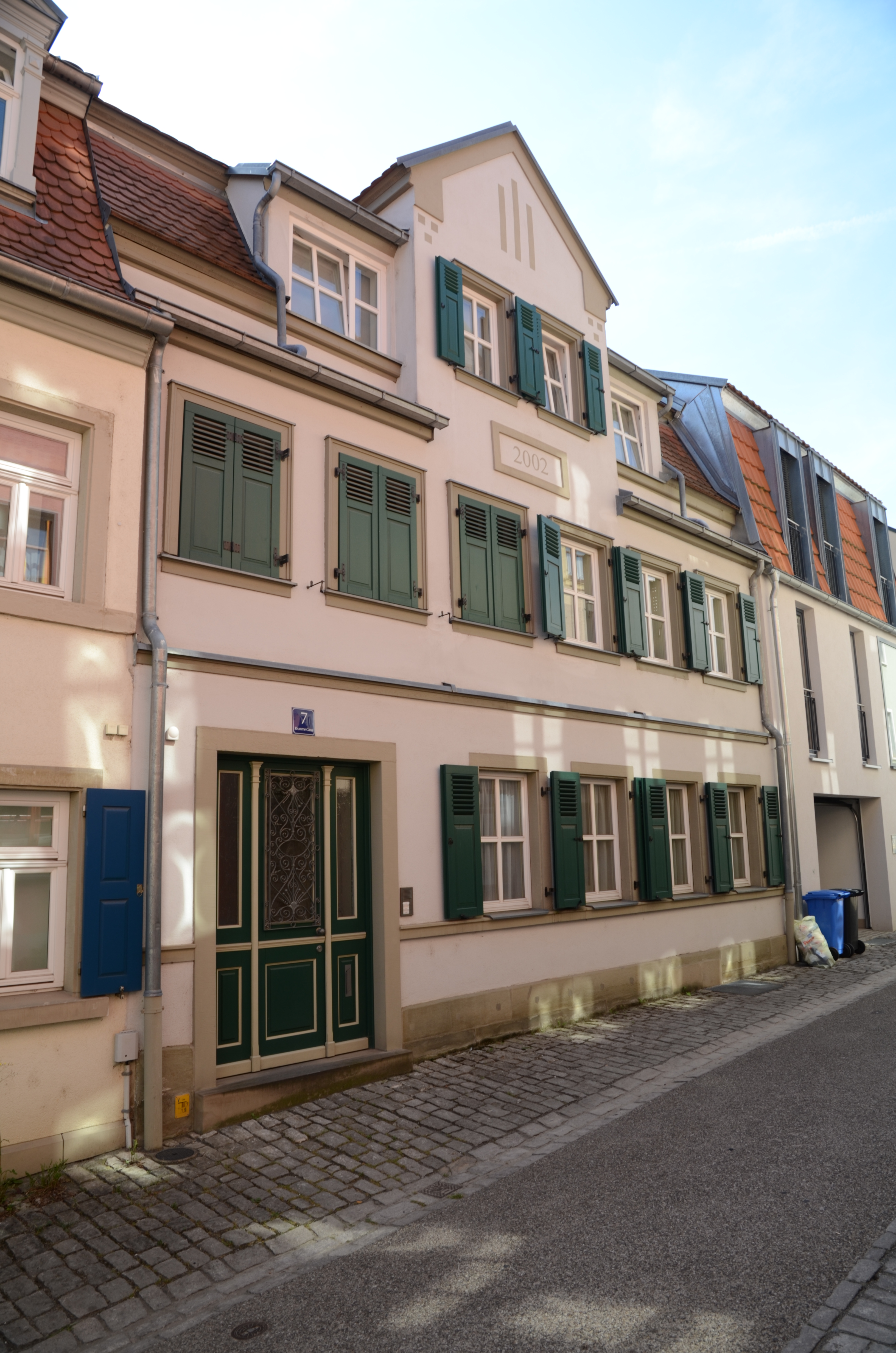
Krumme Gasse 7
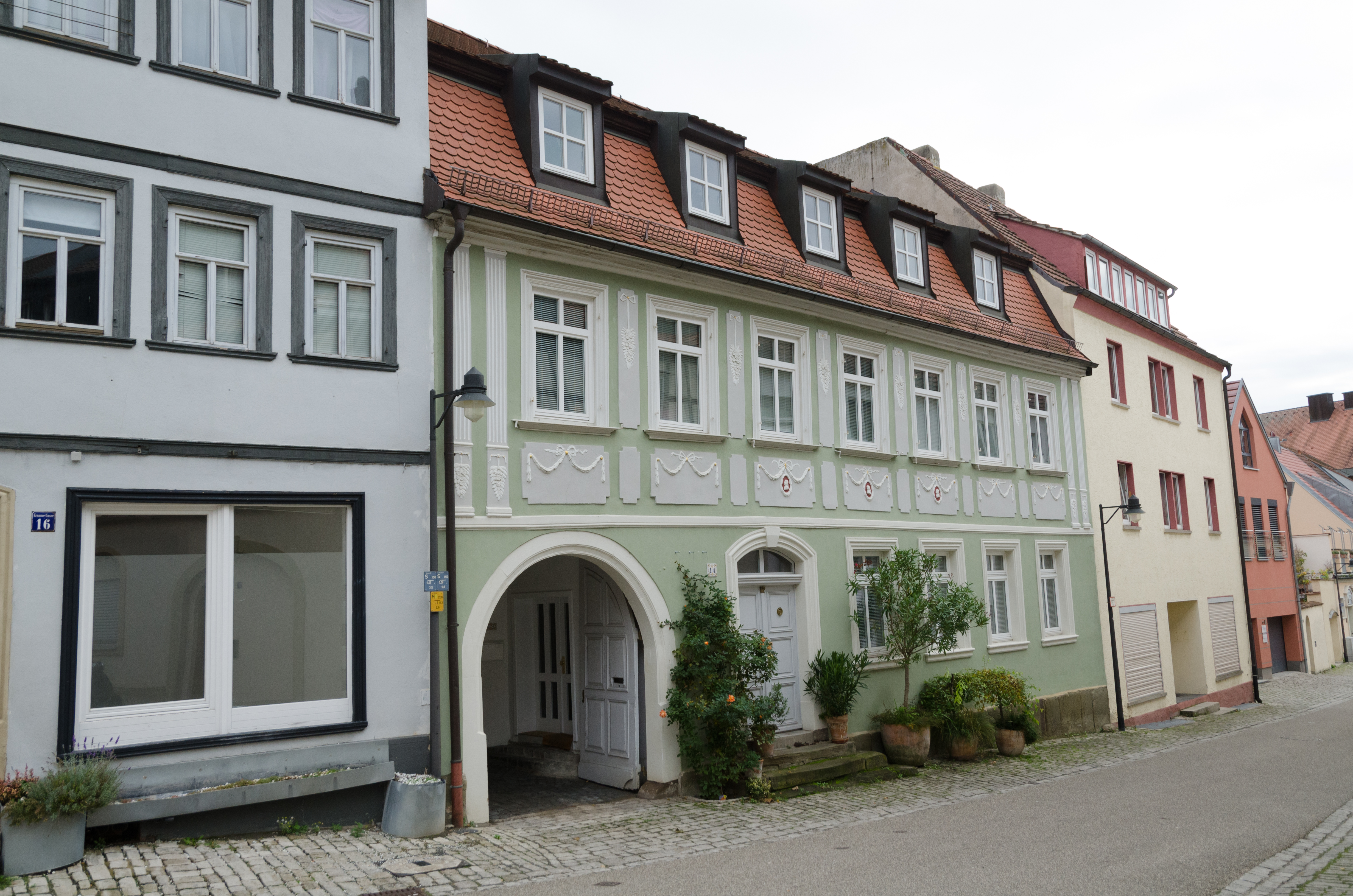
Krumme Gasse 14
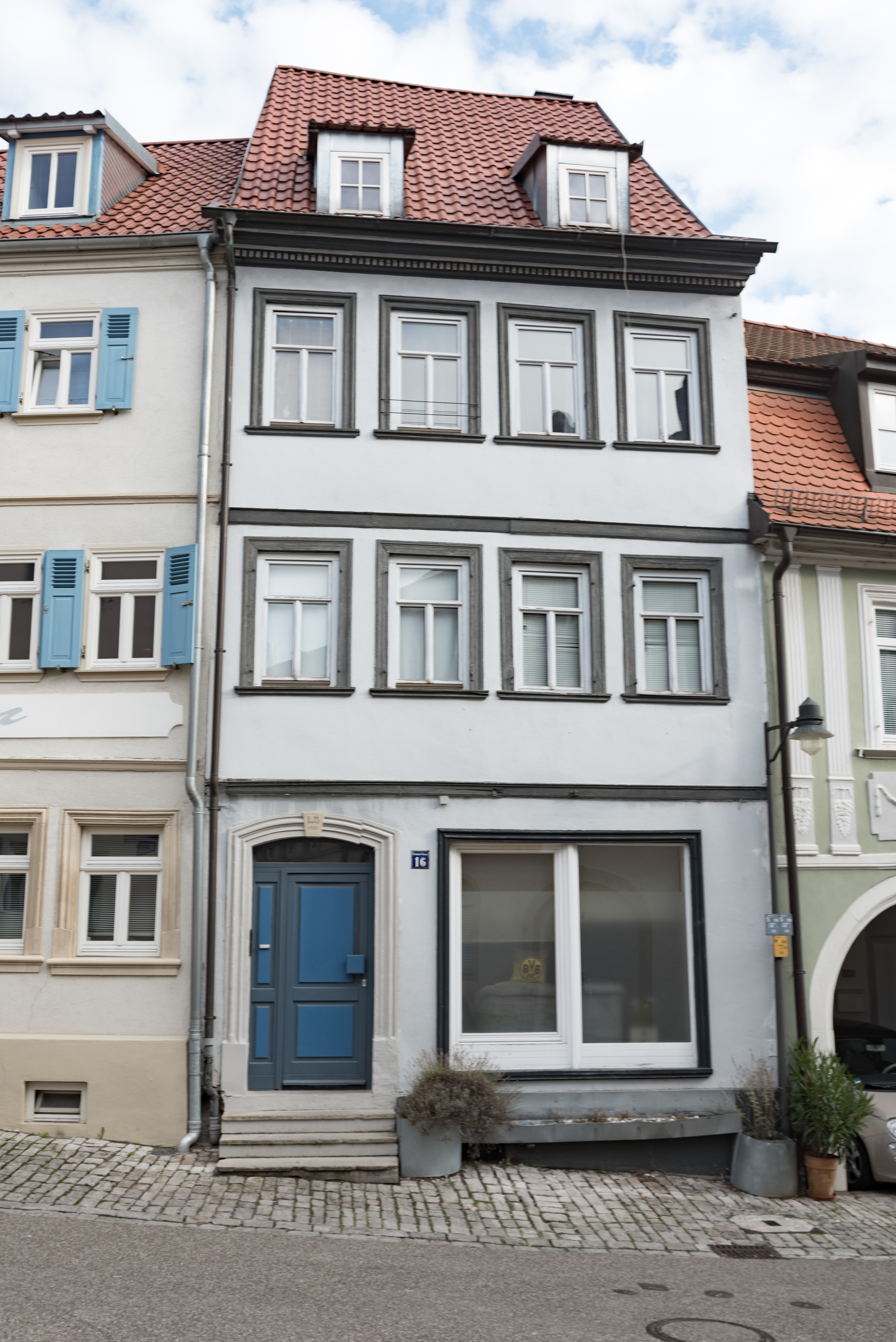
Krumme Gasse 16
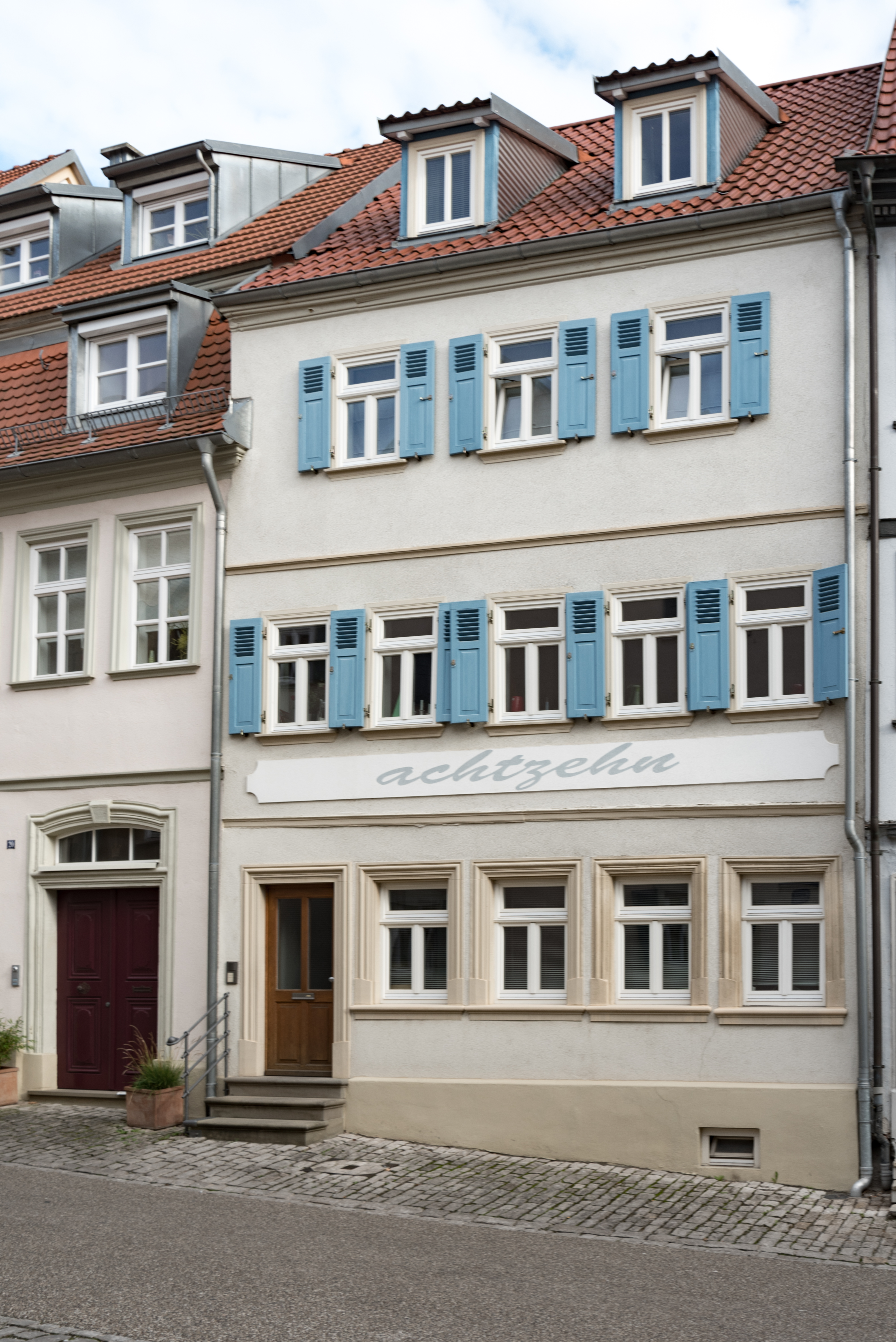
Krumme Gasse 18
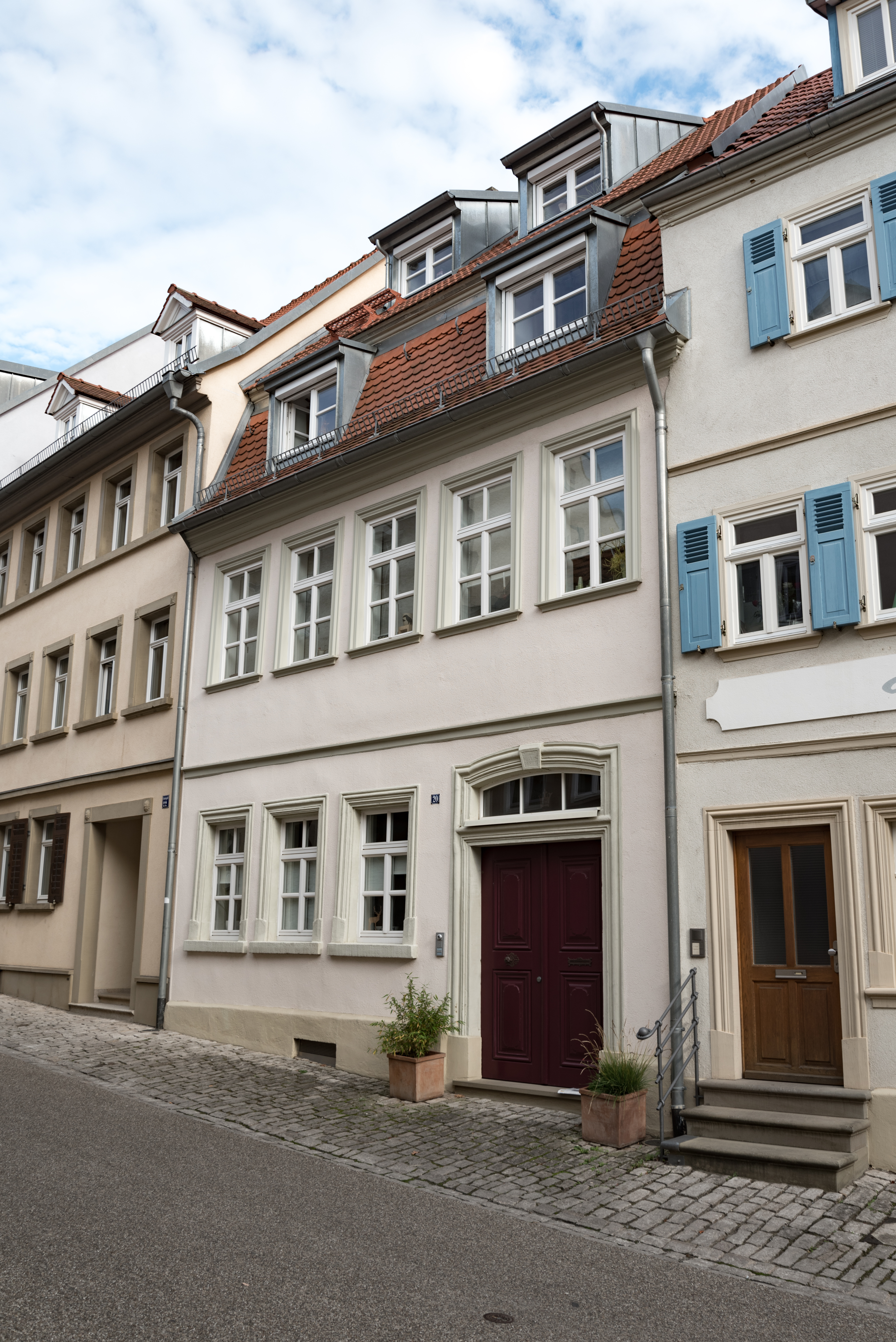
Krumme Gasse 20
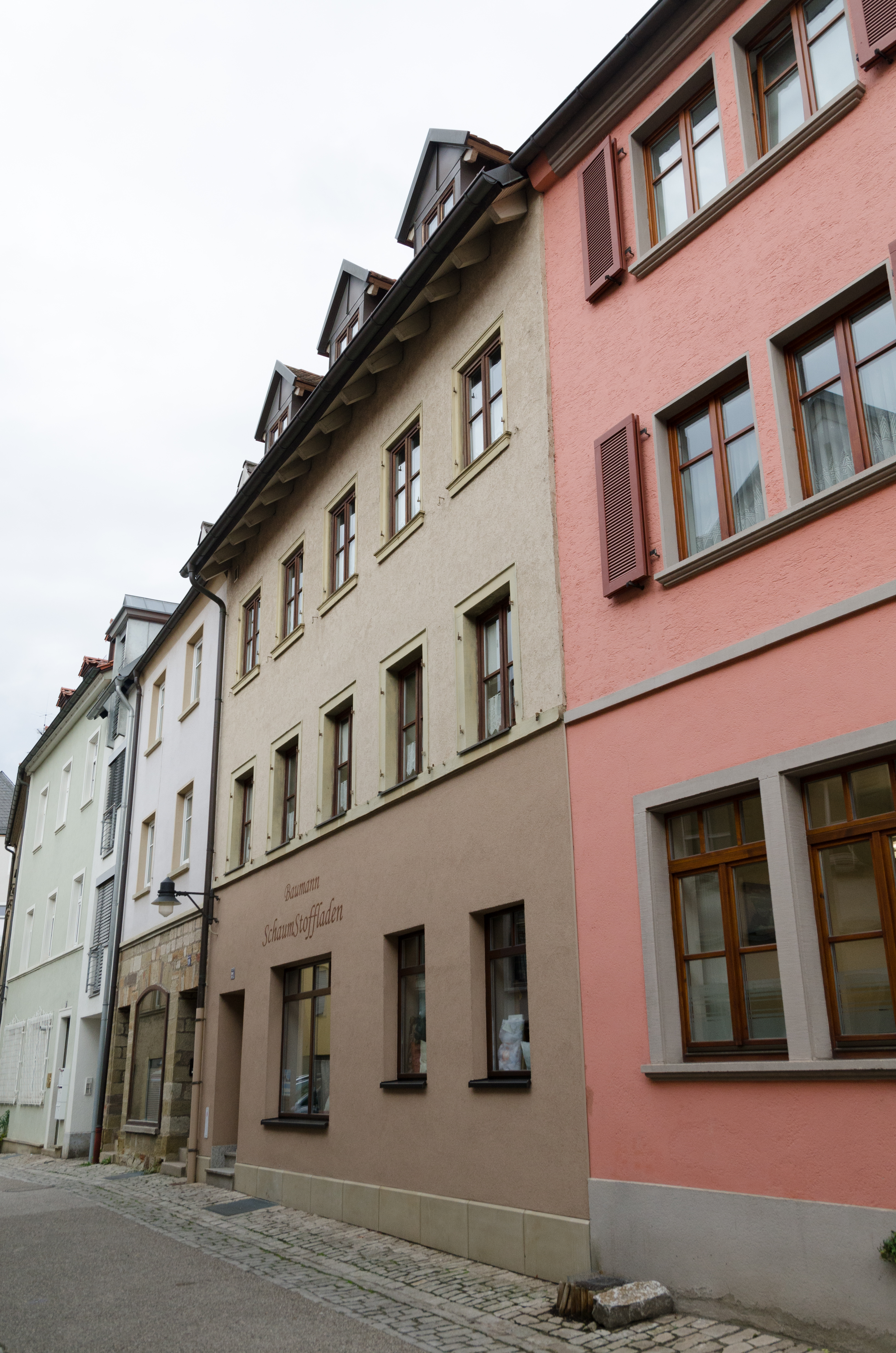
Krumme Gasse 21
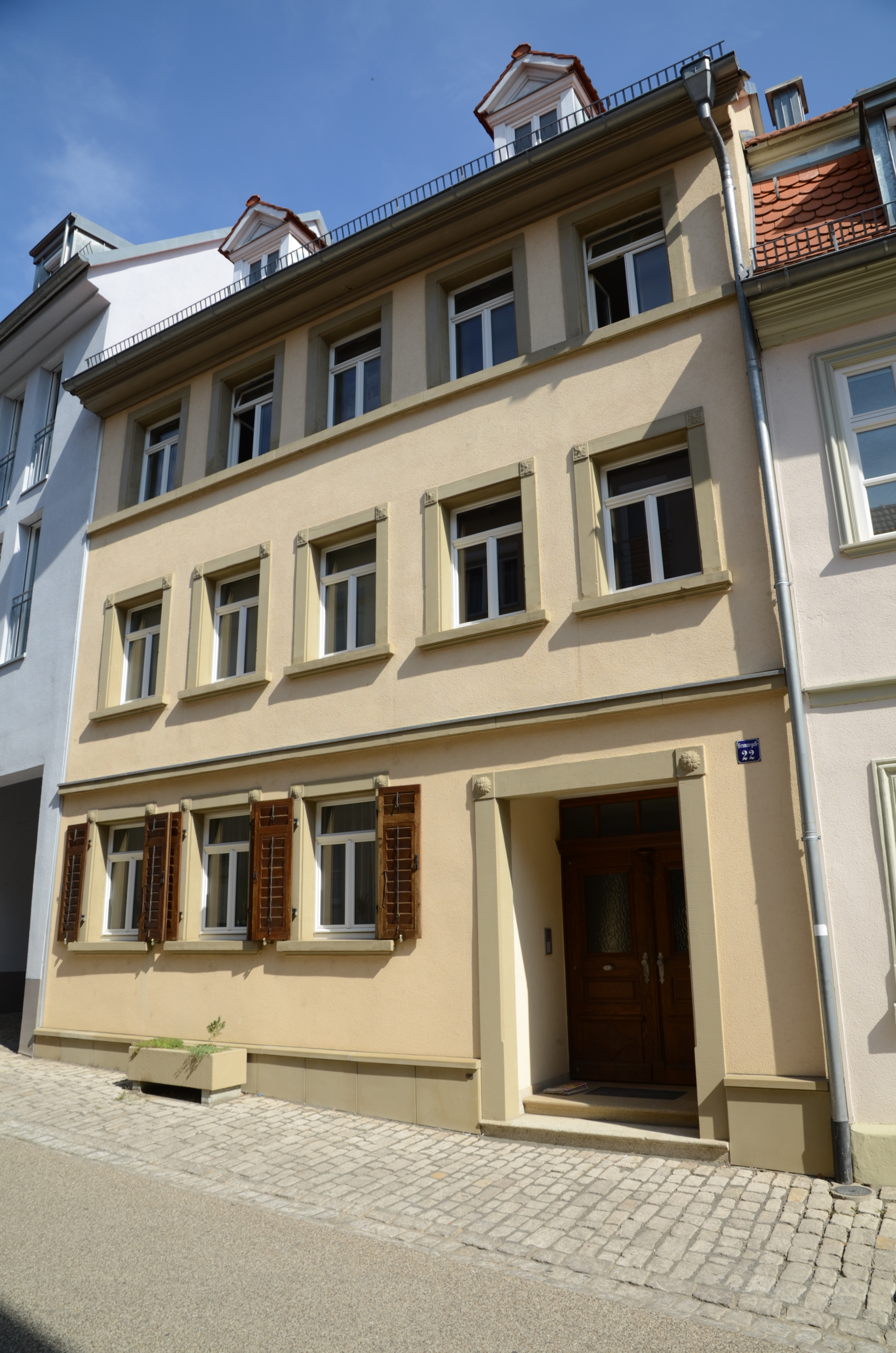
Krumme Gasse 22
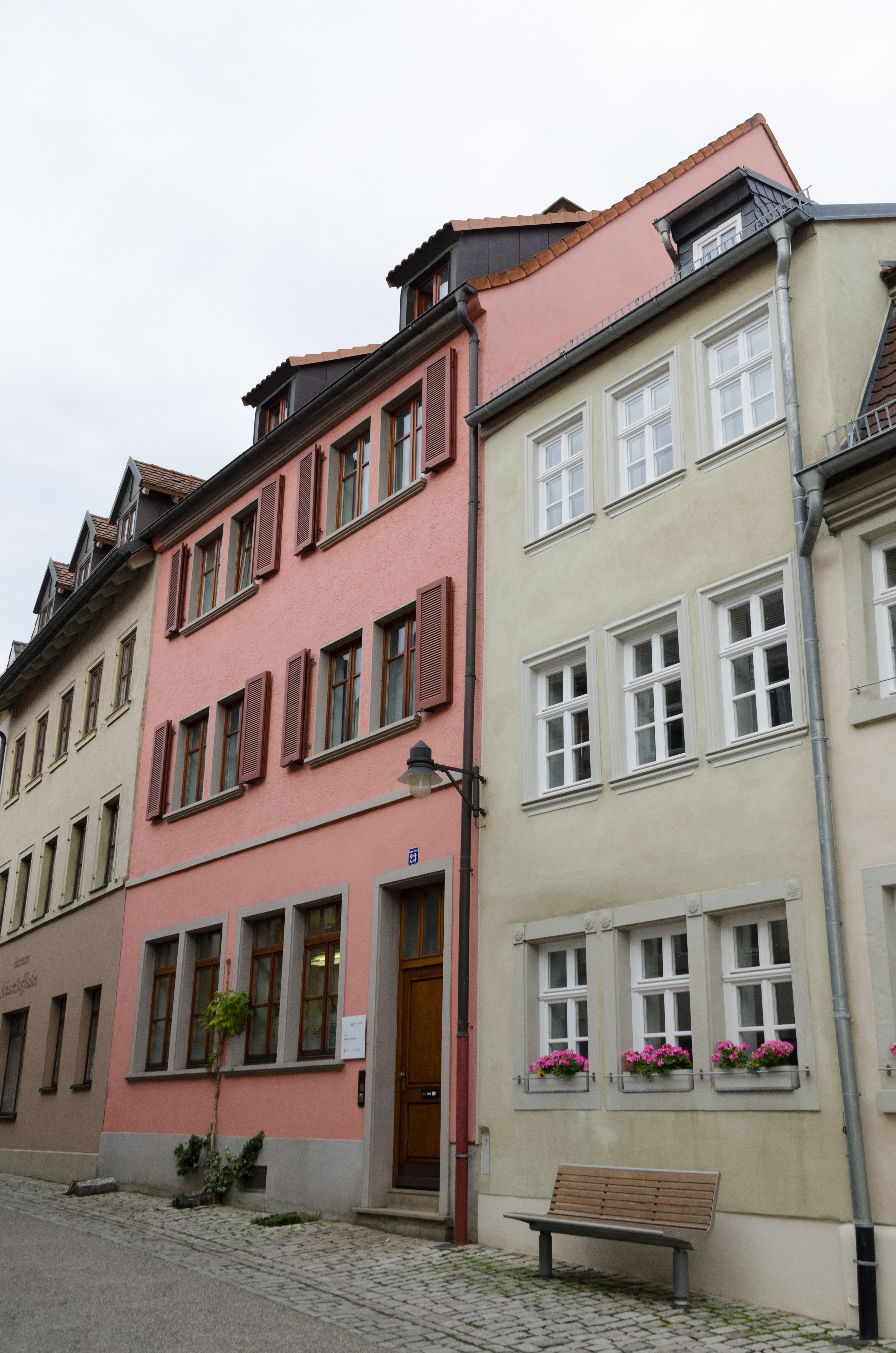
Krumme Gasse 23
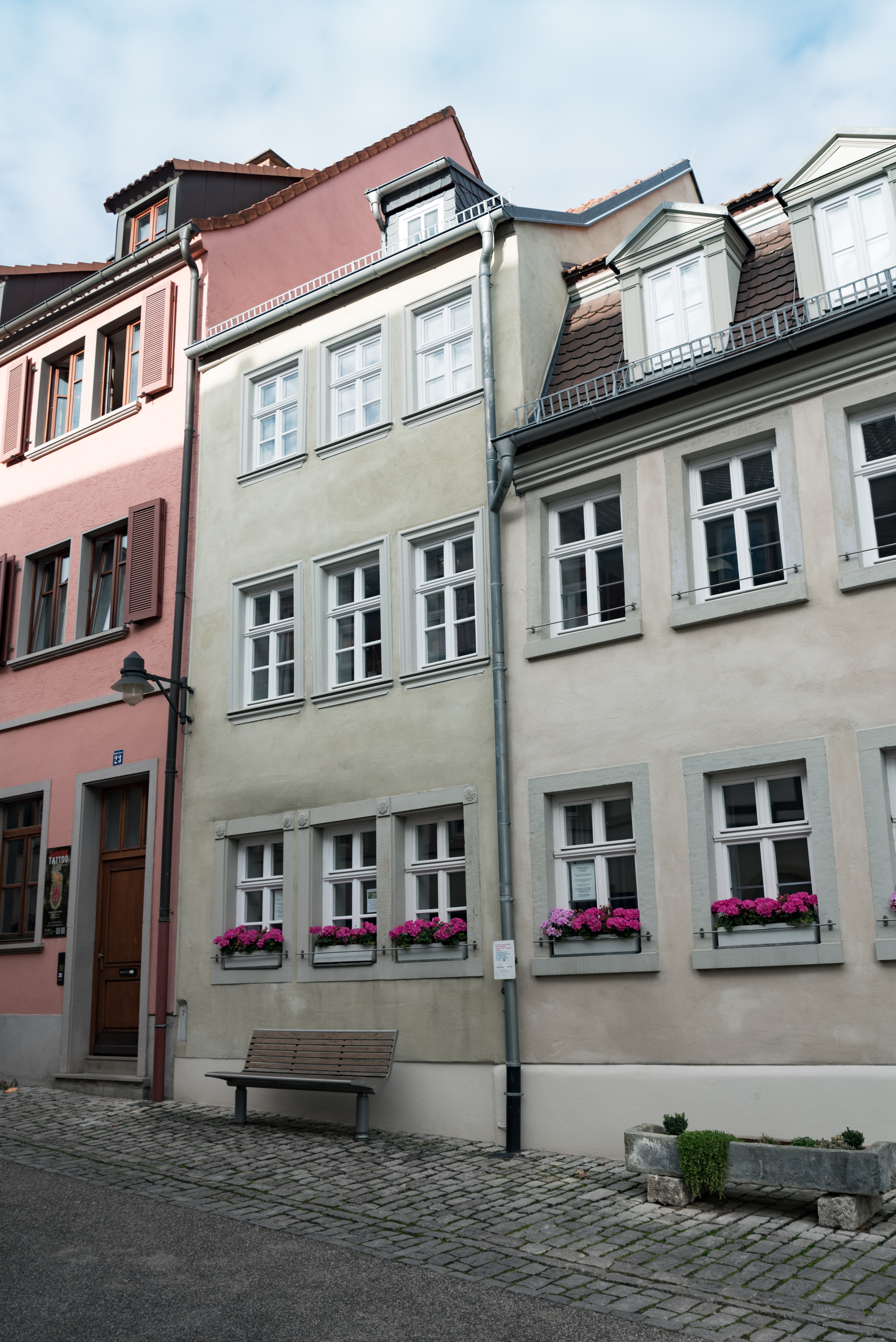
Krumme Gasse 25
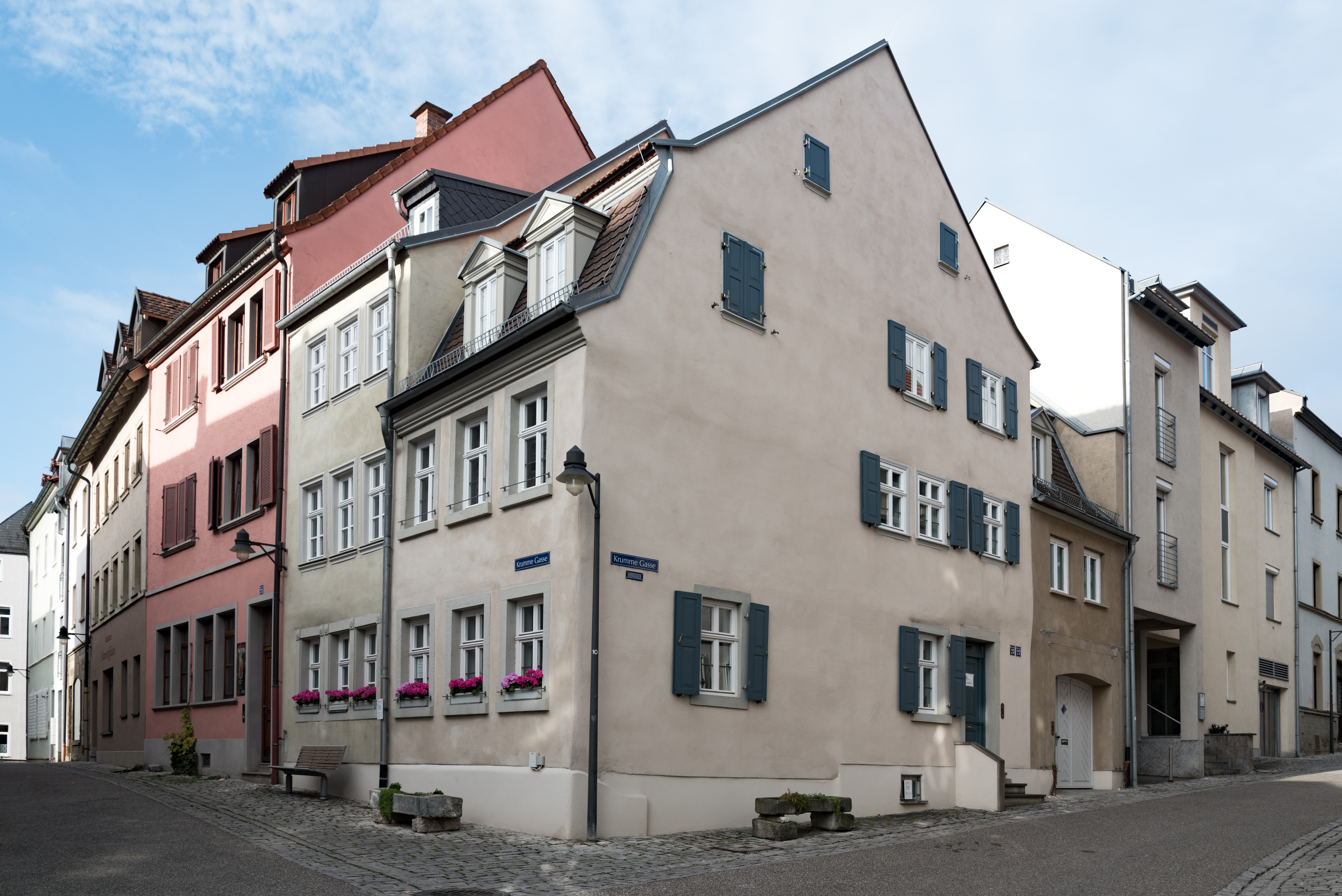
Krumme Gasse 27

### Ensemble Ehemaliges Gewerbeviertel
Das Ensemble umfasst einen Teil des ehemaligen Gewerbeviertels, das sich an die (nicht erhaltene) verschiedenen Industriezweigen dienende große Mainmühle und den ehemaligen Mainhafen anschloss. Es handelt sich um einen städtebaulich geschlossenen Bereich mit mittelalterlichem Gassengrundriss und zweigeschossigen, meist traufseitigen Gebäuden mit Fassaden des 18. und 19. Jahrhunderts sowie umfangreichen, gewerblich genutzten Rückgebäuden. Petersgasse 3 enthält den 1611 erbauten Schrotturm, der zur Herstellung von Schrotkugeln im 19. Jahrhundert aufgestockt wurde. Petersgasse 6 und 8 waren Stammgebäude der Firma Kugelfischer. Das Ensemble ist gestört durch den Neubau des die Petersgasse zerschneidenden Komplexes der Hospital-Stiftung Schweinfurt (Judengasse 25). Umfassung: Judengasse 7, 8, 9, 10, 11, 12, 13, 14, 15, 16, 17, 18, 19, 21, 23, 25, Metzgergasse 12, 14, 16, 17, 19, 21, Petersgasse 1, 3, 5, 6, 8, 10, Rosengasse 8 und 10. Aktennummer: E-6-62-000-4. Bilder.

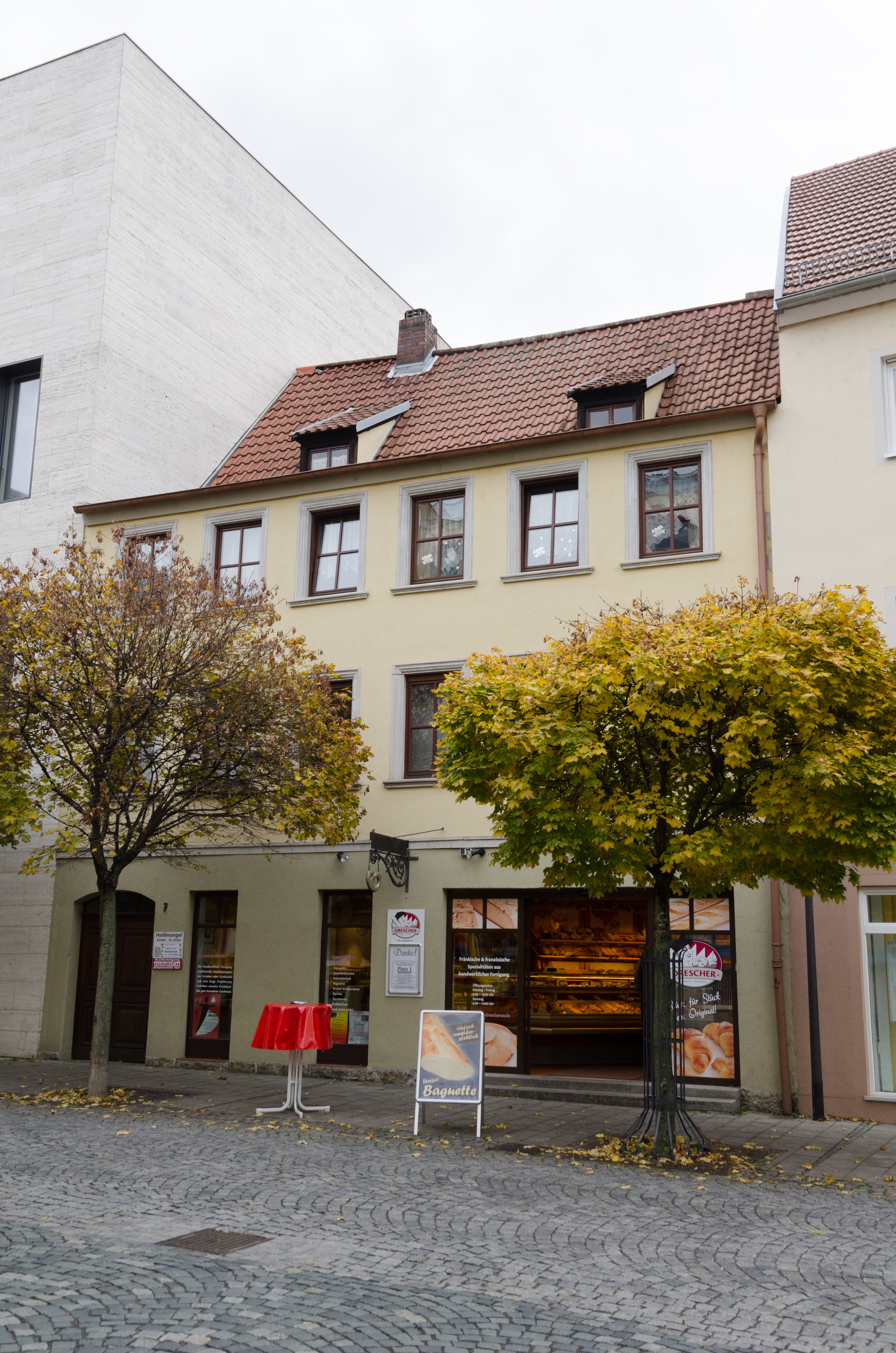
Judengasse 7
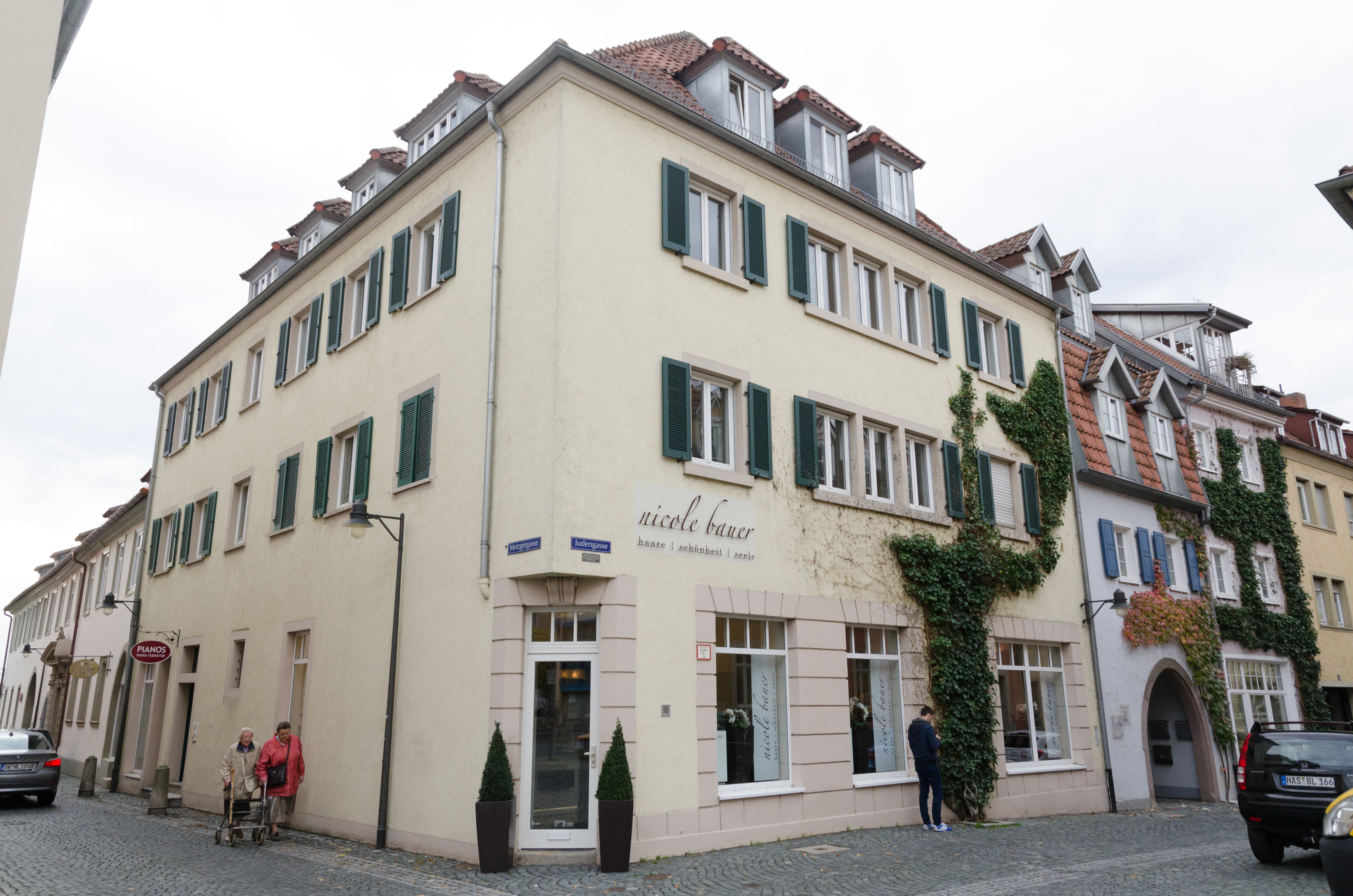
Judengasse 11
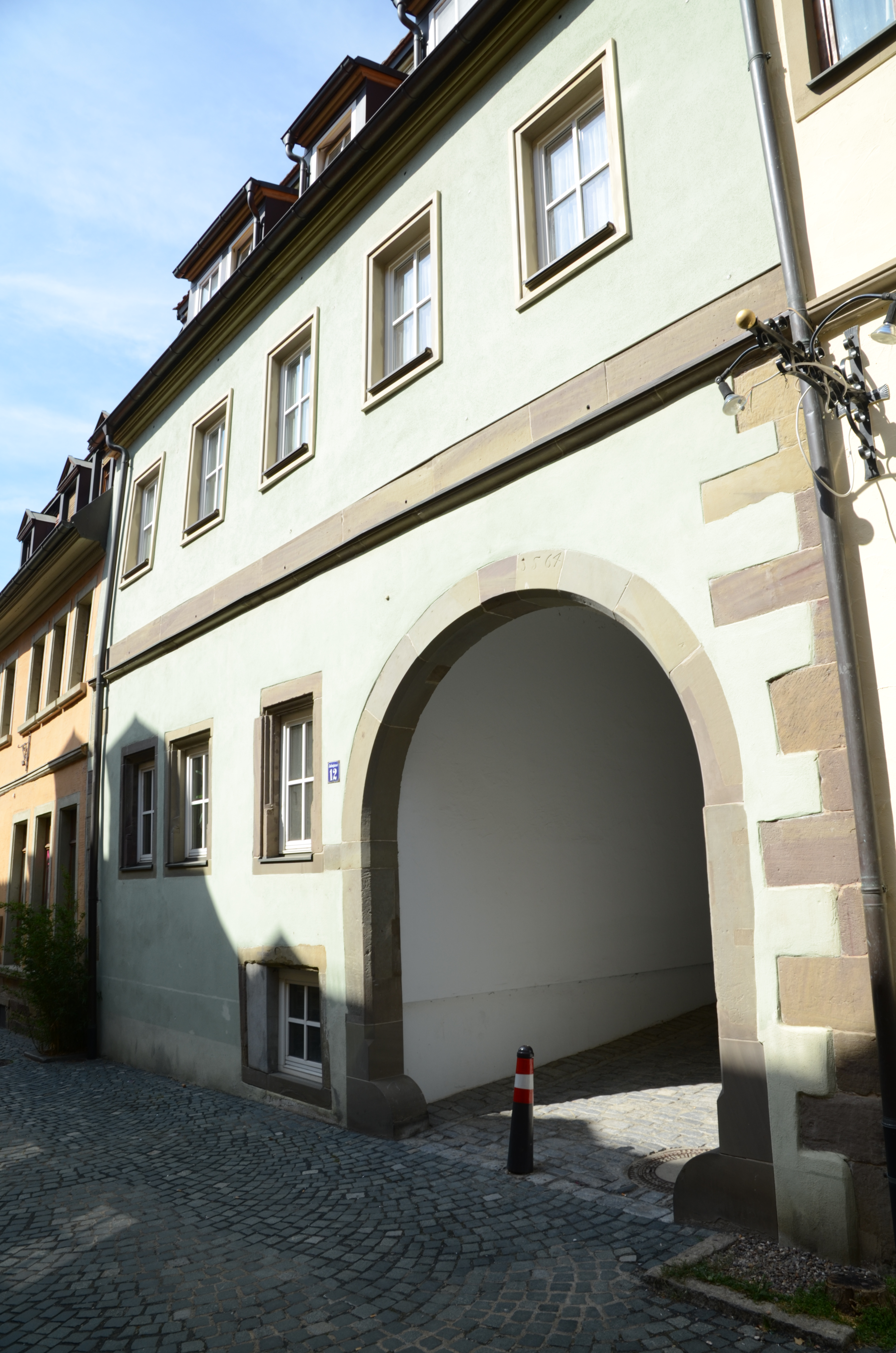
Judengasse 12
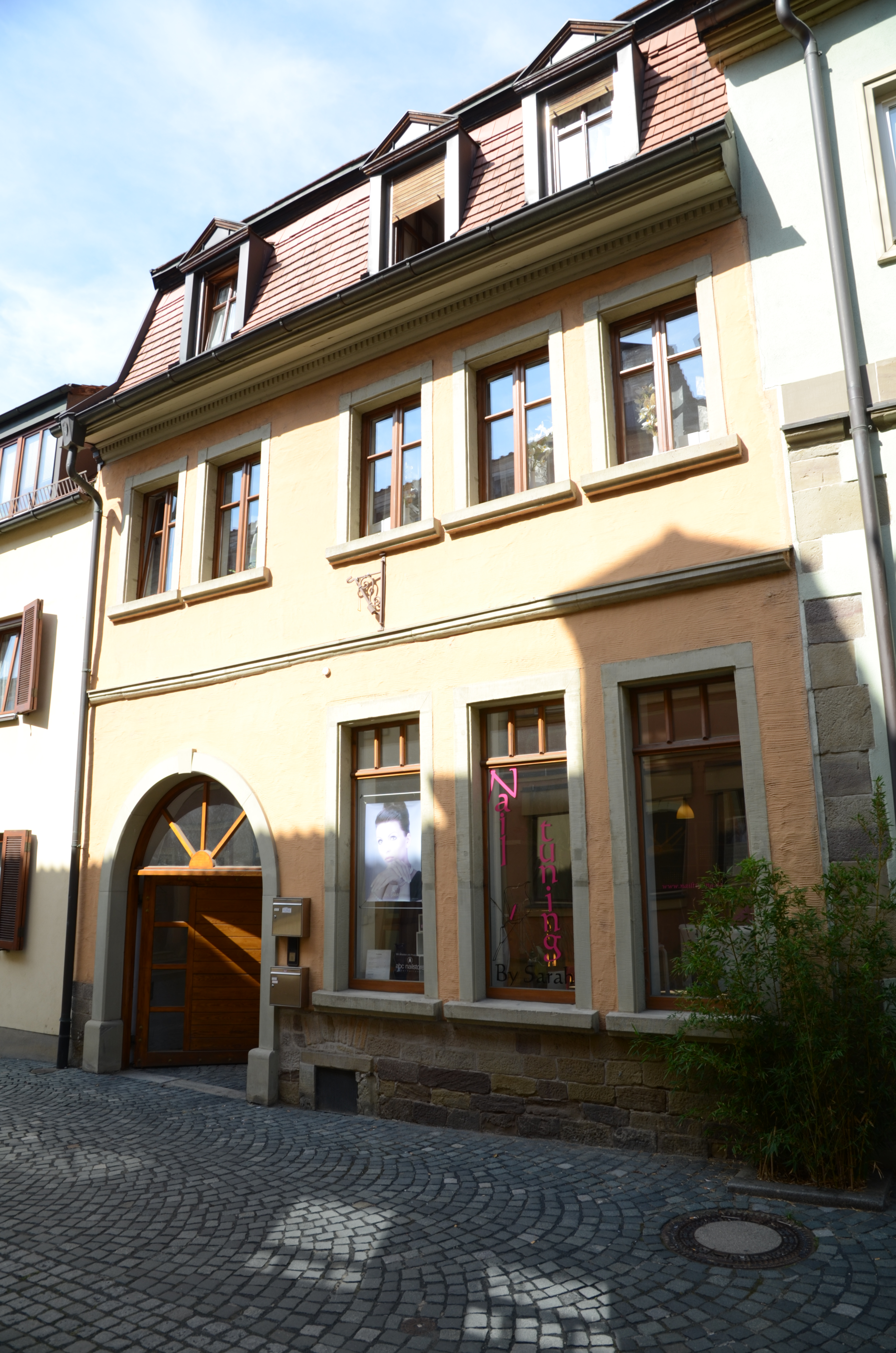
Judengasse 14
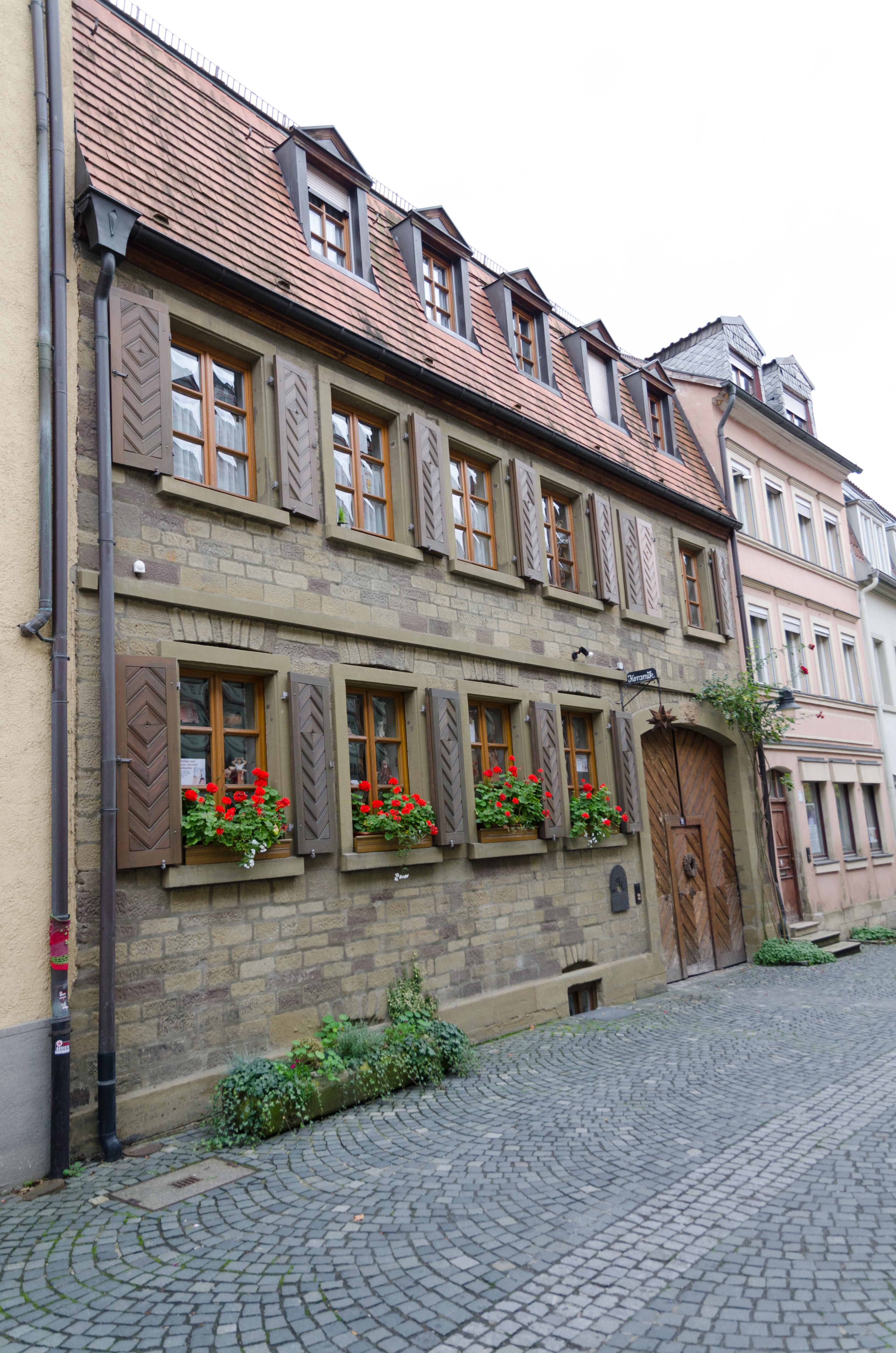
Judengasse 15
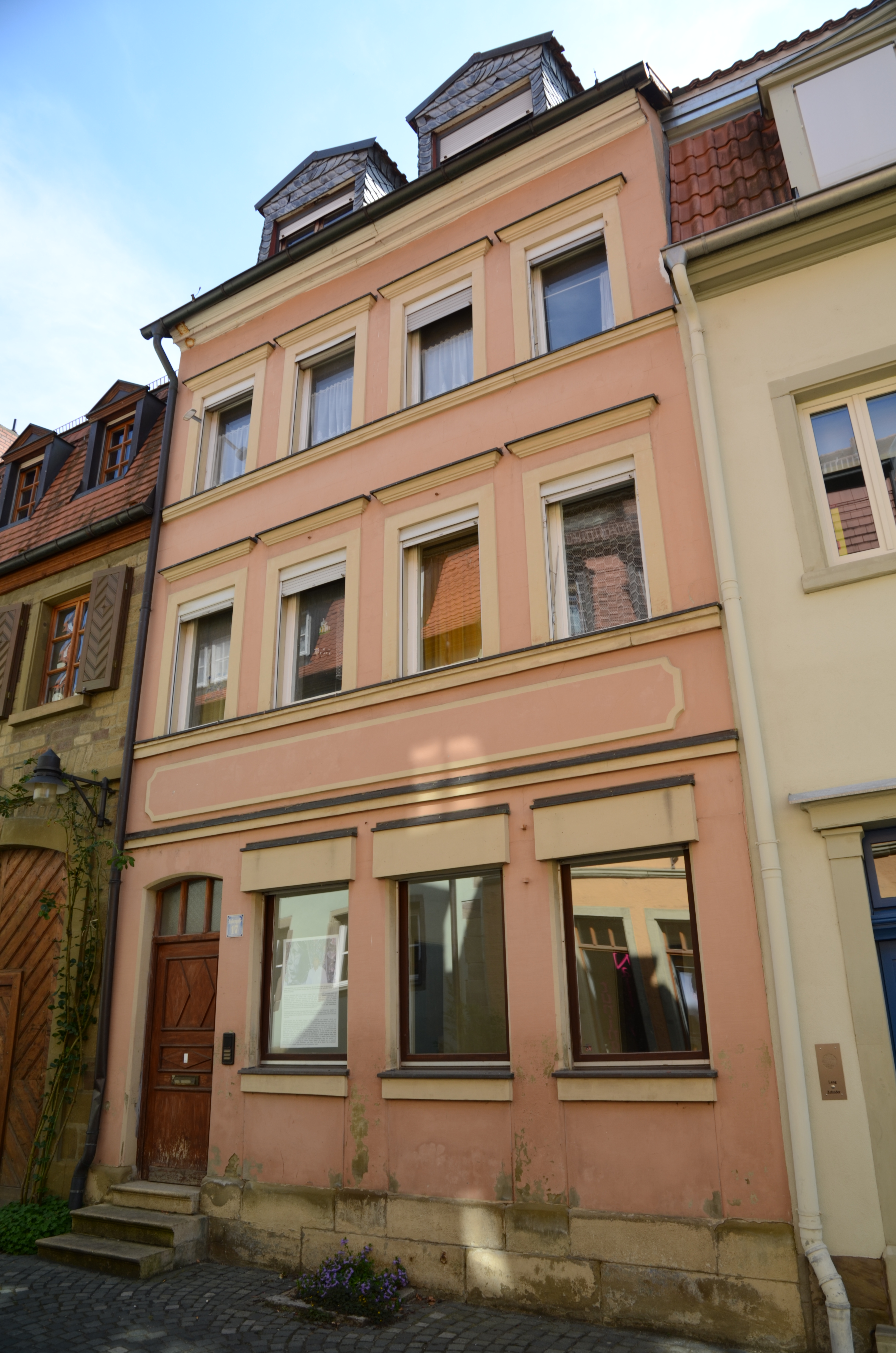
Judengasse 17
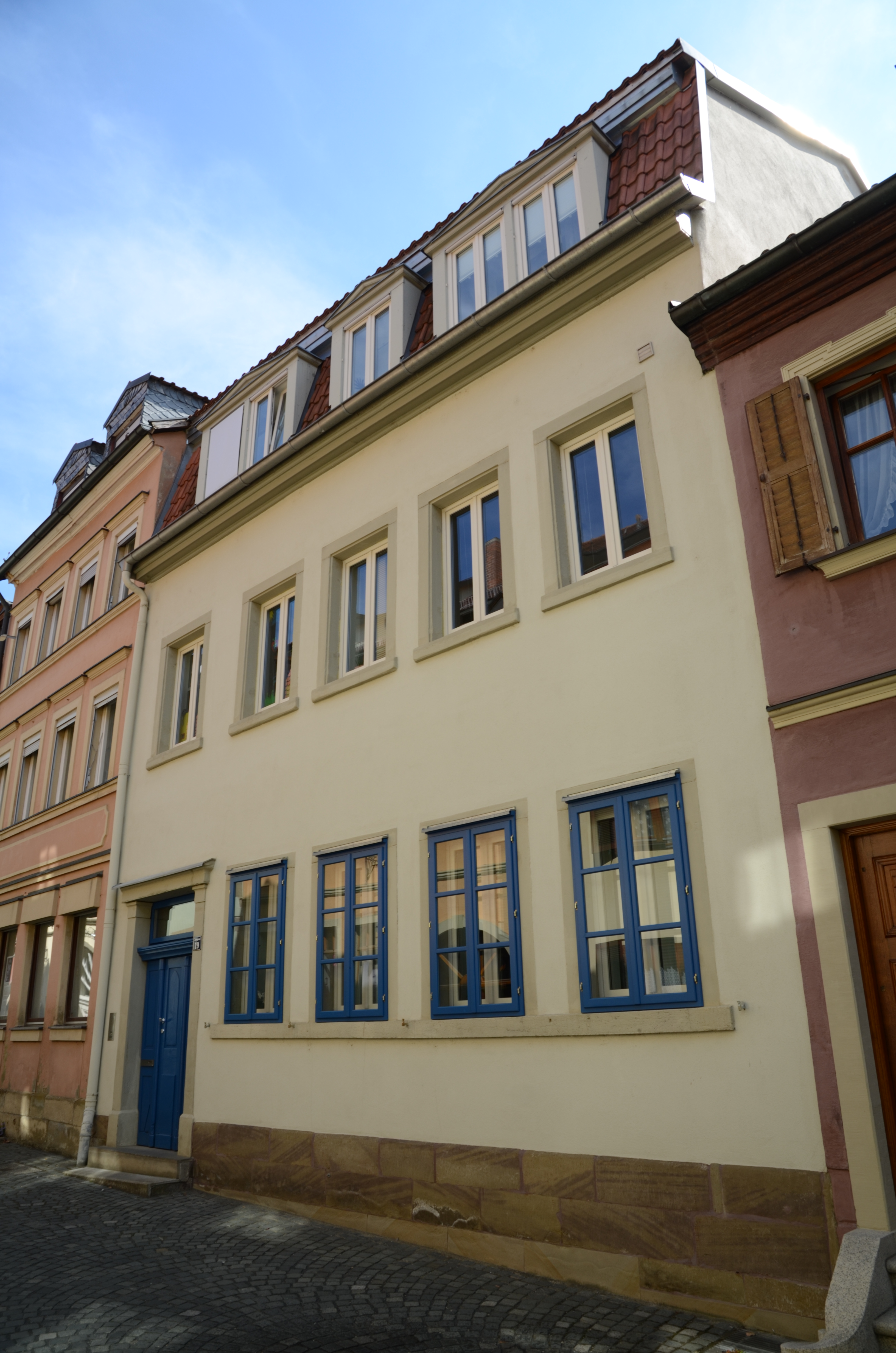
Judengasse 19
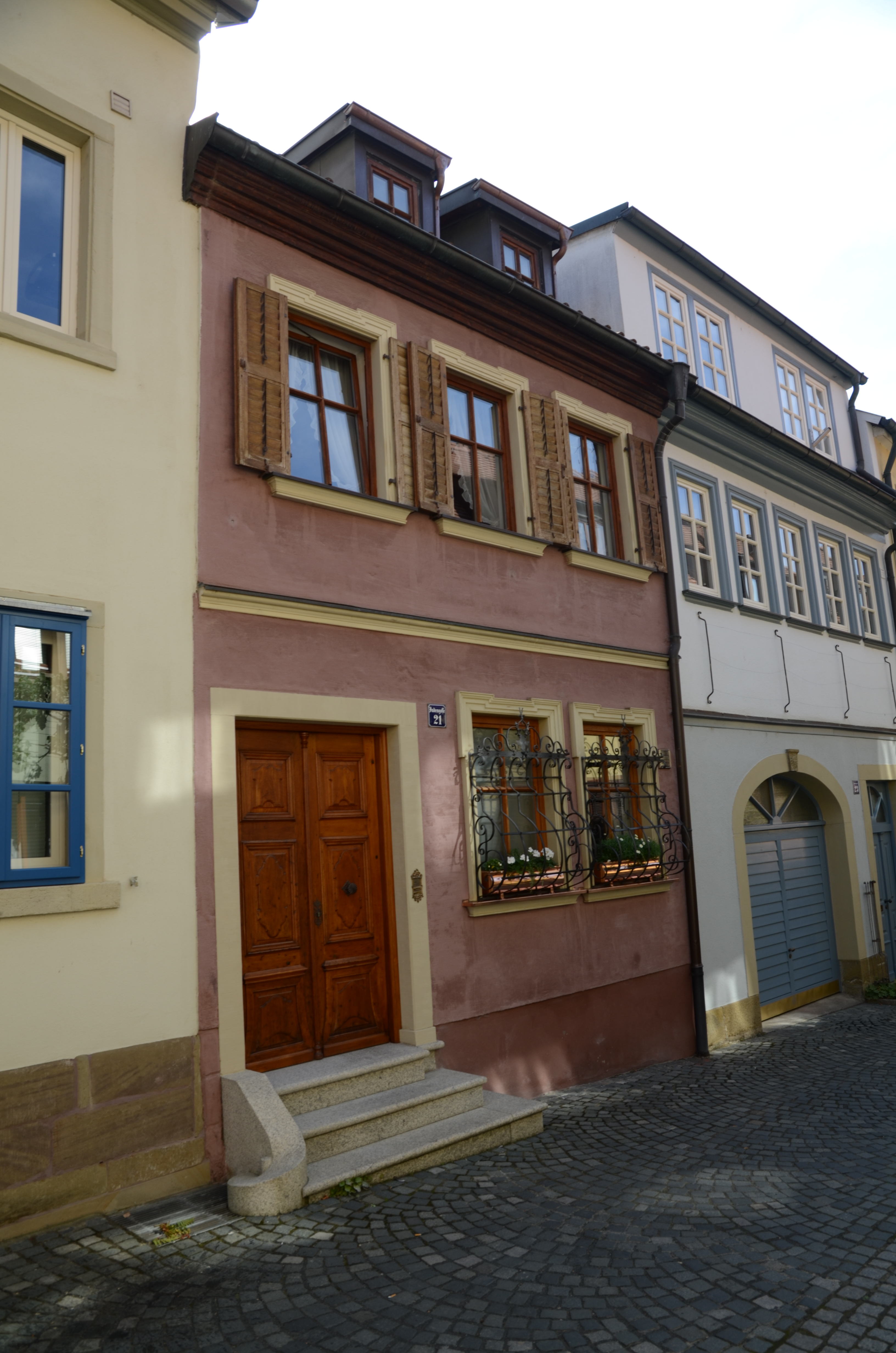
Judengasse 21
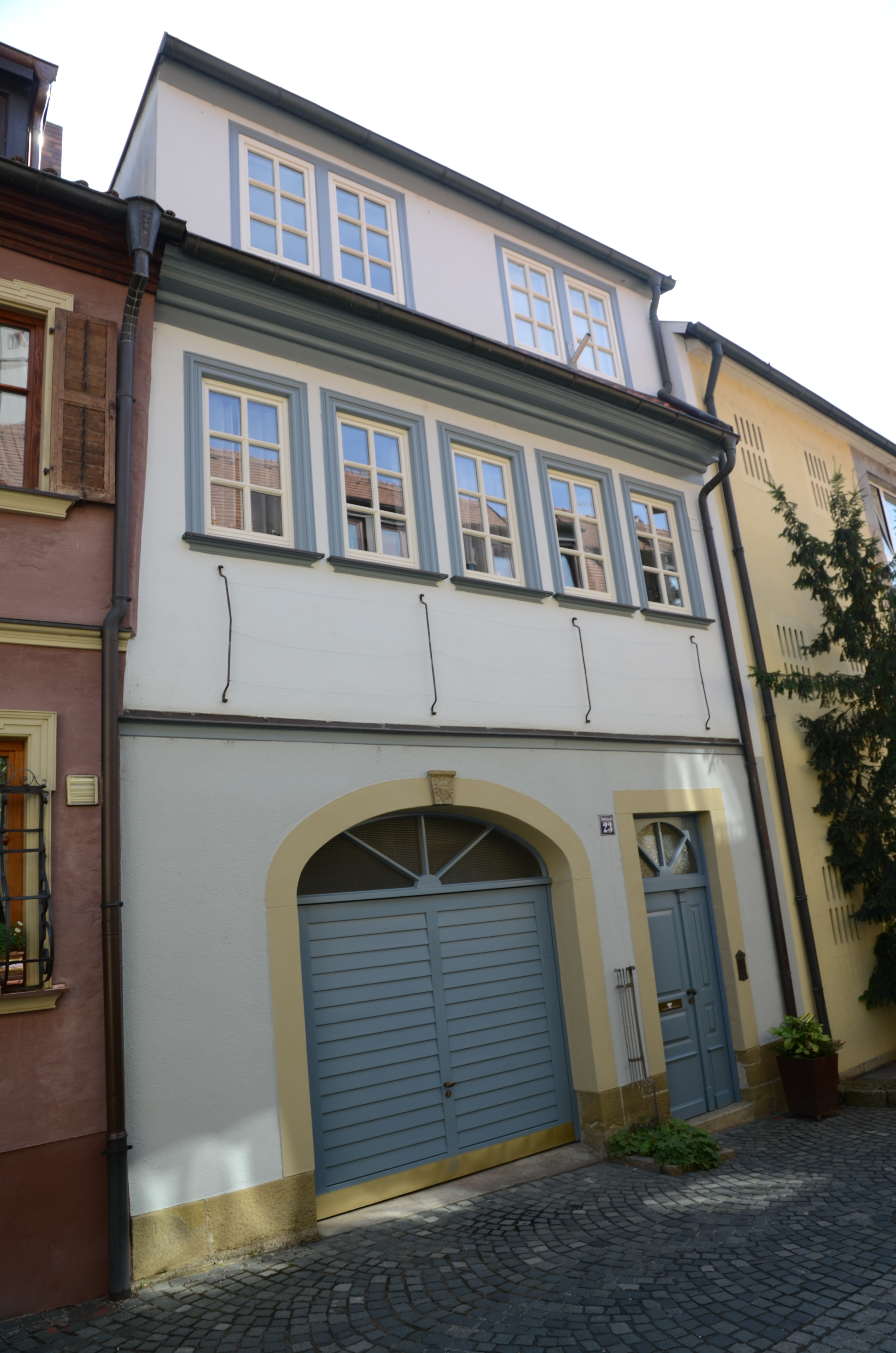
Judengasse 23
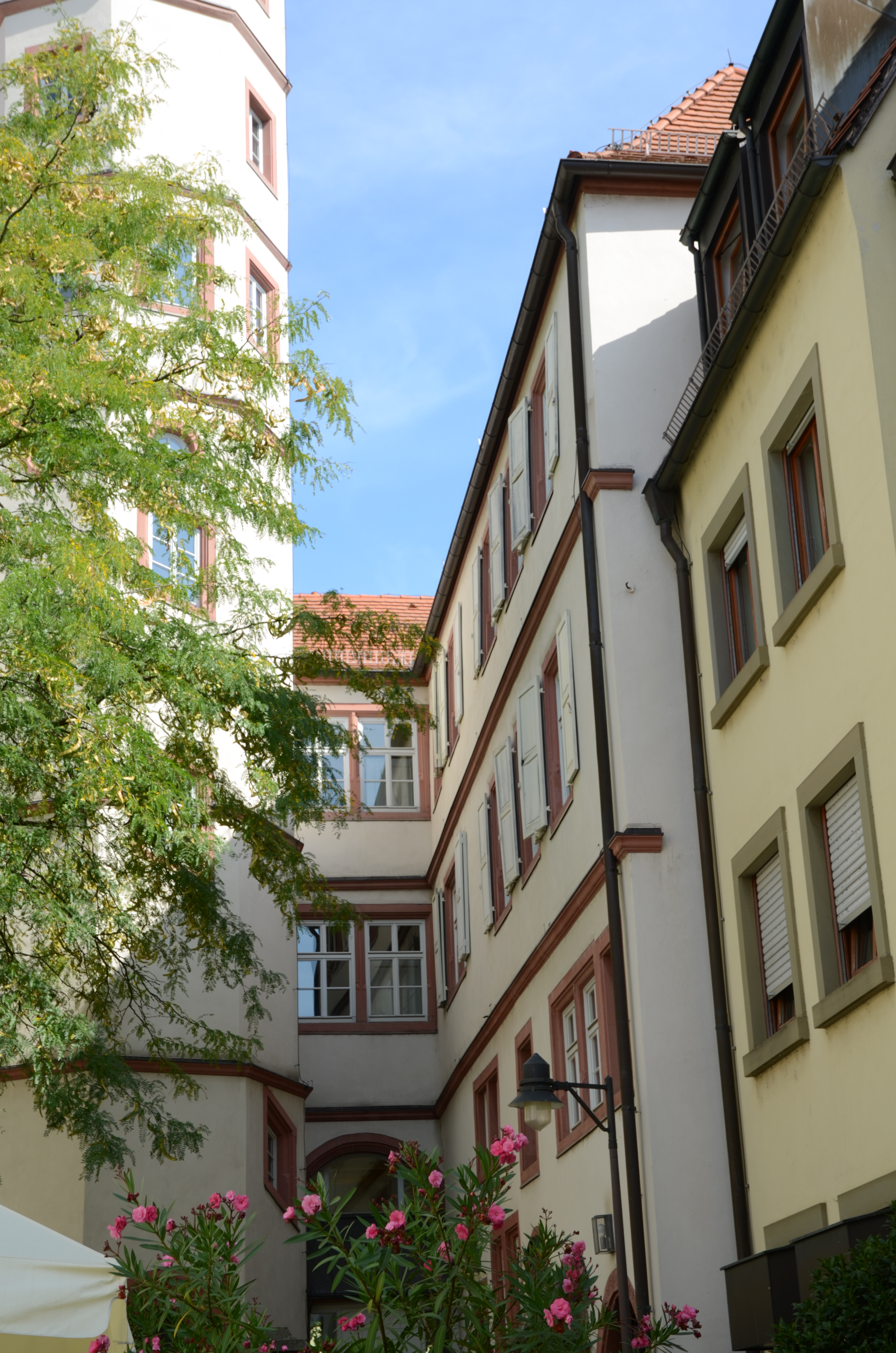
Petersgasse 3
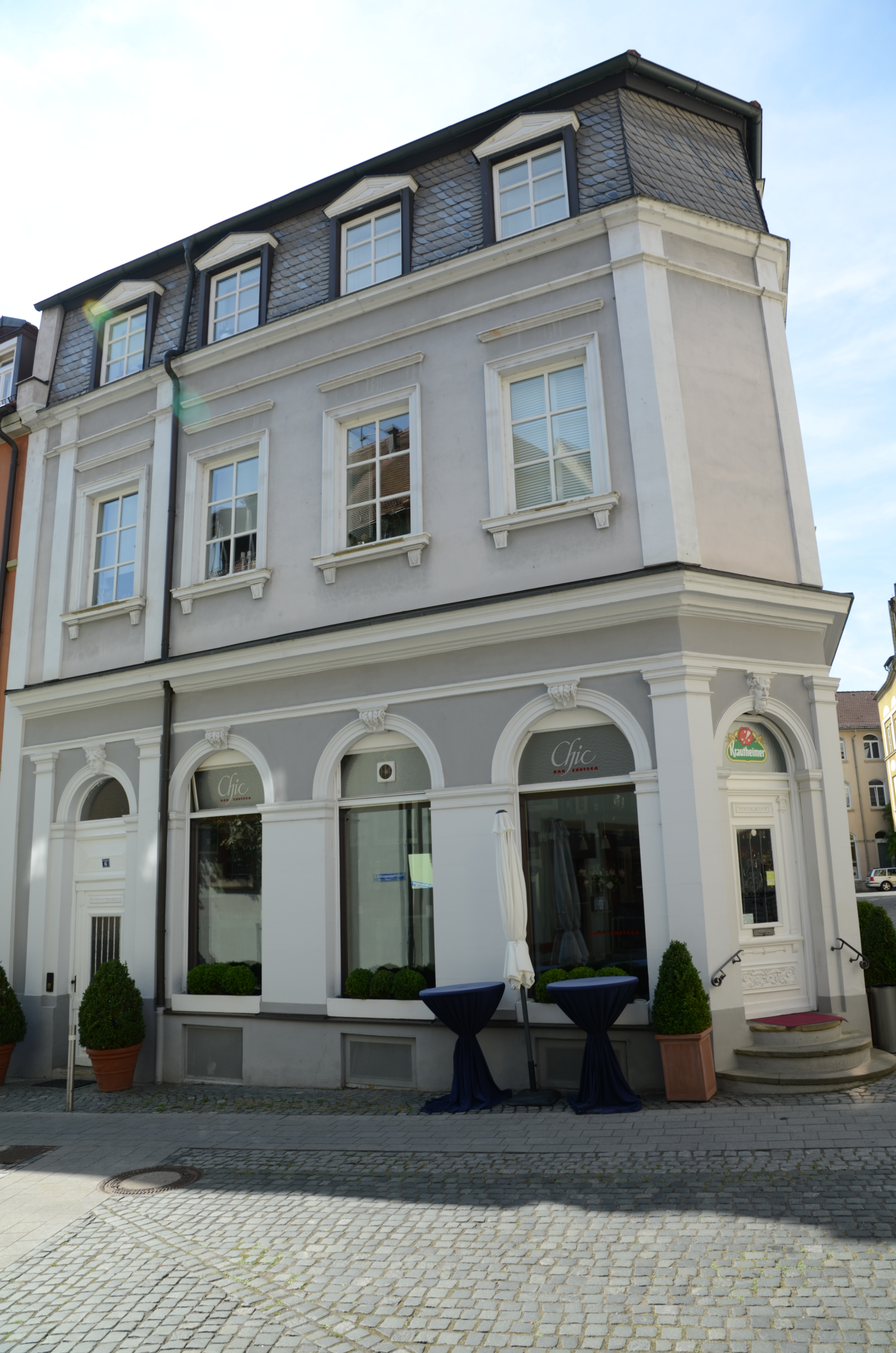
Petersgasse 6
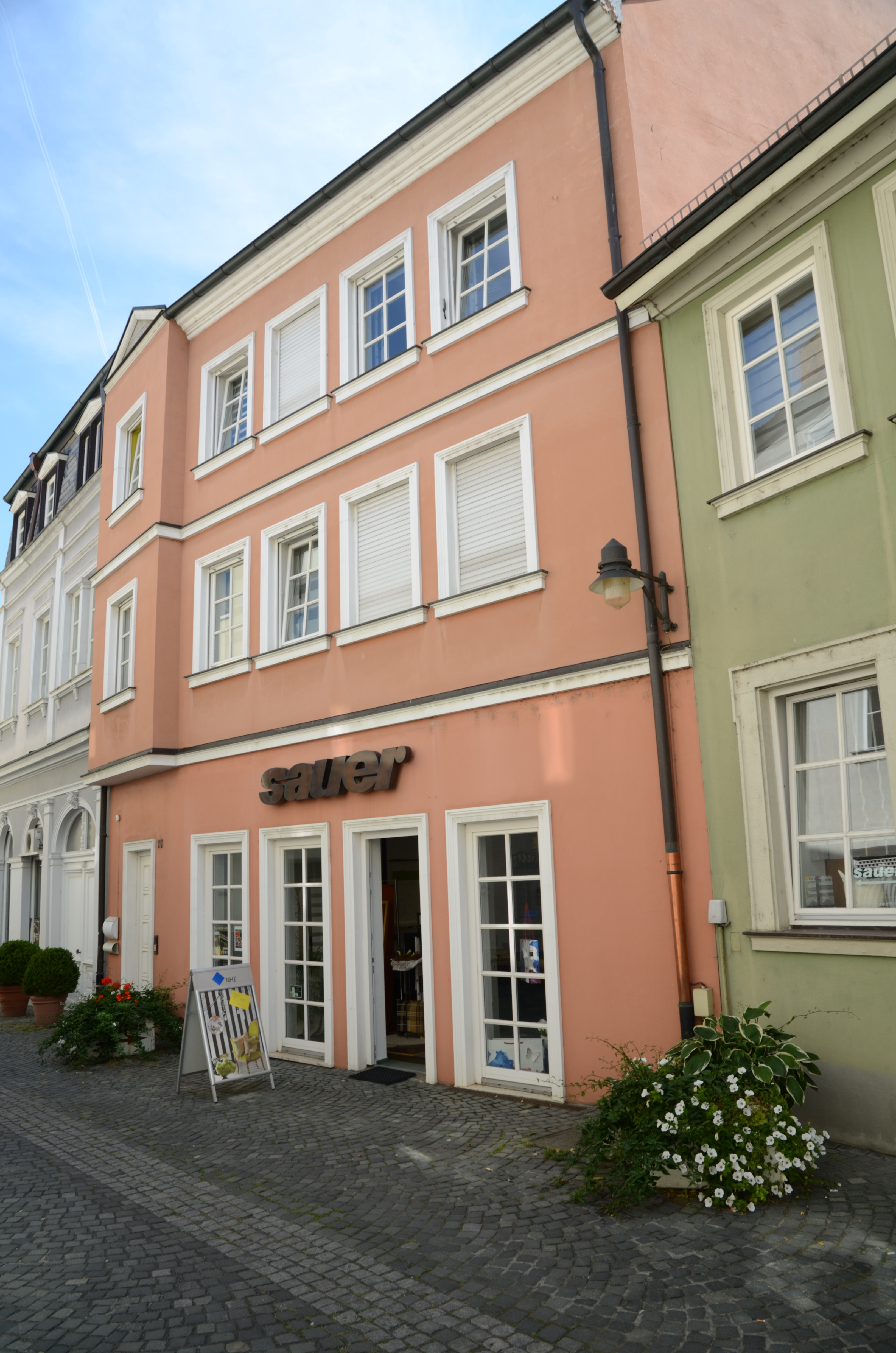
Rosengasse 10

### Ensemble Am Unteren Wall/Burggasse
Das Ensemble umfasst den wohl im 14. Jahrhundert angelegten Stadtteil um die in der ersten Hälfte des 14. Jahrhunderts errichtete, in der zweiten Hälfte niedergelegte Reichsburg der Henneberger. Es wird beherrscht von der Salvatorkirche, die aus der ehemaligen Burgkapelle hervorging sowie von der Baugruppe des in seiner jetzigen Erscheinung dem 16. und 17. Jahrhundert angehörenden ehemaligen Ebracher Hofes. An seiner Südostseite verläuft der teilweise wohlerhaltene Untere Wall aus der zweiten Hälfte des 16. Jahrhunderts. Die kleinteilige, geschlossene Wohnbebauung, zweigeschossig und meist traufseitig in einem System schmaler und verwinkelter Gassen, geht meist auf die zweite Hälfte des 16. Jahrhunderts und das spätere 18. und beginnende 19. Jahrhundert zurück. Im Bereich Rückertstraße, Linsengasse, Burggasse bestimmen Handwerkerhäuser das Bild, im Bereich des Zürch finden sich vor allem kleinbürgerliche Wohnhäuser von nahezu einheitlichem klassizistischem Charakter. Am Zwinger ist das Ensemble im späteren 19. Jahrhundert zur damals neugebauten Eisenbahntrasse hin durch stattliche Wohnbauten abgeschlossen, auf dem Wall errichtete man um die Mitte des 19. Jahrhunderts zartgegliederte spätklassizistische bürgerliche Wohnhäuser mit Gärten. Umfassung: Am Unteren Wall 4, 6, 8, 10, Burggasse 2, 2 a, 3, 4, 5, 6, 7, 8/10, 9, 11, 12, 13, 15, 17, Frauengasse 1, 2, 3, 4, 5, 6, 7, 8, 10, 12, 14, 16, 18, 20, Linsengasse 7, 9, 11, 13, 15, Rittergasse 2, 4, 6, 8, 9, 10, 11, 12, 14, 16, 18, Rückertstraße 12, 14, 16, 18, 20, 22, 24, 26, Zürch 1, 2, 3, 4, 5, 6, 7, 8, 9, 10, 10 1/2, 11, 12, 14, 15, 17, 20, Zwinger 1, sowie der Bereich des Unteren Walls mit zugehörigem Graben. Aktennummer: E-6-62-000-1. Bilder.

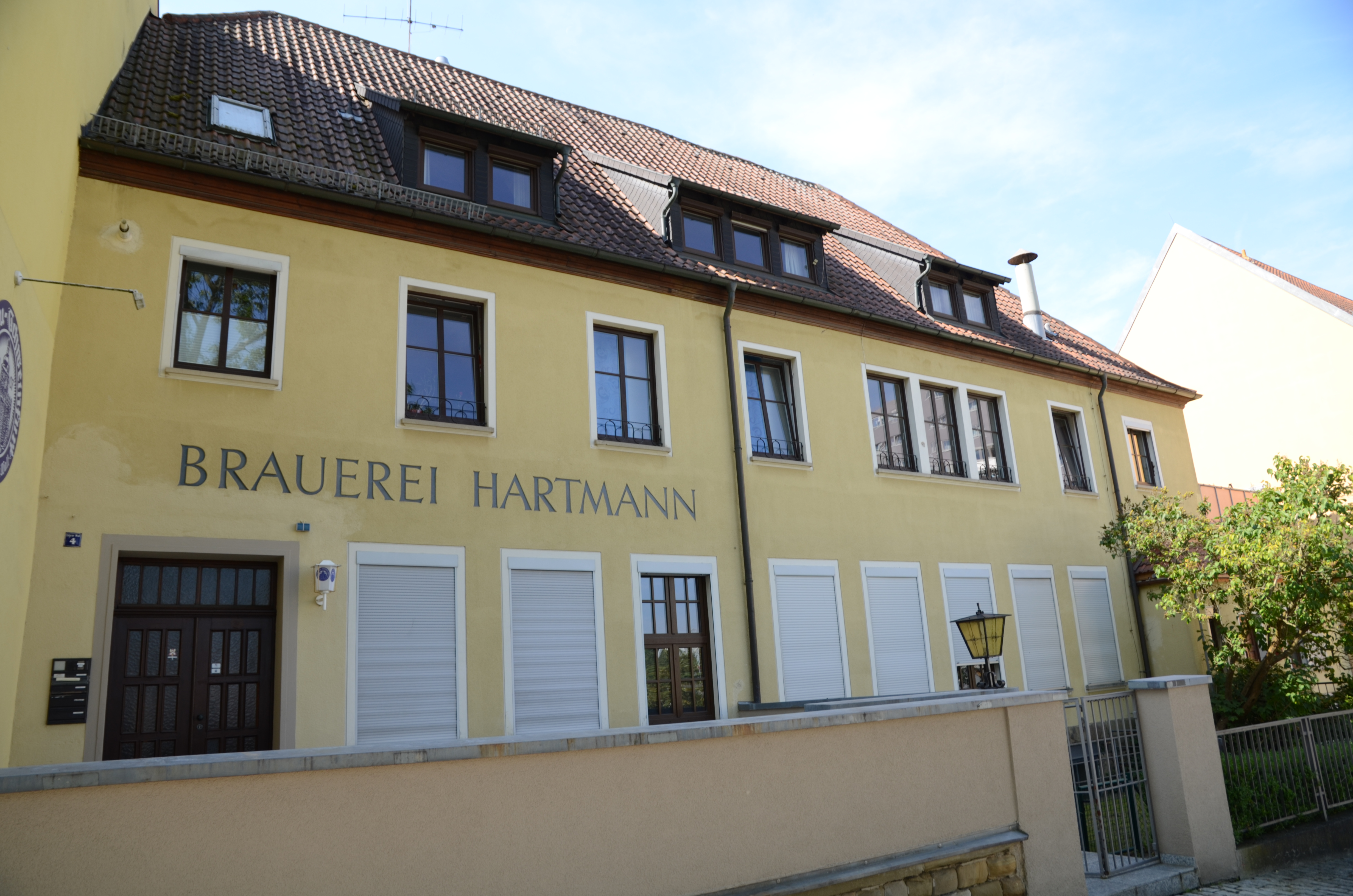
Am Unteren Wall 4
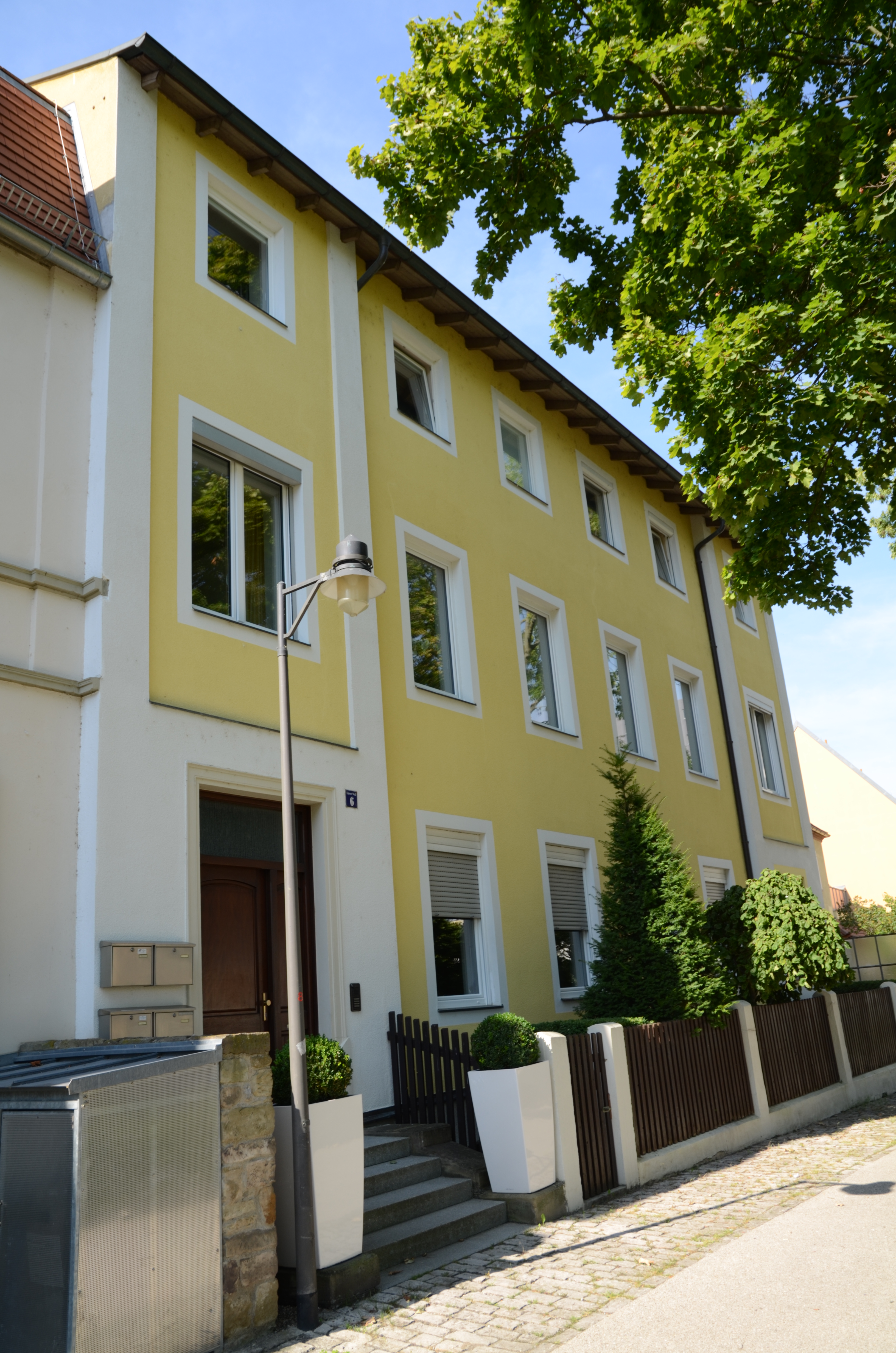
Am Unteren Wall 6
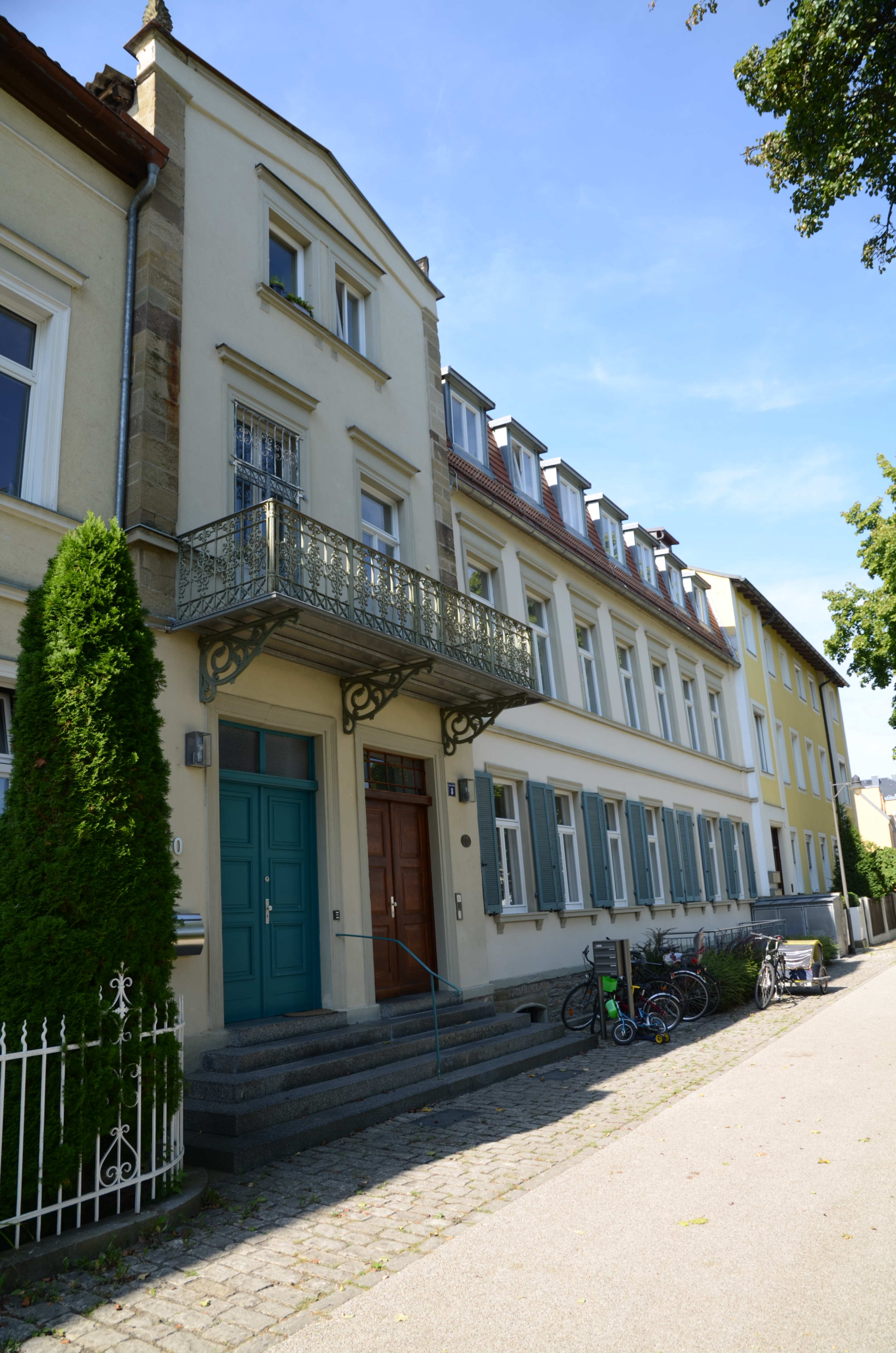
Am Unteren Wall 8 und 10
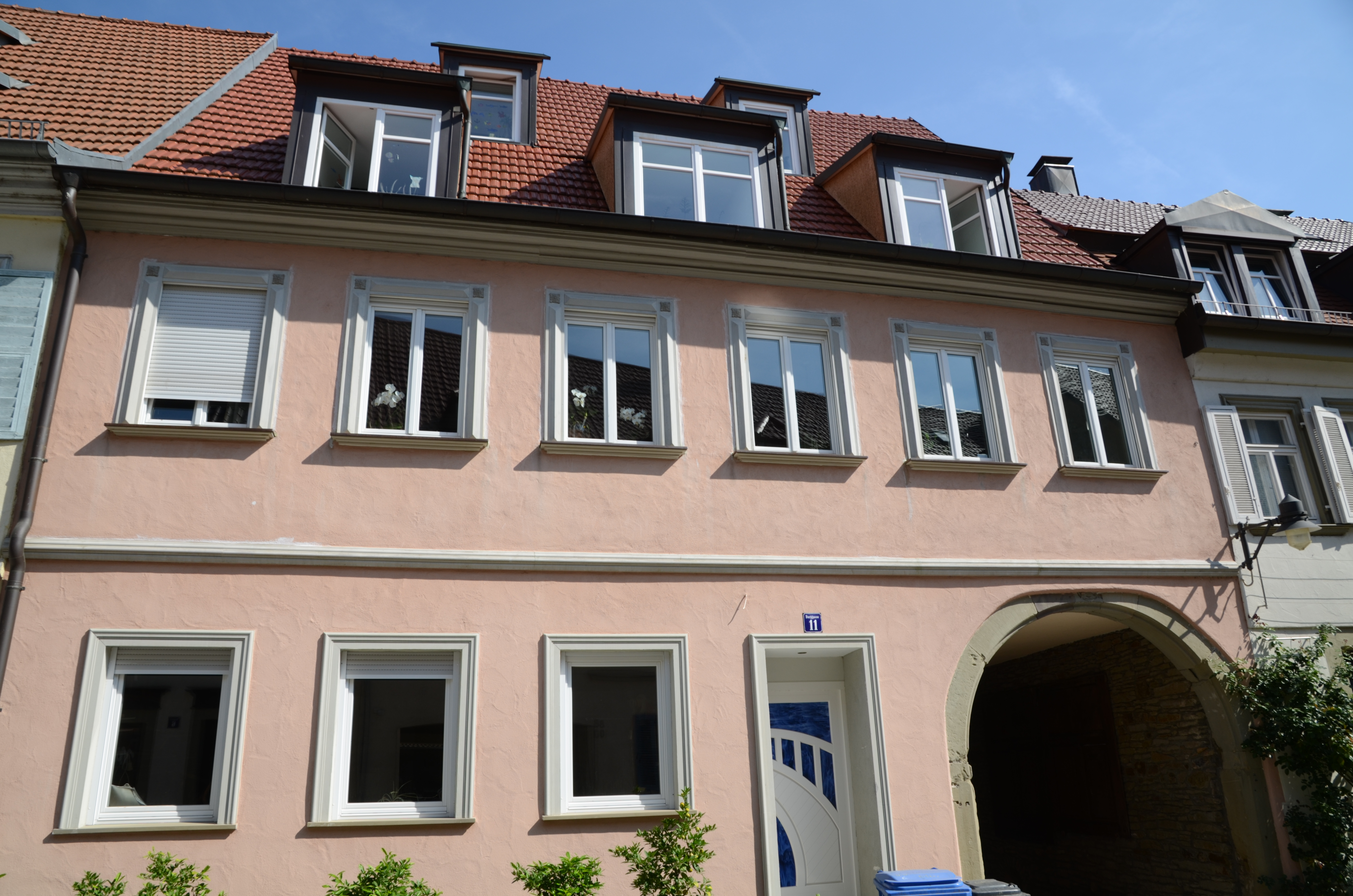
Burggasse 11
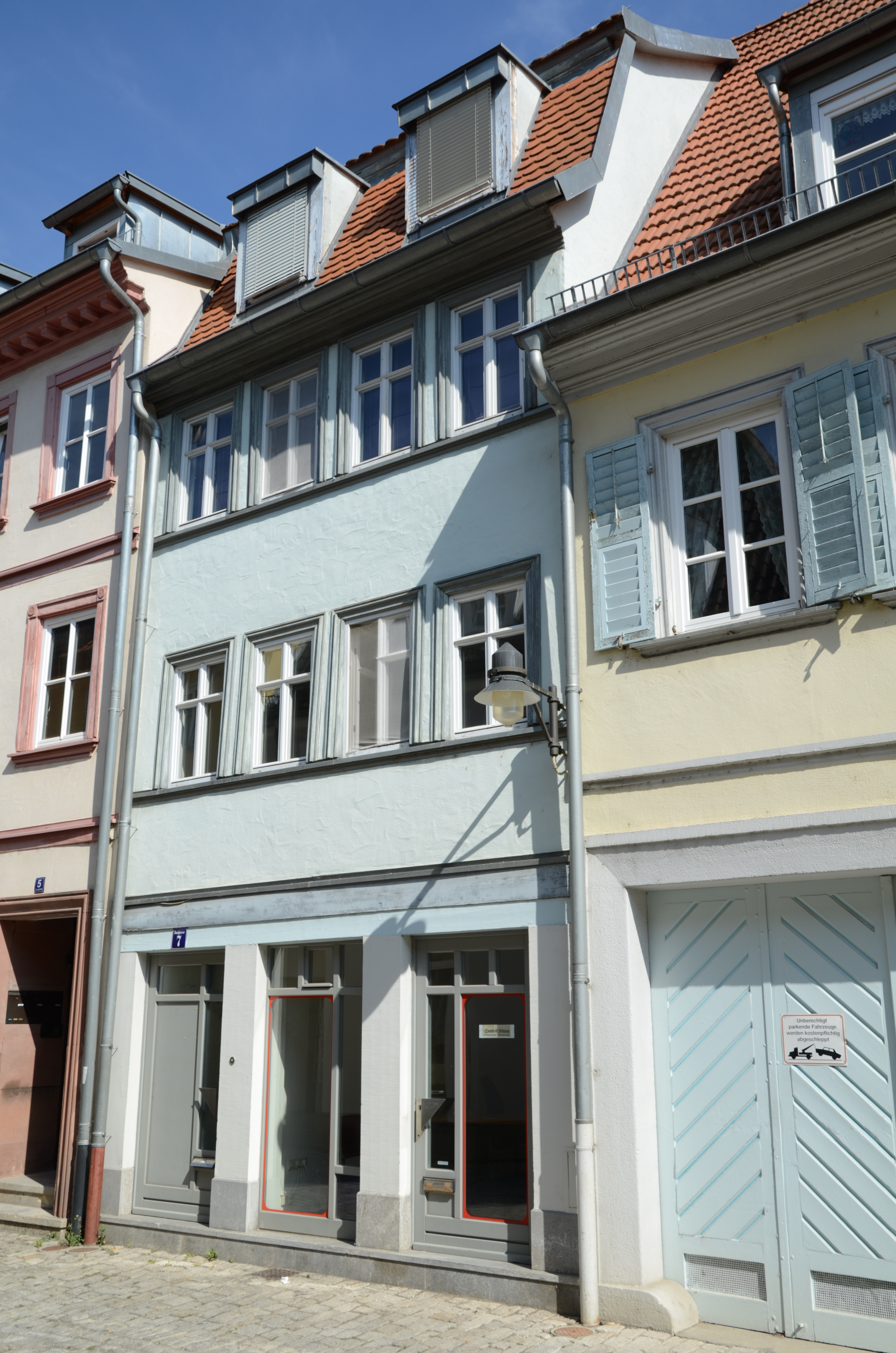
Burggasse 7

### Ensemble Am Zeughaus/Bauerngasse/Kornmarkt/Neue Gasse
Das Ensemble umfasst ein anlässlich der Stadterweiterung im späten 15. Jahrhundert neu angelegtes Quartier, das an den nordwestlichen Zug der älteren mittelalterlichen Stadtmauer anschließt. Den Mittelpunkt bildet ein dreieckiger Platz mit dem freistehenden Zeughaus. Die dort noch im 17. Jahrhundert ebenfalls freistehende Kilianskirche ist nicht erhalten. Die geschlossene Bebauung an den drei breiten, in den Platz einmündenden Straßenzügen – meist zweigeschossige, giebel- und traufseitige Wohnhäuser – gehört im Kern dem 15./16. Jahrhundert an, wurde jedoch im späteren 18. und vor allem im früheren 19. Jahrhundert, der Zeit der aufblühenden Industrie in Schweinfurt, stark überformt. Zum Ensemble gehört die östliche Platzwand des Kornmarktes als optischer Abschluss des geschlossen erhaltenen Straßenraums der Bauerngasse, im Gegensatz zu den übrigen Platzwänden des Kornmarktes weist diese noch Bebauung des 15./16. mit Veränderungen der ersten Hälfte des 19. Jahrhunderts auf. Teil des Ensembles ist auch die innerhalb des spätgotischen Mauerzuges verlaufende Neue Gasse mit schlichten, meist zweigeschossigen traufseitigen Handwerker- und Arbeiterhäusern im Erscheinungsbild der ersten Hälfte des 19. Jahrhunderts, die zum Teil rückseitig auf der Stadtmauer aufsitzen. Umfassung: Am Zeughaus 1, 2, 3, 5, 7, 8, 9/11/13, 10, 12/14/16/18, 15, 17, 19, 20, 22, 24, 26, 28, 30, 32, 34, 36, 38, 40, Bauerngasse 6, 8, 10, 12, 14, 16, 18, 20, 22, 24, 26, 28, 30, 32, 34, 36, 38, 40, 42, 44, 46, 65, 67, 69, 71, 73, 75, 77, 79, 81, 83, 85, 87, 89, 91, 95, 97/99, 101, 103, 105, 107, 109, 111, 113, 115, 117/119, 121, Graben 23/25, Kornmarkt 1, 2, 3, 4, 5, 6, 7, 8, 9, 10, 11, 12, 13, 14, 15, 16, 17, 18, 20, 22, Manggasse 15, 17, 19, 20, 21, 22, 24, Neue Gasse 1, 3, 5, 7, 9, 10, 11, 12, 13, 14, 15, 16, 17, 18, 19, 20, 21, 22, 23, 24, 25/27, 26, 28, 29, 30, 31, 32, 33, 34, 35, 36, 37, 38, 39, 40, 41, 42, 43, 44, 45, 46, 47, 48, 49, 50, 51, 52, 53, 54, 55, 56, 57, 58, 59, 59 1/2, 60, 61, 62–80 (gerade Hausnummern), Neutorstraße 2, Obere Straße 21, 26, 28, 30, 32, 34, 36, Wolfsgasse 30, 32, Zehntstraße 19 und 28. Aktennummer: E-6-62-000-2. Bilder.

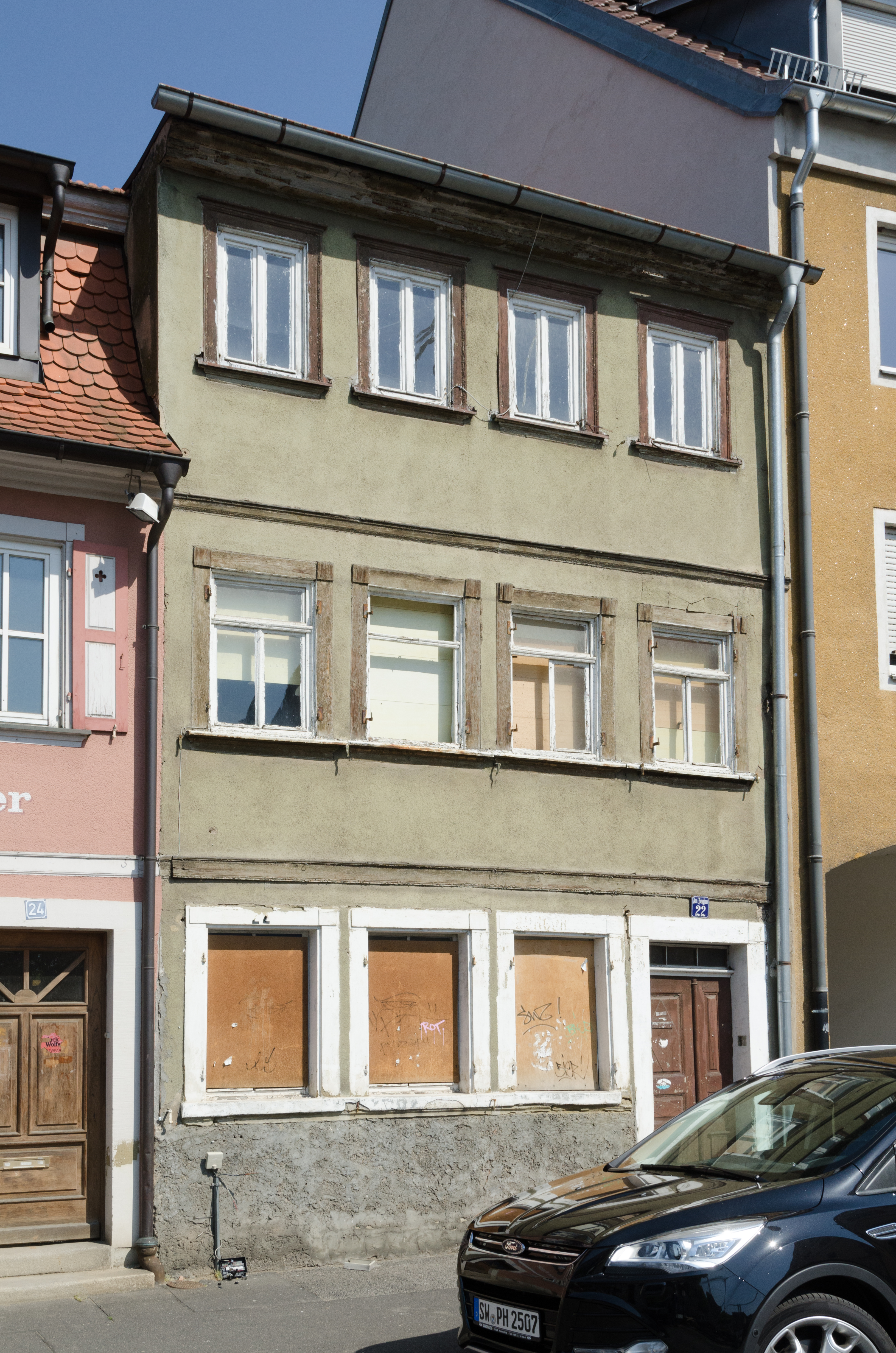
Am Zeughaus 22
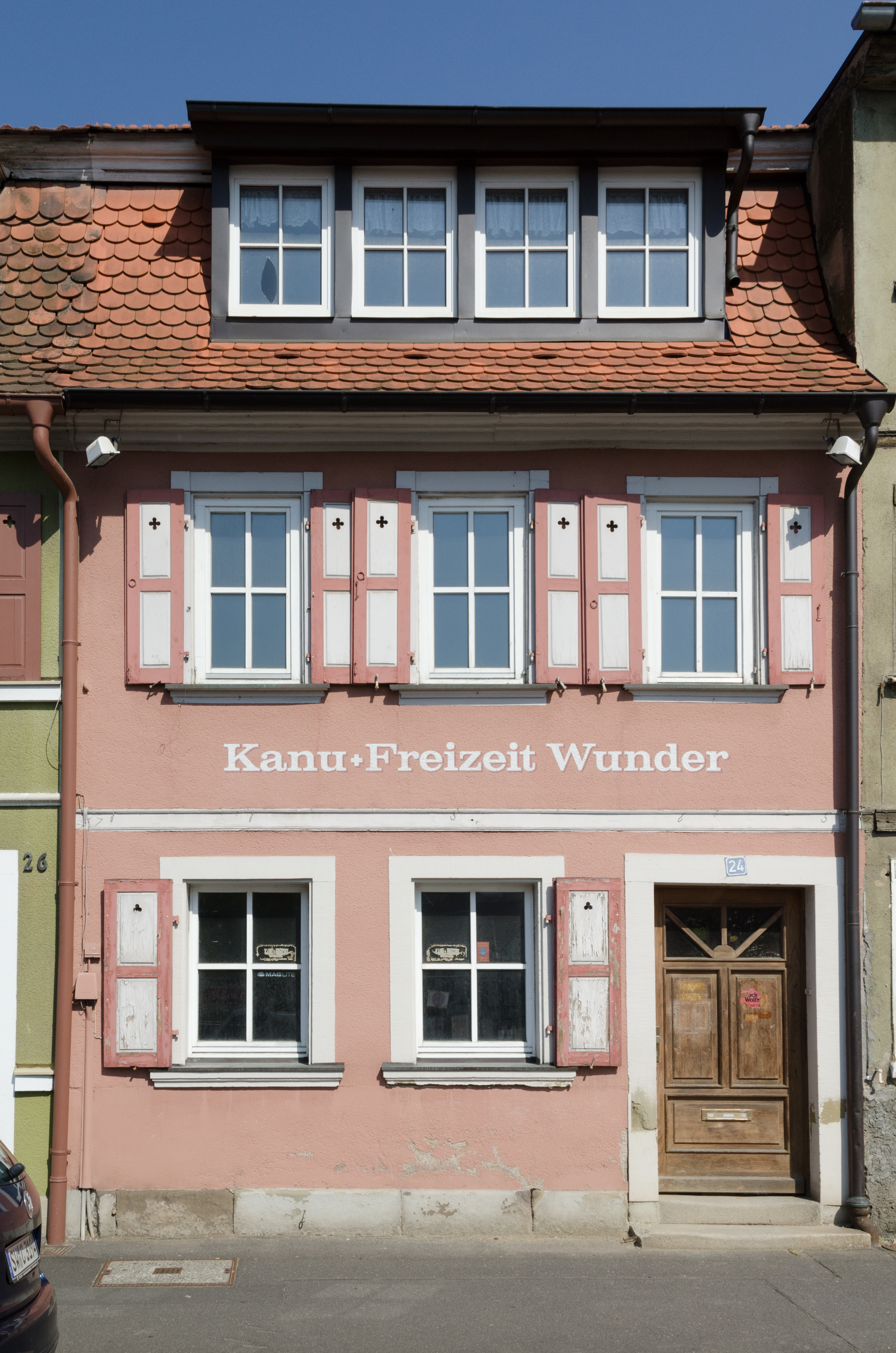
Am Zeughaus 24
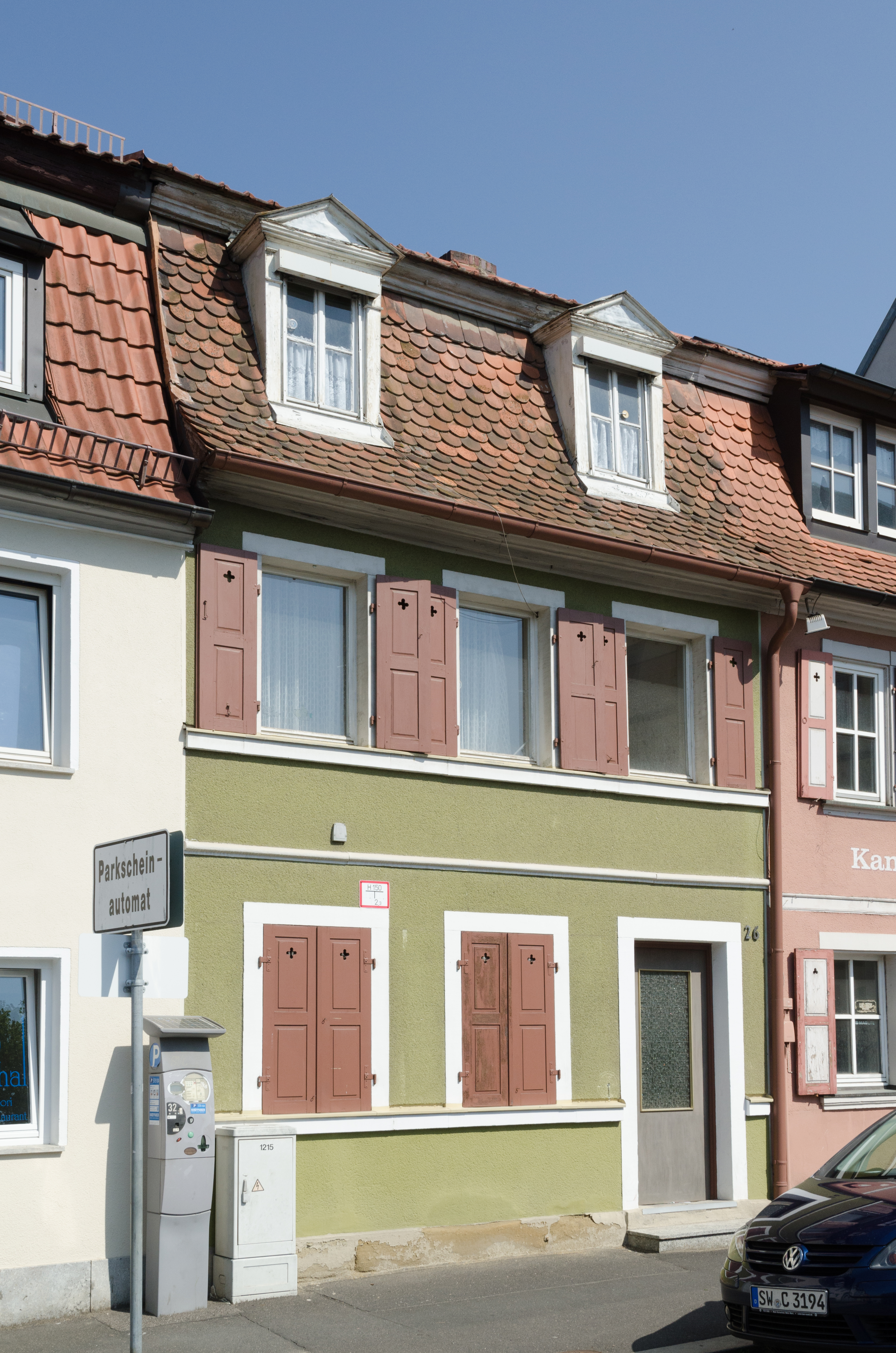
Am Zeughaus 26
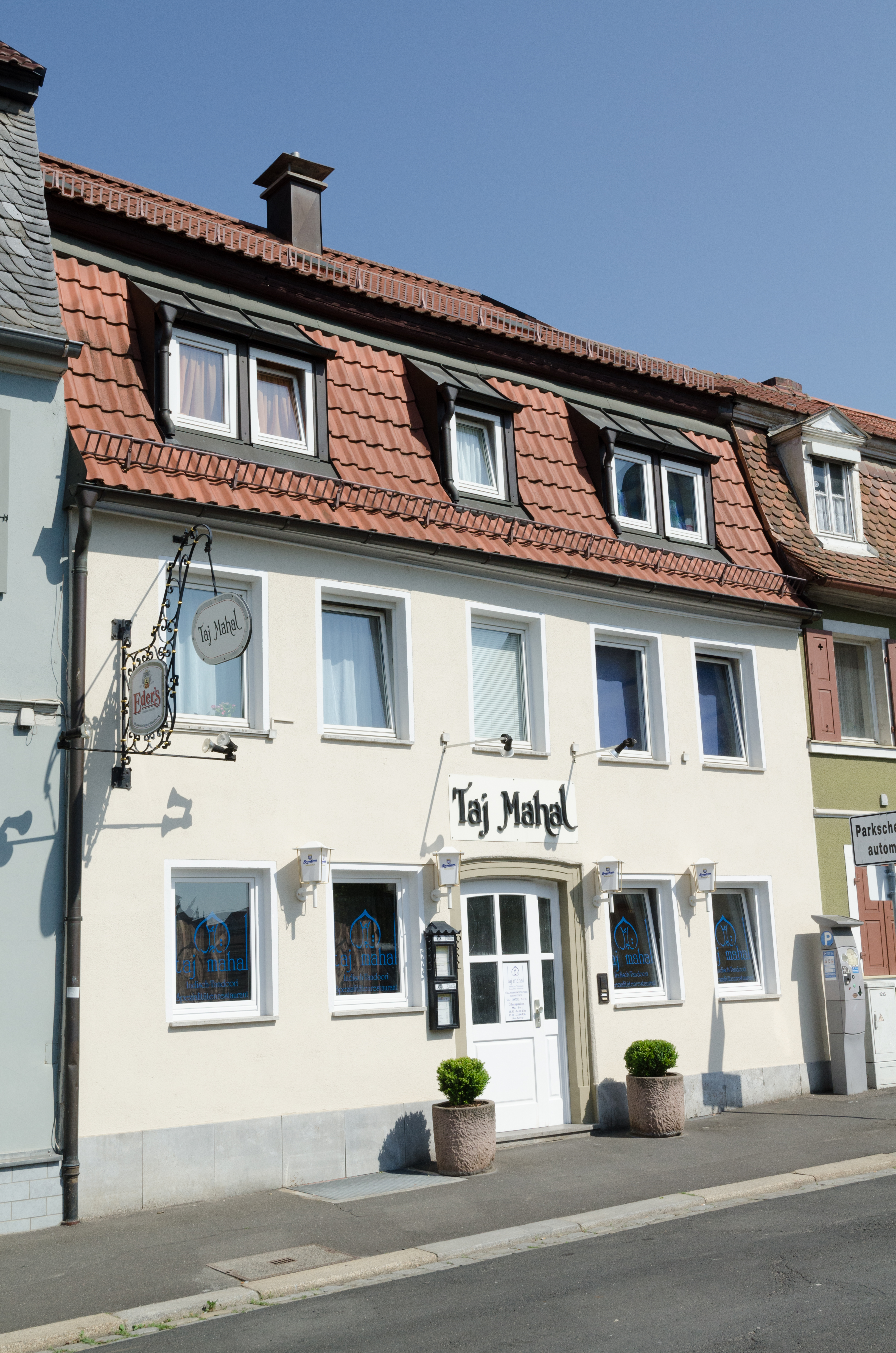
Am Zeughaus 28
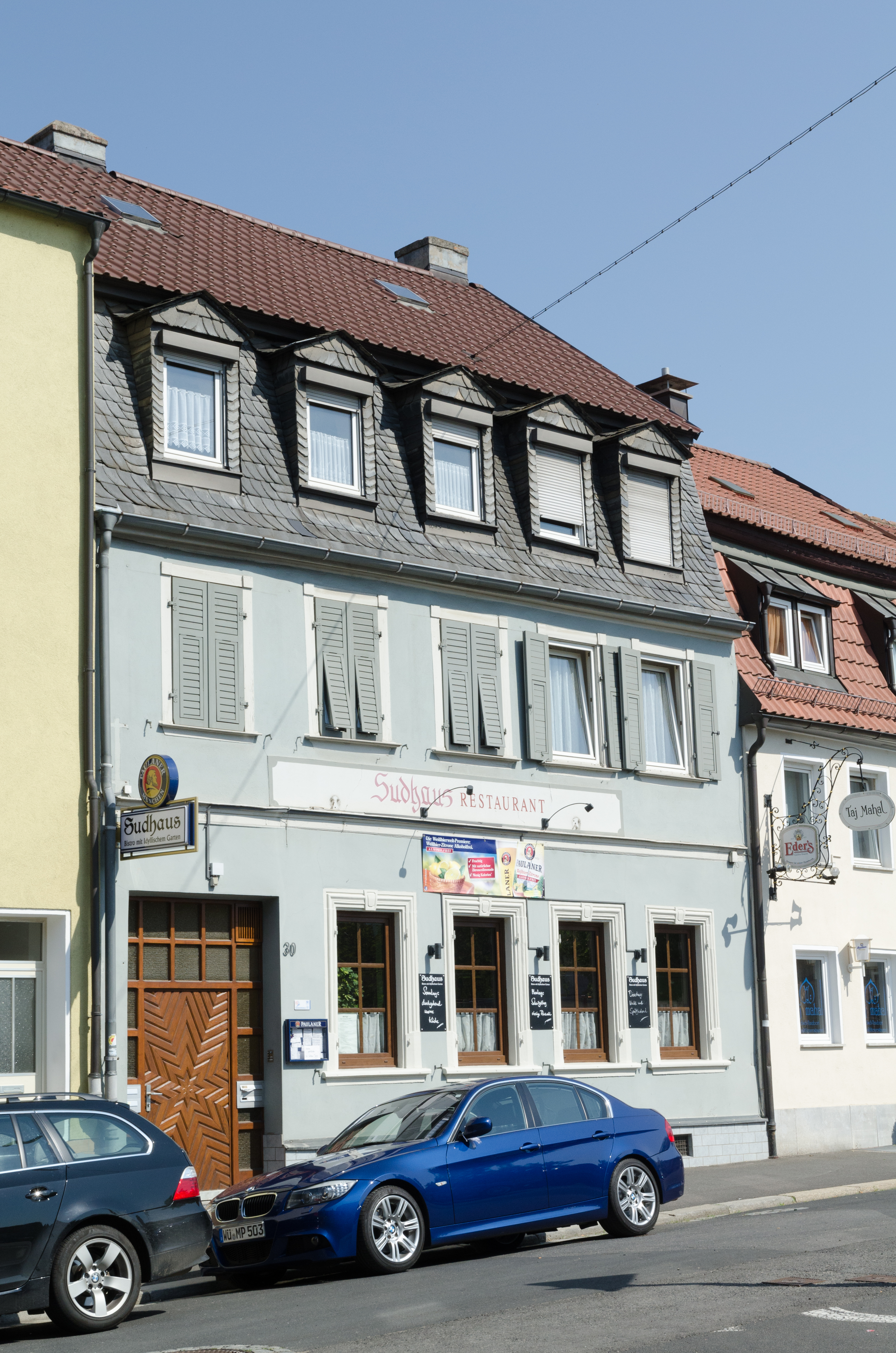
Am Zeughaus 30
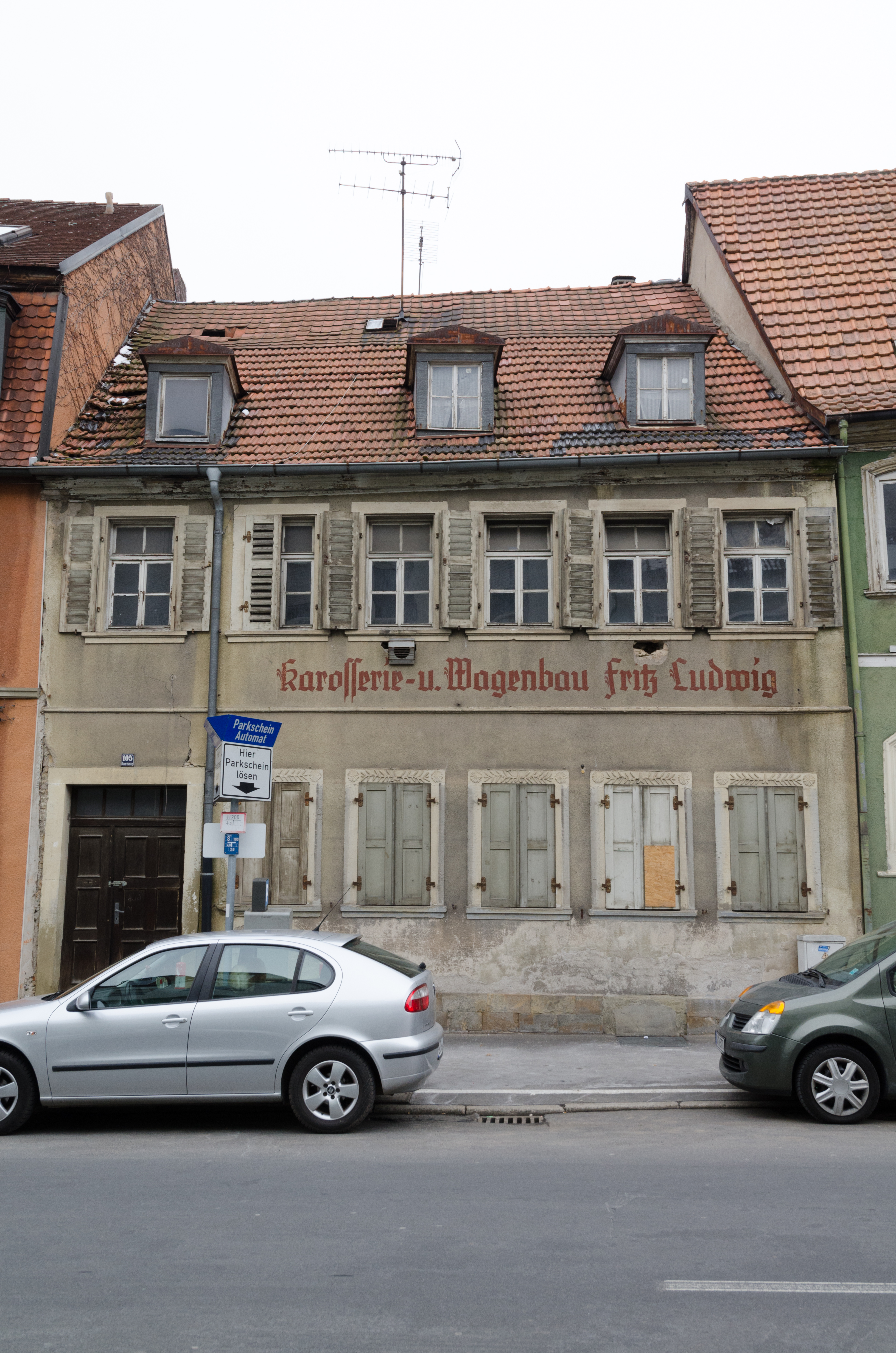
Bauerngasse 105
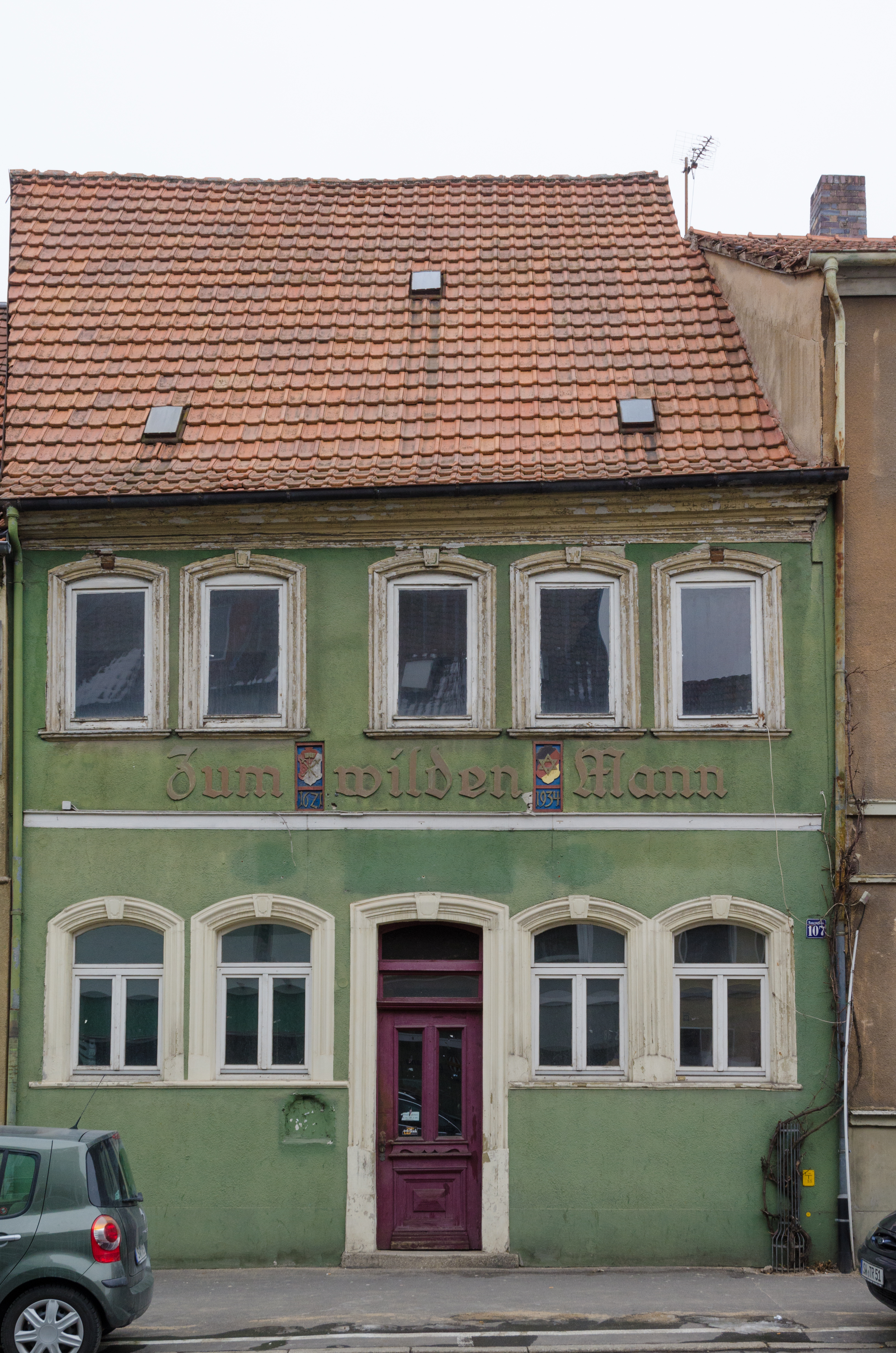
Bauerngasse 107
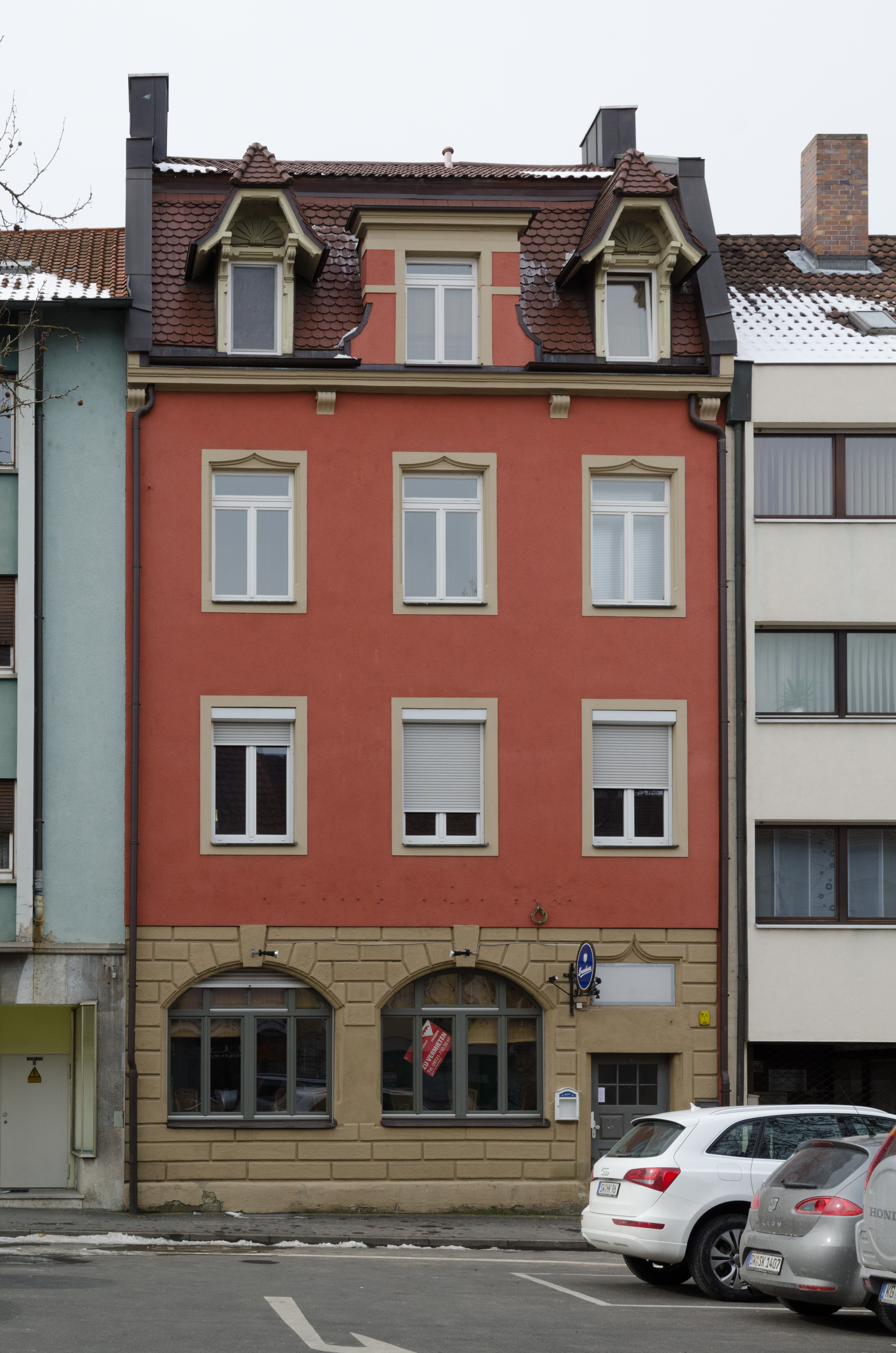
Kornmarkt 5
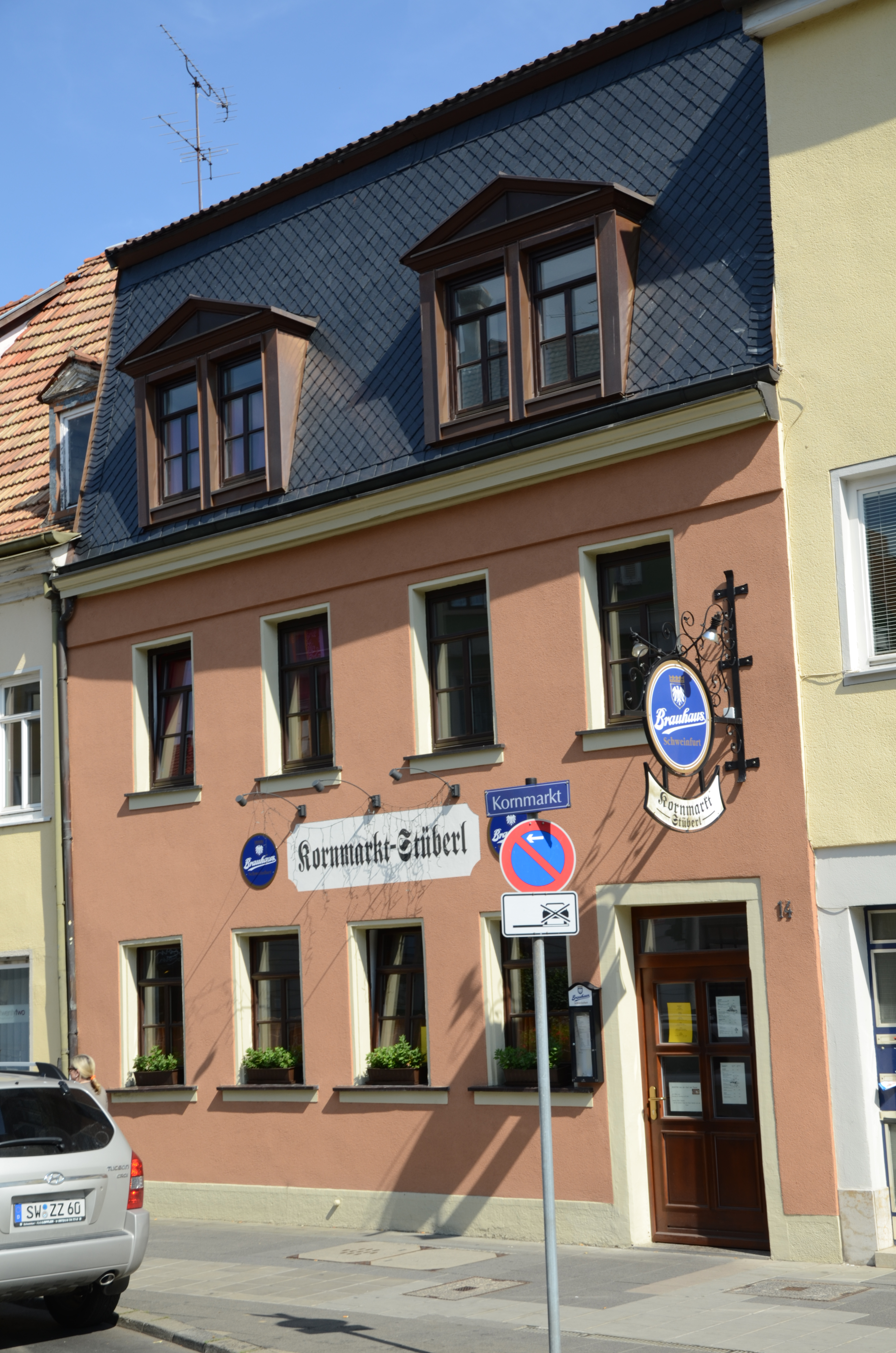
Kornmarkt 14
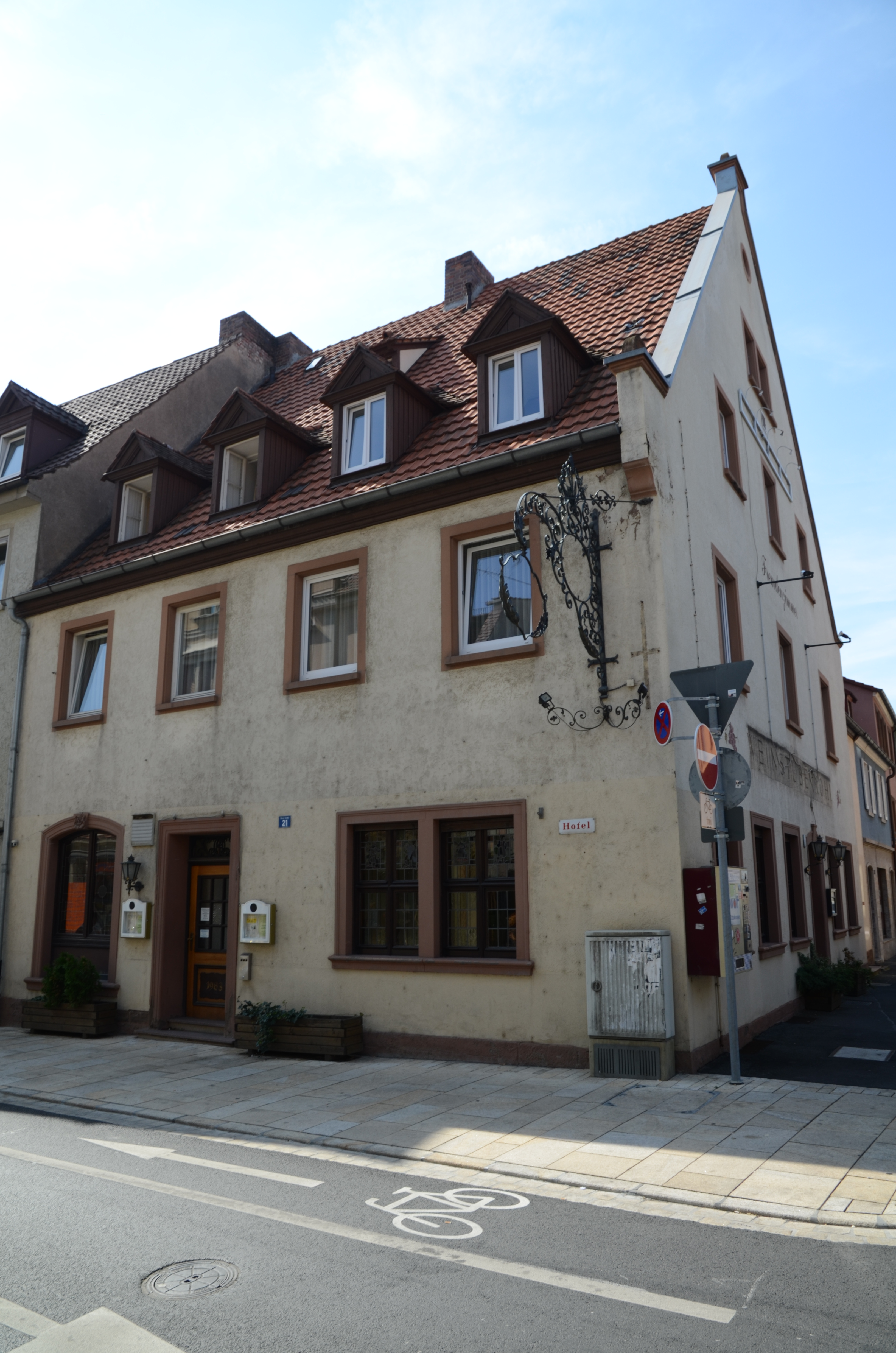
Obere Straße 21
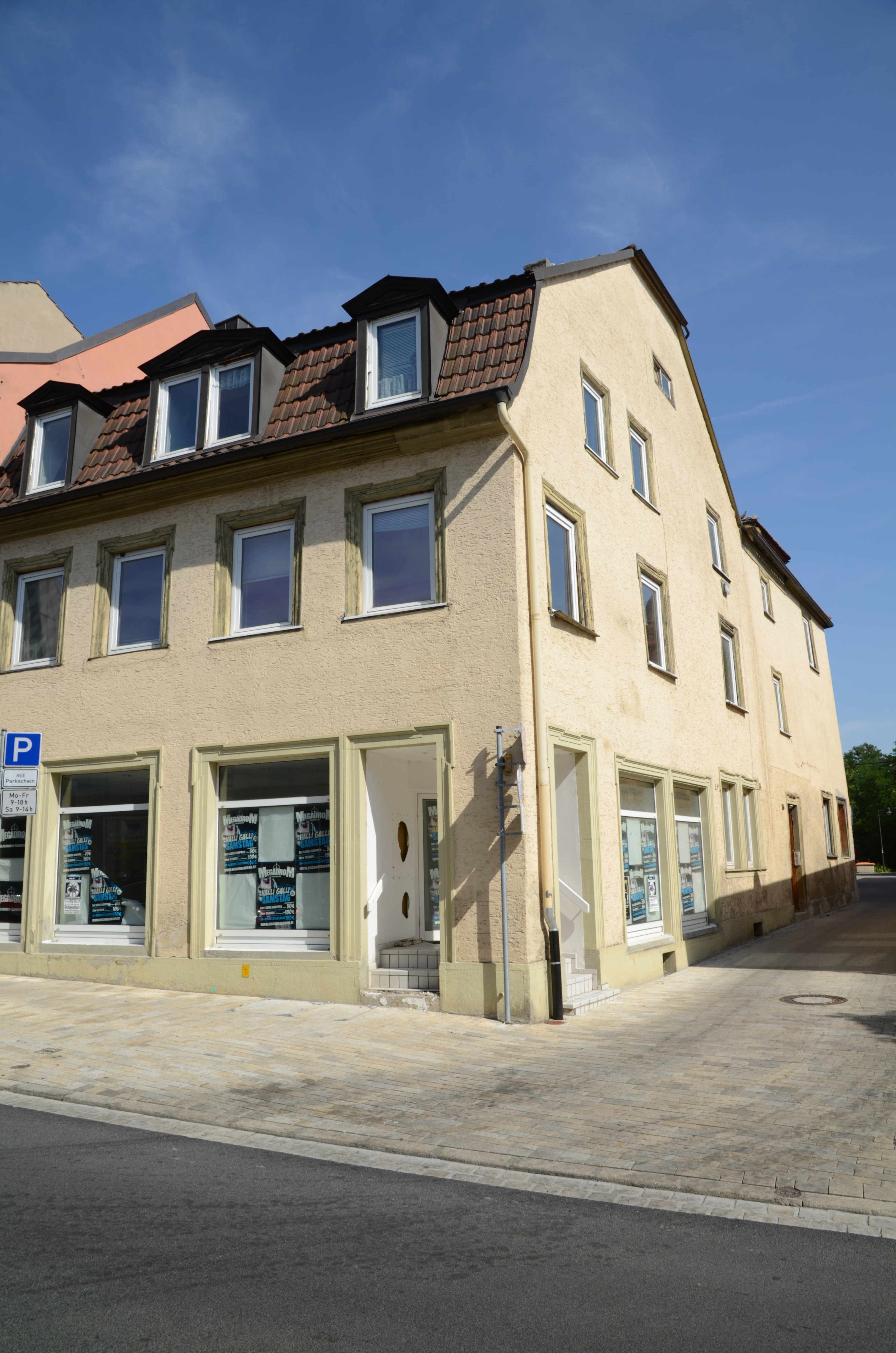
Obere Straße 26
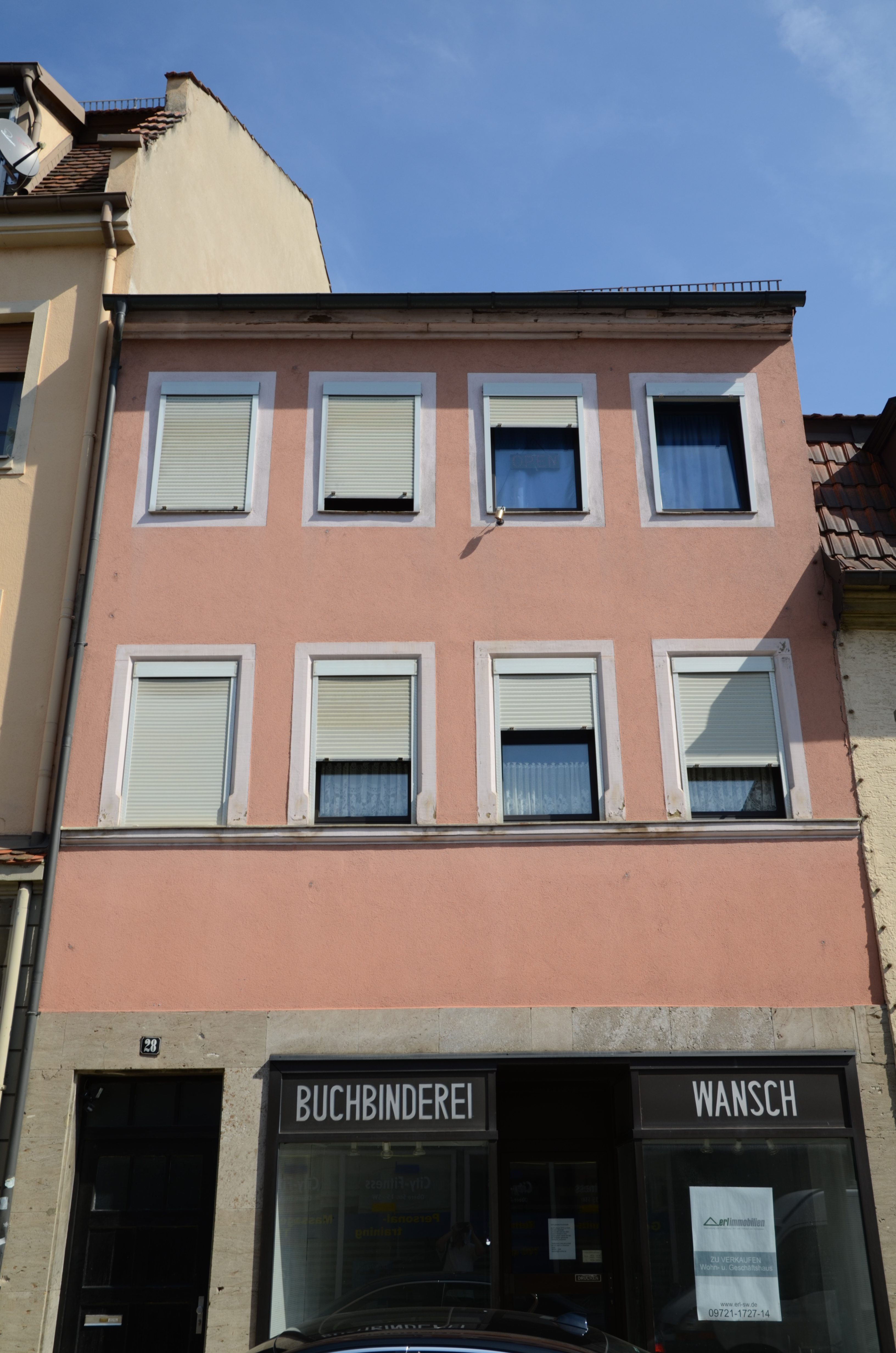
Obere Straße 28
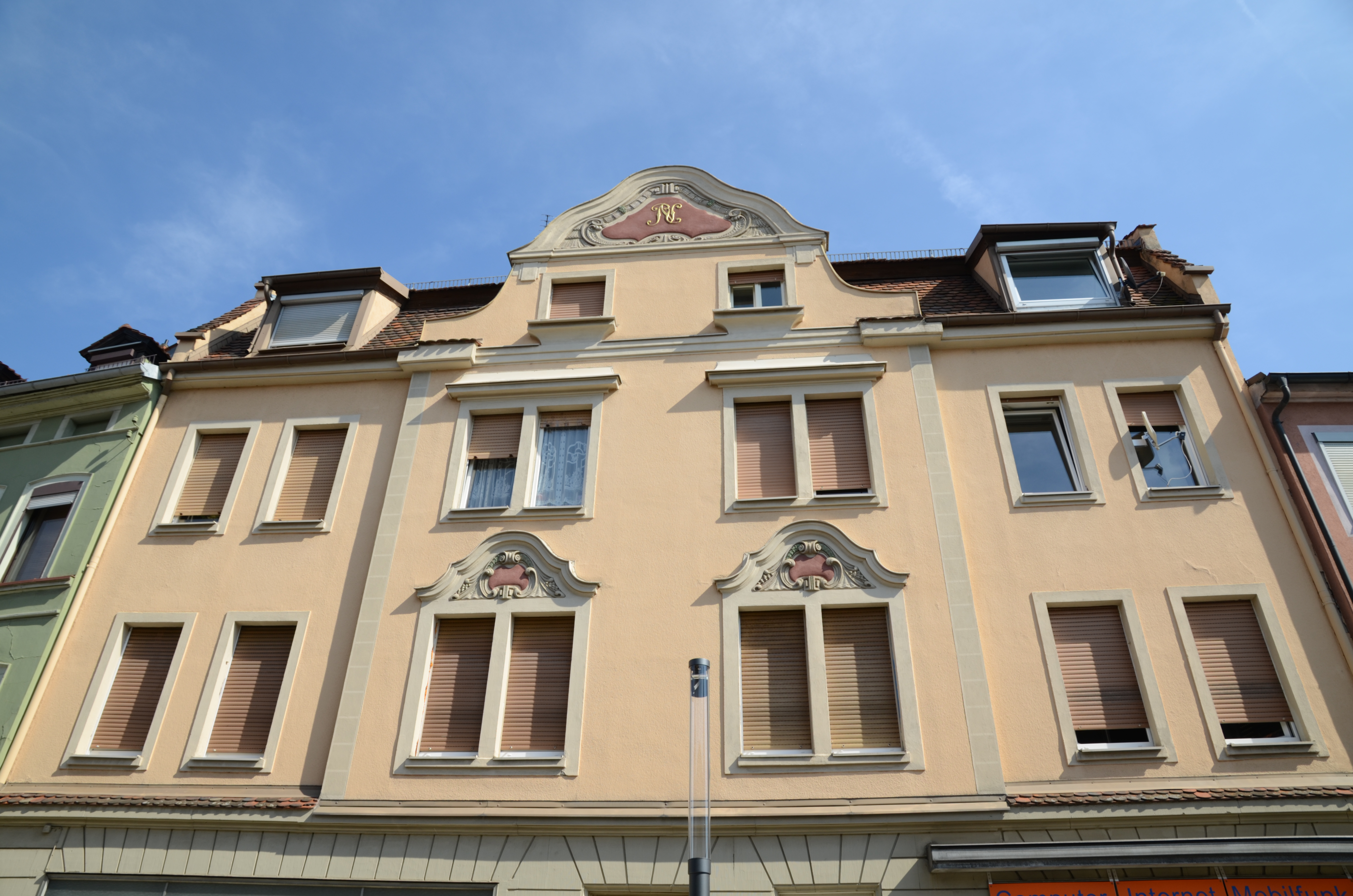
Obere Straße 30 und 32
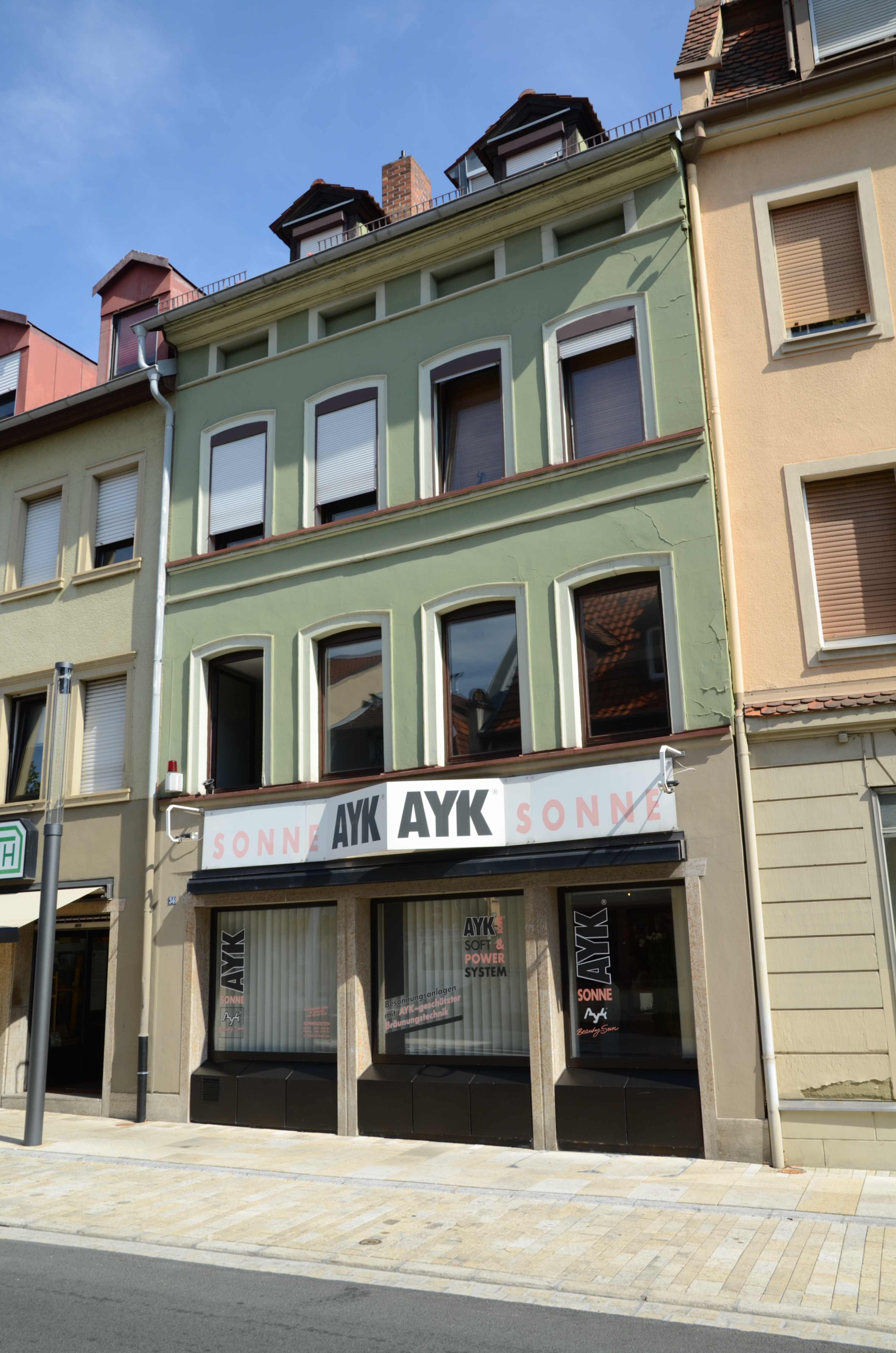
Obere Straße 34
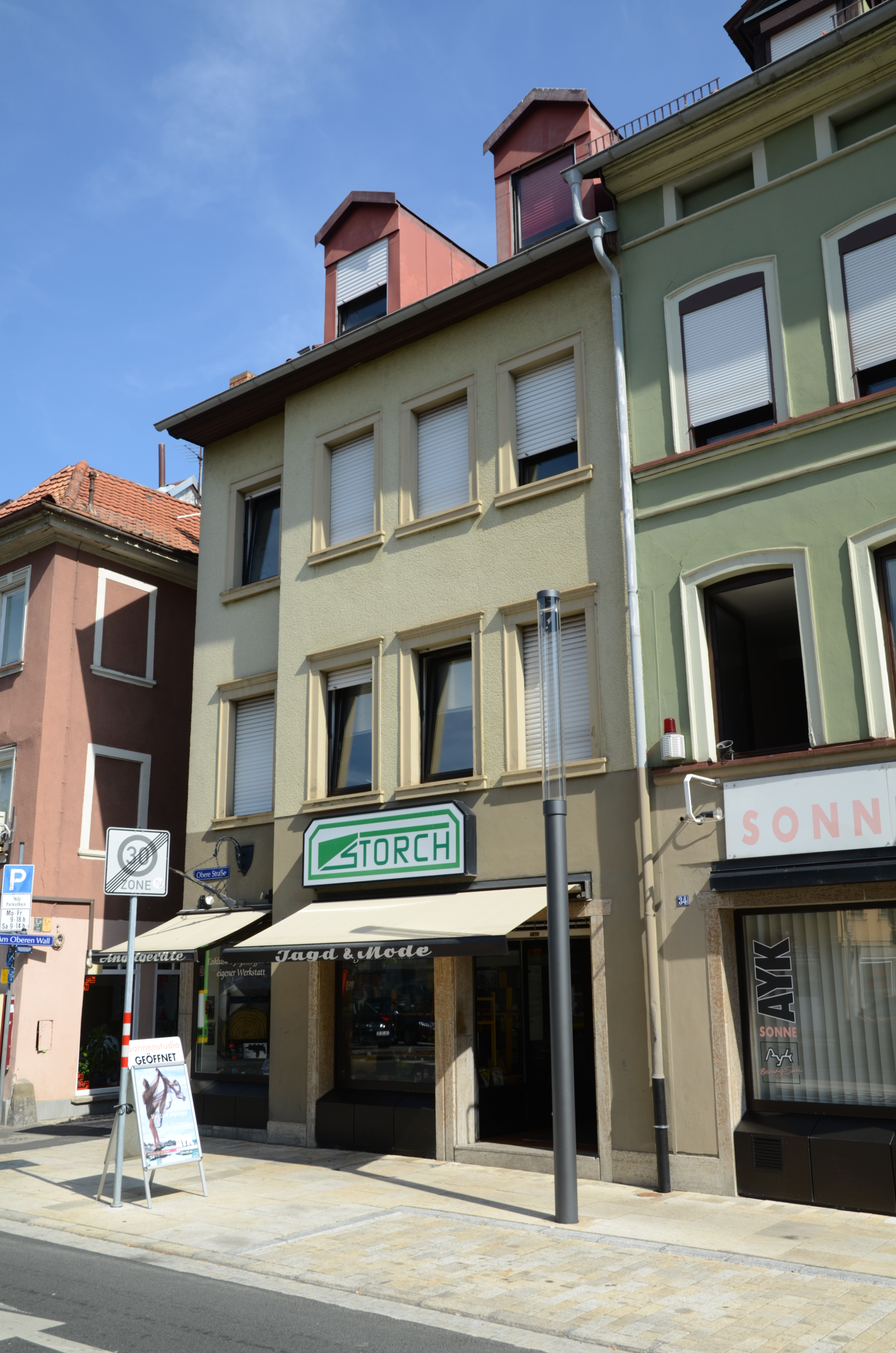
Obere Straße 36

### Ensemble Ehemalige Fischersiedlung
Das Ensemble umfasst den in der Ausformung des späteren 18. Jahrhunderts mit meist zweigeschossigen traufseitigen schmalen Wohnhäusern wohlerhaltenen Teil einer mainfränkischen Fischersiedlung des Mittelalters, die ursprünglich außerhalb der mittelalterlichen Stadtbefestigung lag. Innerhalb des Ensembles befindet sich das Meisterhaus der Fischerzunft (Nr. 54). Die Rückfronten der Häuser mit ungeraden Hausnummern zeigen zur Mainaussicht hin Fassaden. Beim Haus Nummer 63 gehört die durch den Eingang zur Eisenbahnunterführung besetzte Stelle, bis 1853 Standort der Fischerpforte, aus städtebaulichen Gründen zum Ensemble hinzu. Umfassung: Fischerrain 32, 34, 36, 38, 40, 42, 44, 46, 48, 50, 52, 54, 56, 63, 65, 67, 69, 73, 83, 85, 87, 89, 91, 93, 95/97, 99, 101, 103, 105, 107, 109, 111 und Fischersteig 21. Aktennummer: E-6-62-000-3. Bilder.

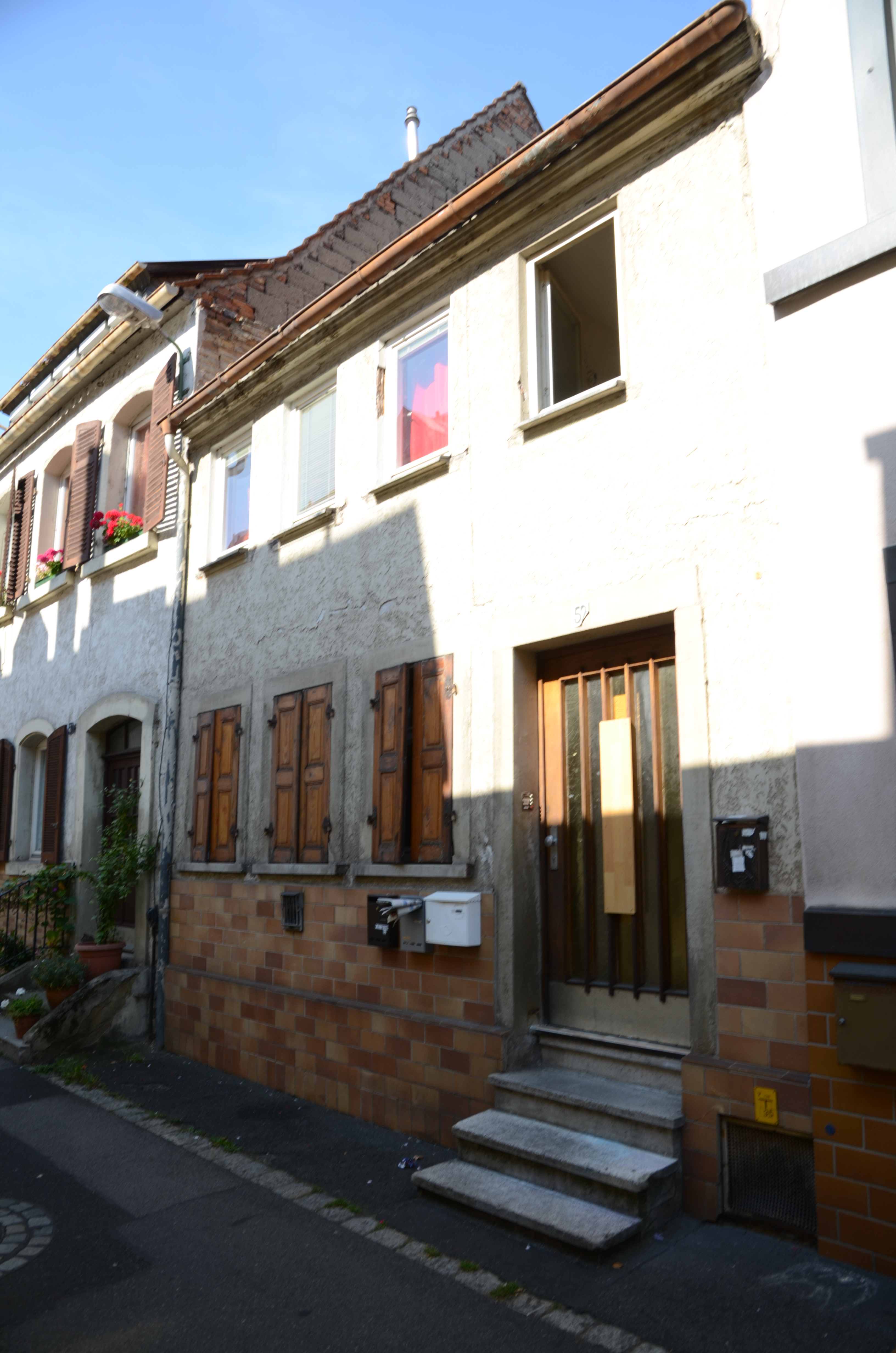
Fischerrain 52
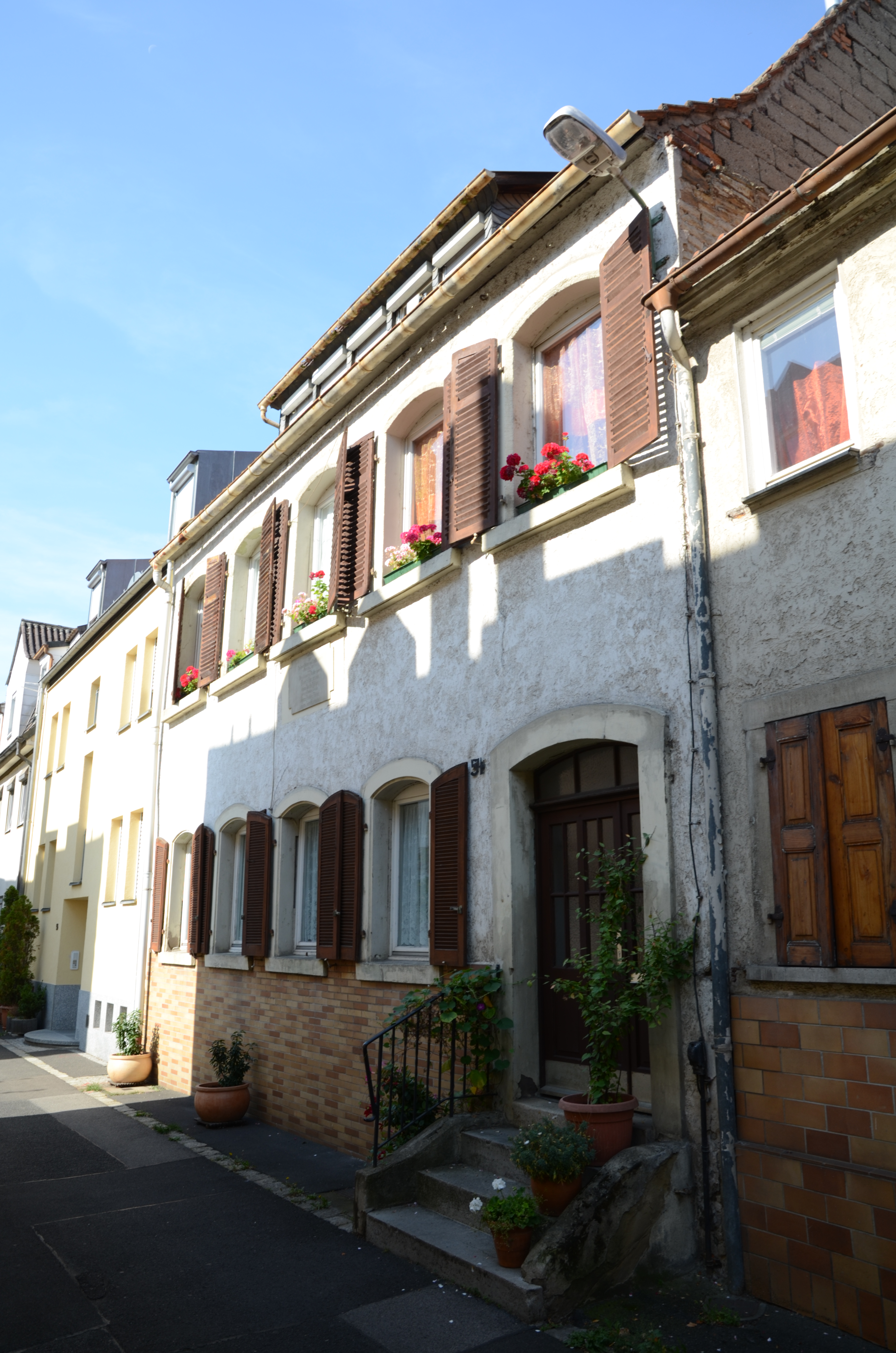
Fischerrain 54
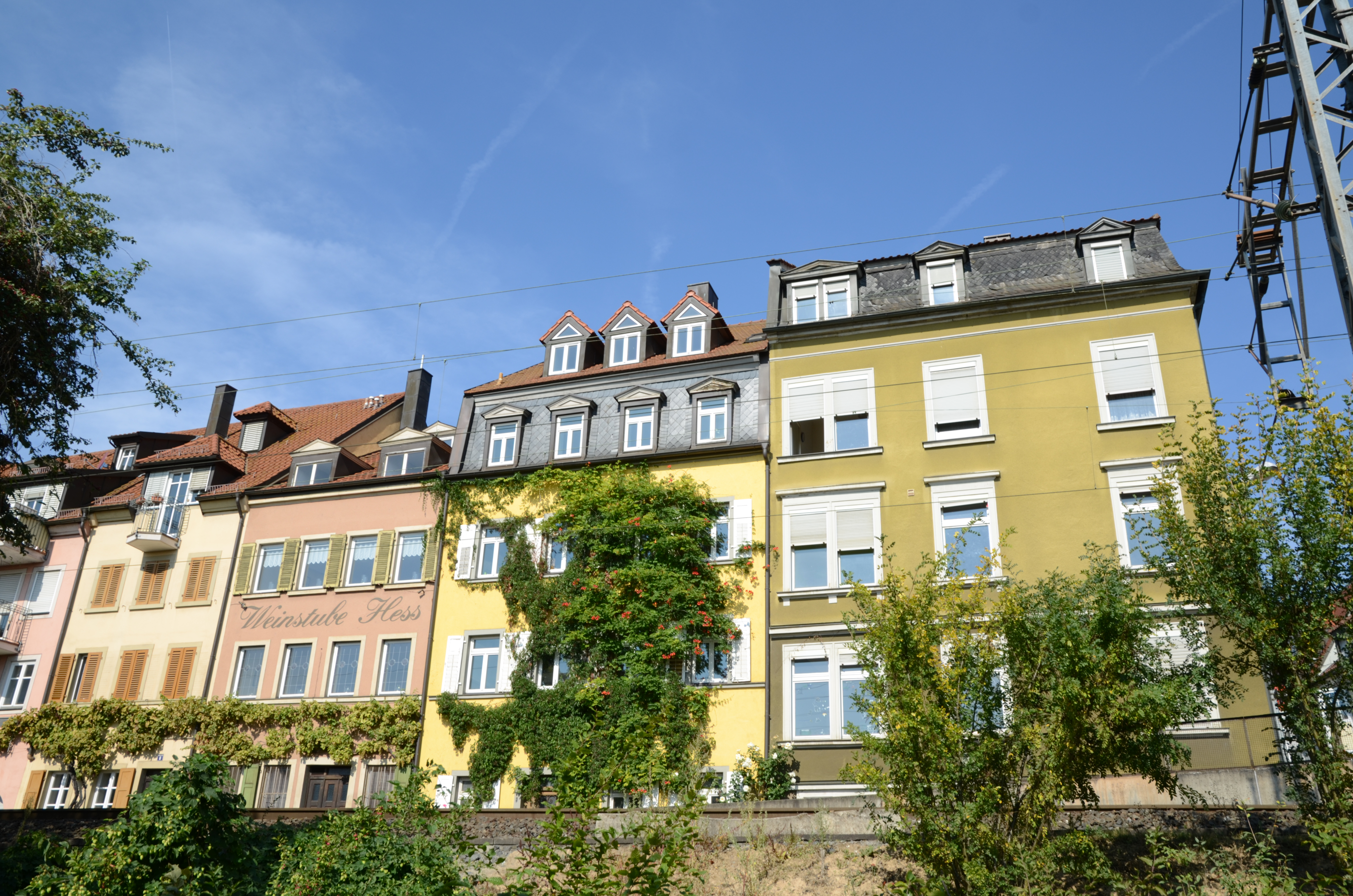
Fischerrain 69, 67, 65 und 63
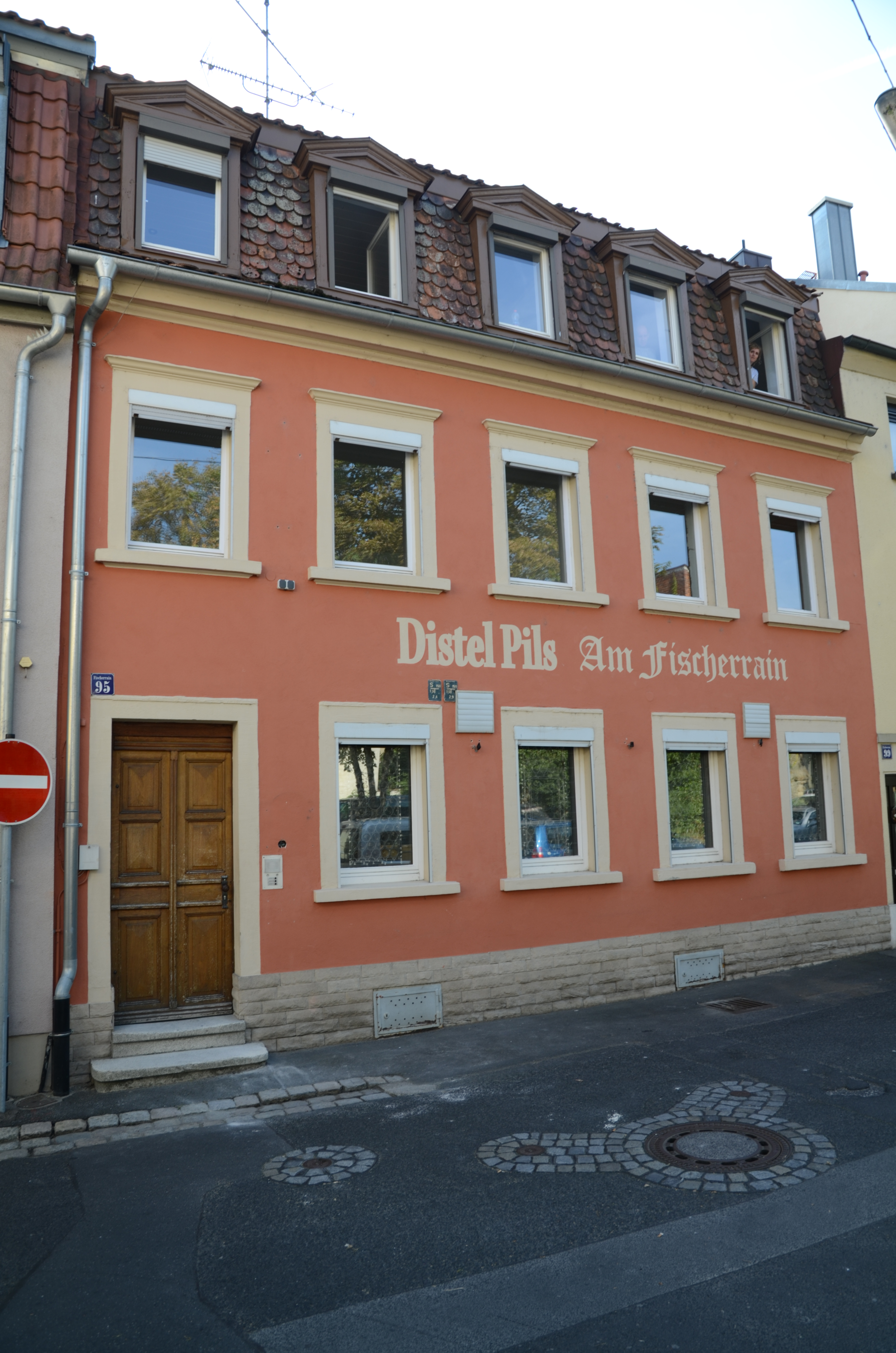
Fischerrain 95
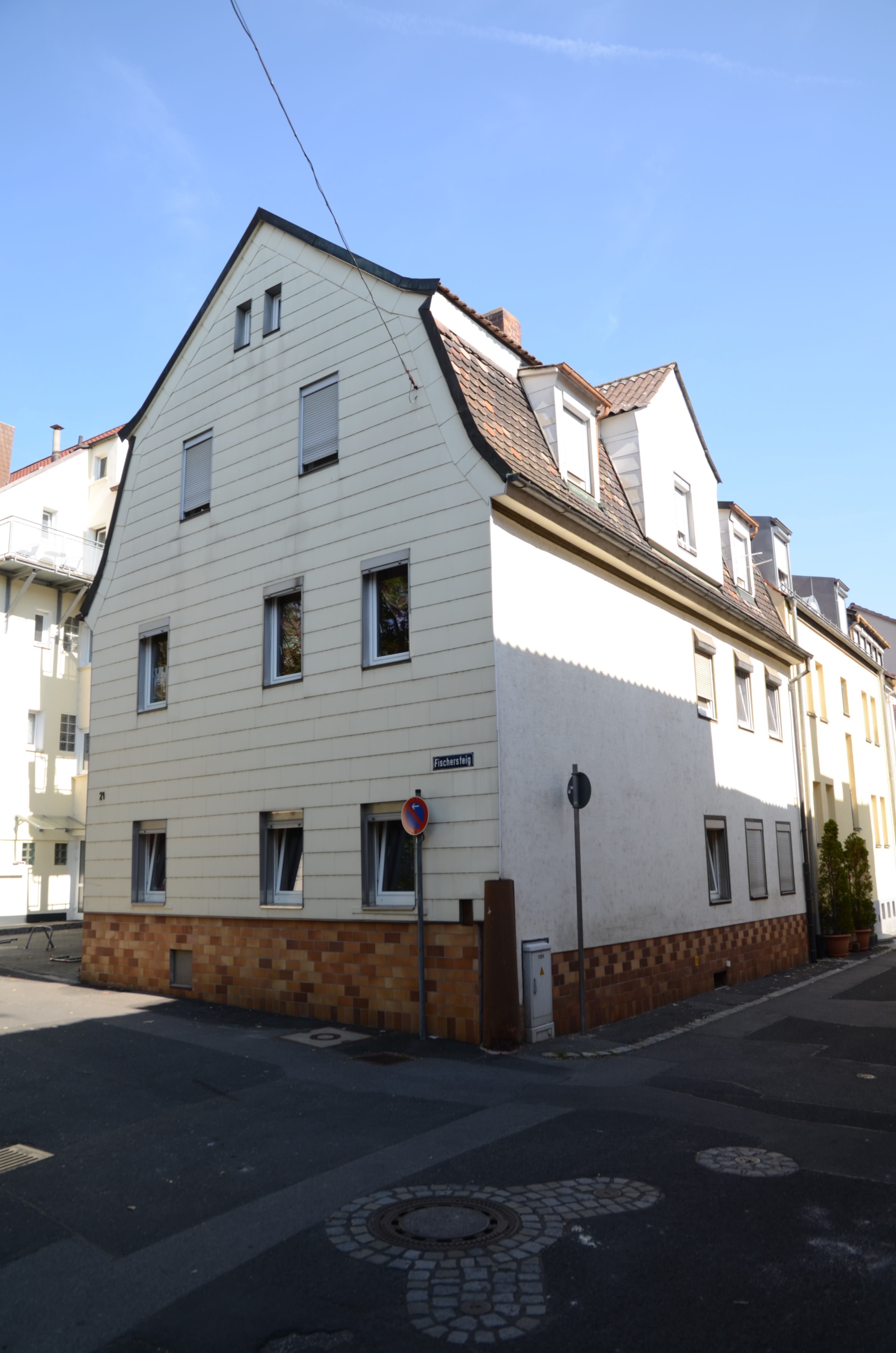
Fischersteig 21

### Ensemble Sachskolonie
Die sogenannte Sachskolonie ist eine 1922–1923 in einem Zuge entstandene Wohnsiedlung für Werksangehörige des Unternehmens Fichtel & Sachs. Sie besteht aus elf Doppelhäusern mit Mietwohnungen. Die zweigeschossigen traufständigen Halbwalmdachhäuser in den Formen des Heimatstils haben Gärten und wurden in zwei Größen errichtet; der Eingang liegt jeweils im gartenseitigen Waschhausanbau. (Sachskolonie Nr. 15 ist ein Neubau der 1950er Jahre, der ein im Zweiten Weltkrieg zerstörtes Haus ersetzte.) In der Mitte der etwa dreiecksförmigen Anlage befindet sich eine hölzerne Wäschetrockenhalle mit Luftschutzkeller. Die Sachskolonie ist die älteste erhaltene Werkssiedlung Schweinfurts und ein Beispiel für den privaten Siedlungsbau der Zeit nach dem Ersten Weltkrieg. Umfassung: Sachskolonie 2, 4, 6, 8, 10, 11, 12, 13, 14, 15, 16, 17, 19, Wilhelm-Höpflinger-Straße 2, 4, 6, 8, 10, 12, 14 und 16. Aktennummer: E-6-62-000-6. Bilder.

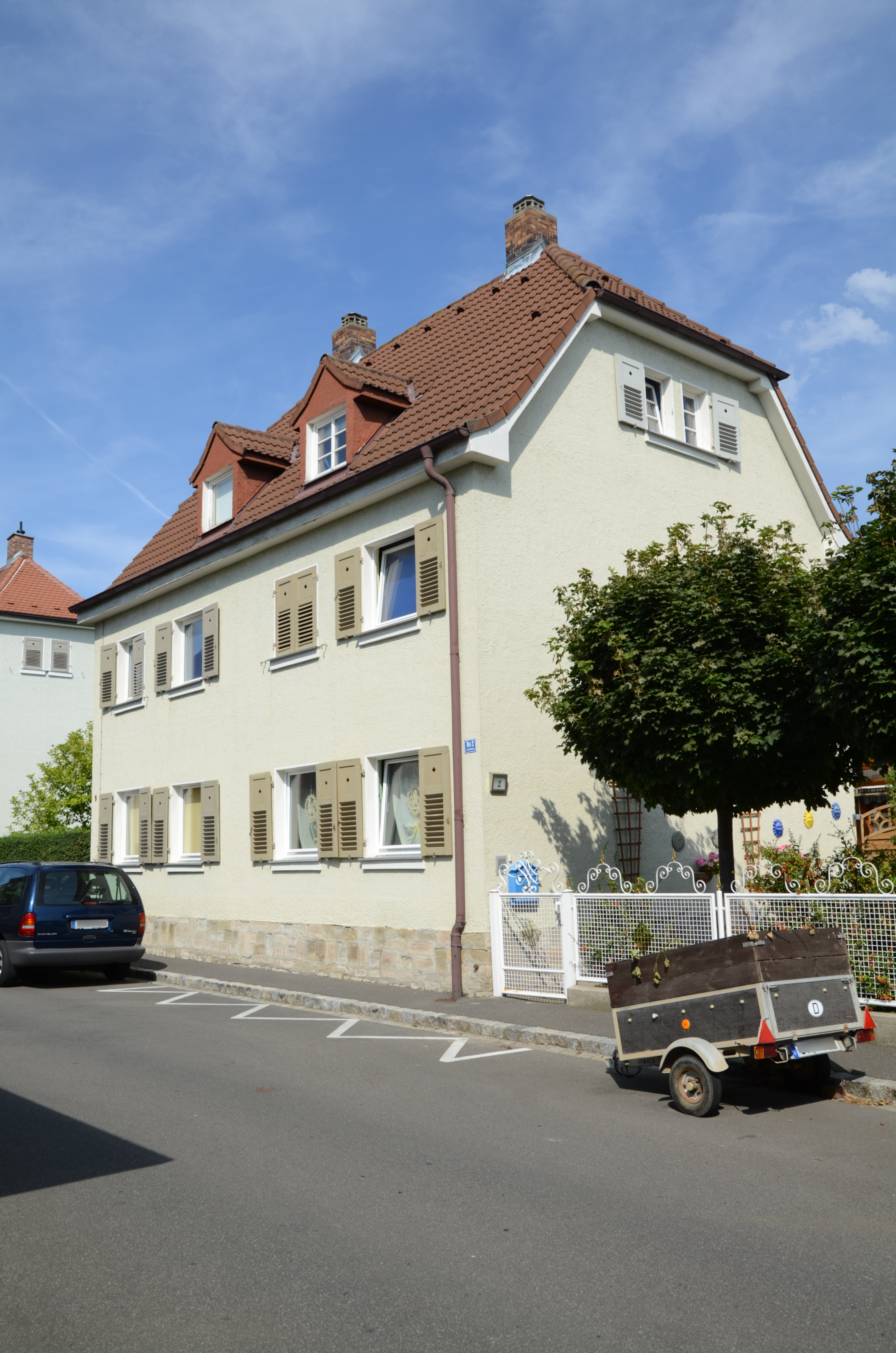
Sachskolonie 2 und 4
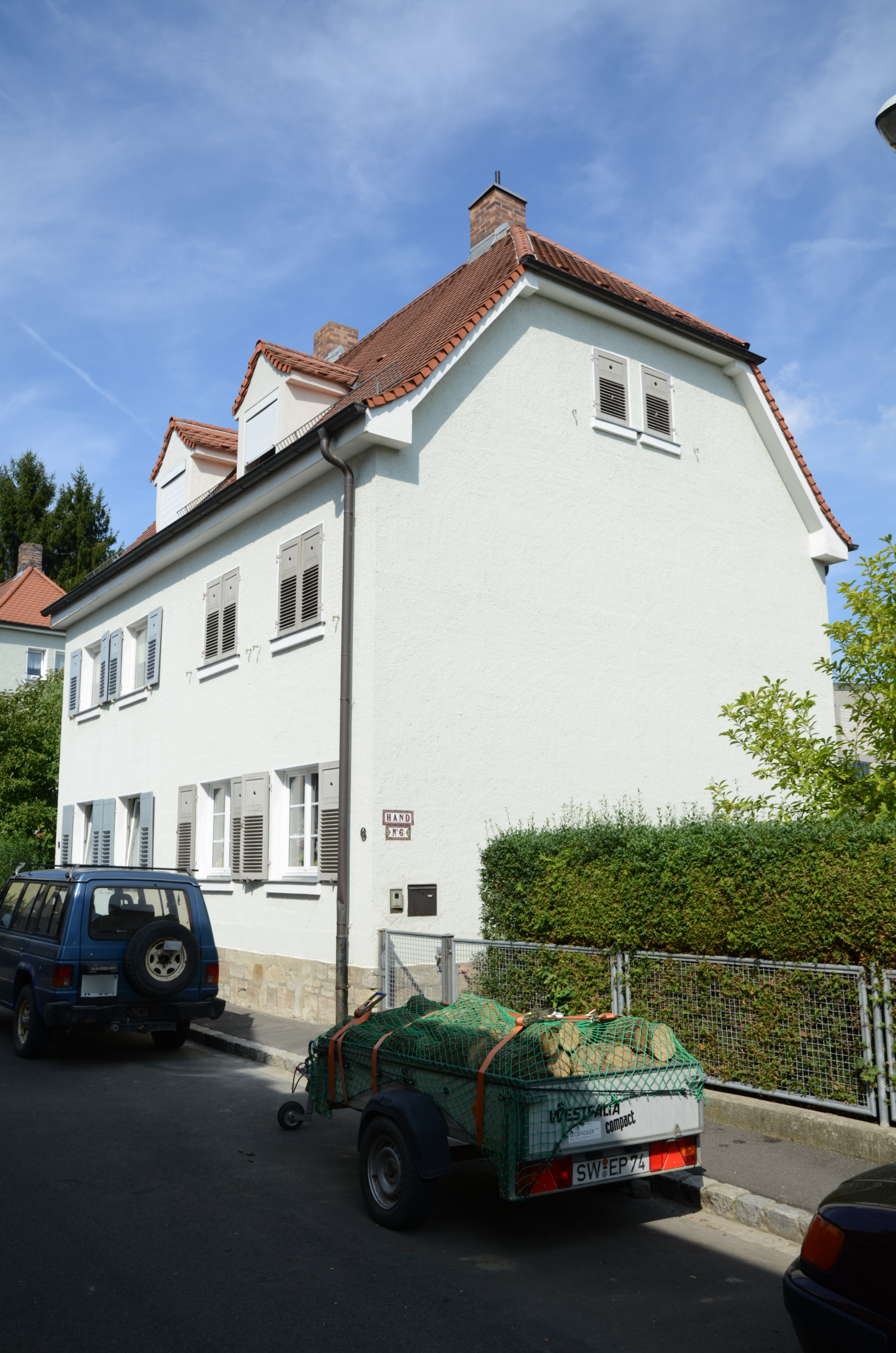
Sachskolonie 6 und 8
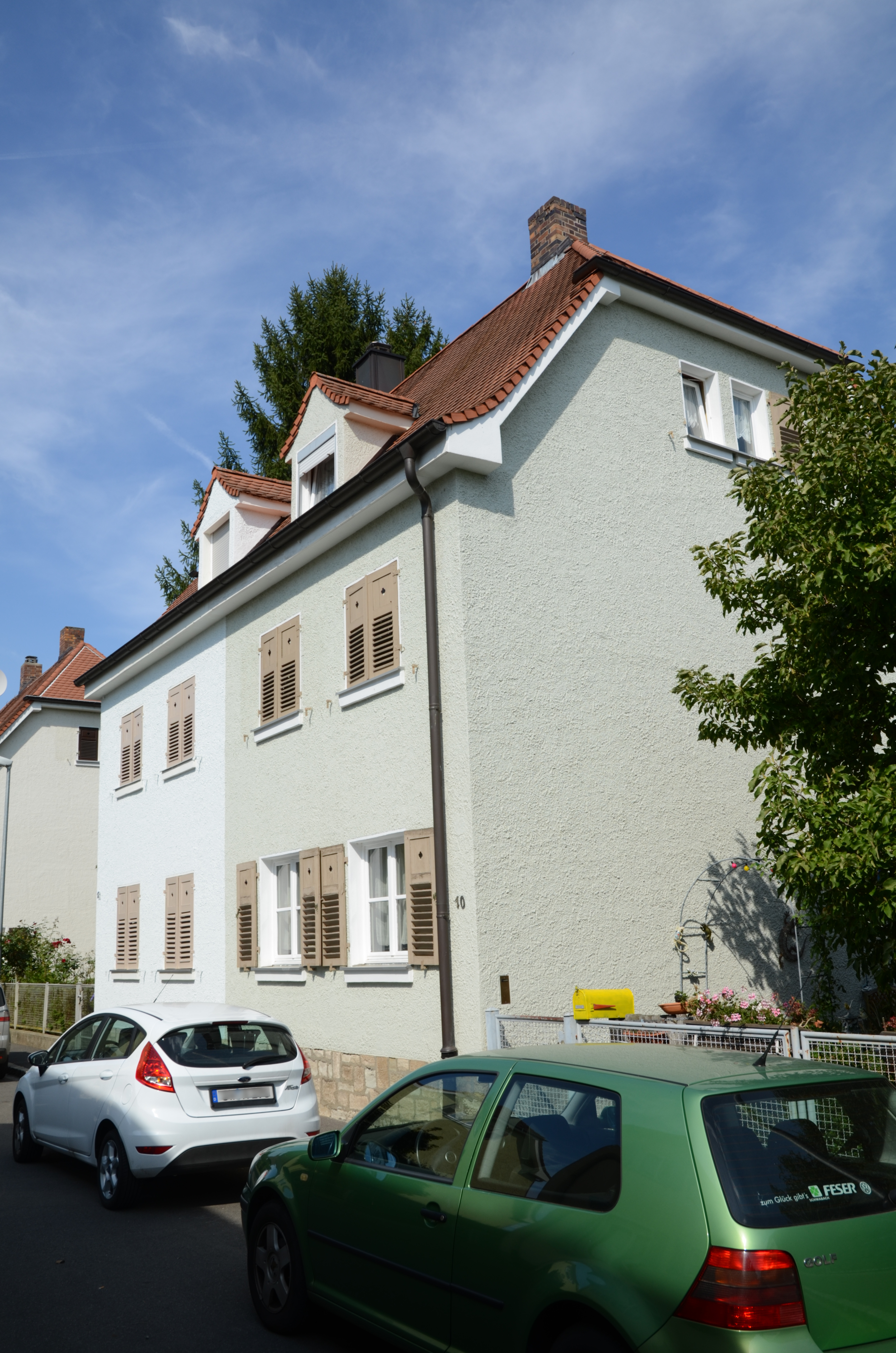
Sachskolonie 10 und 12
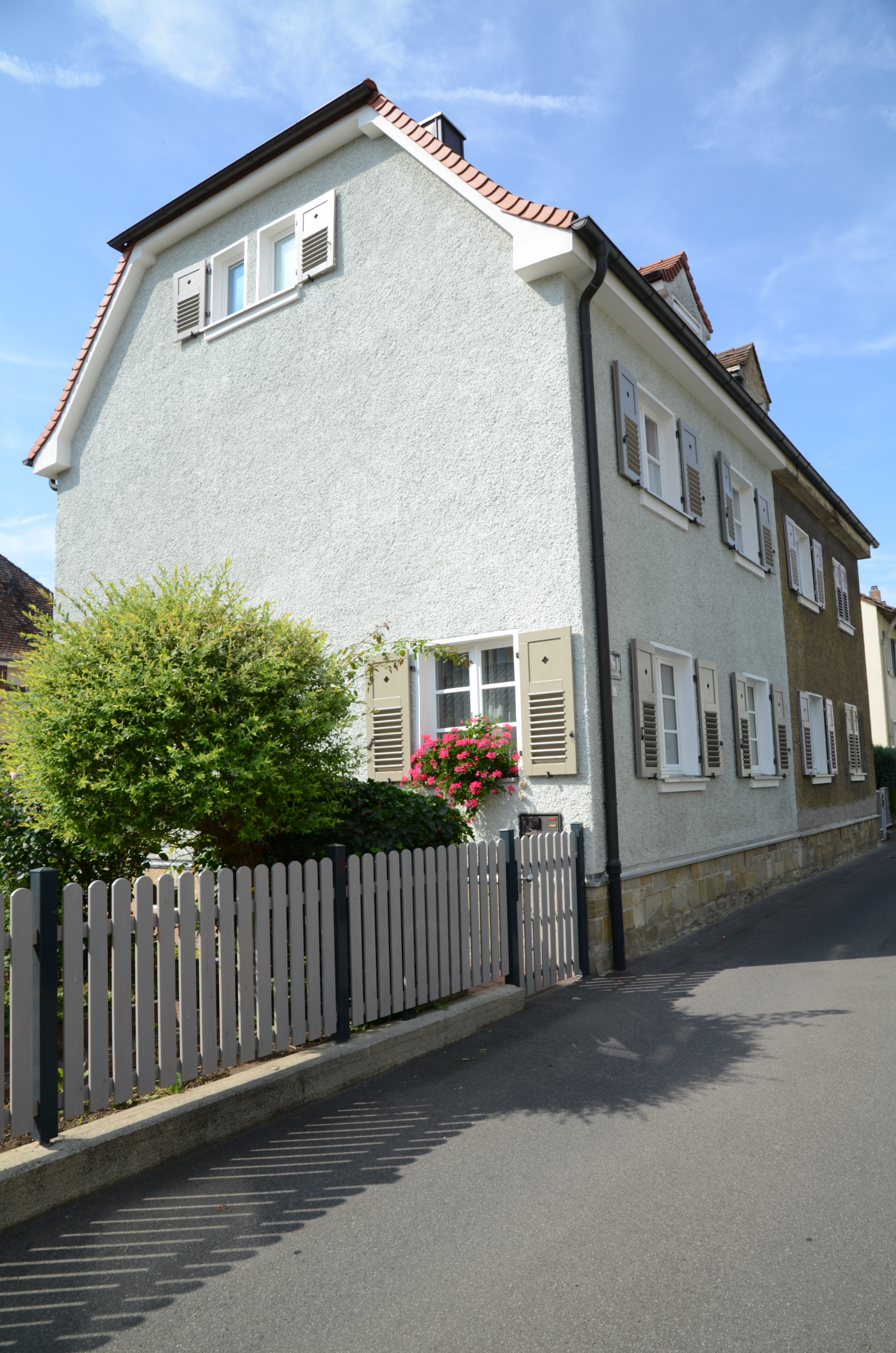
Sachskolonie 11 und 13
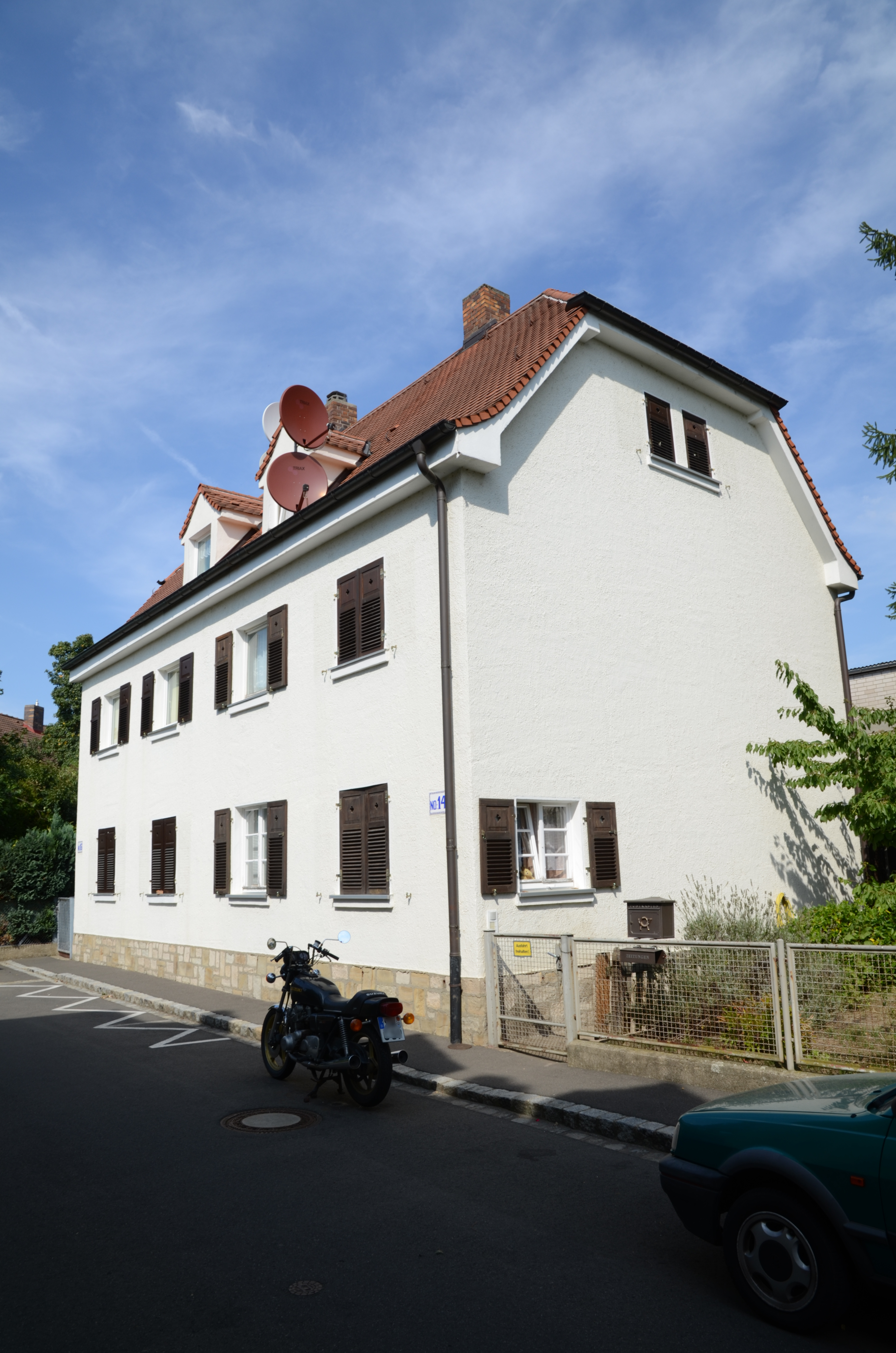
Sachskolonie 14 und 16
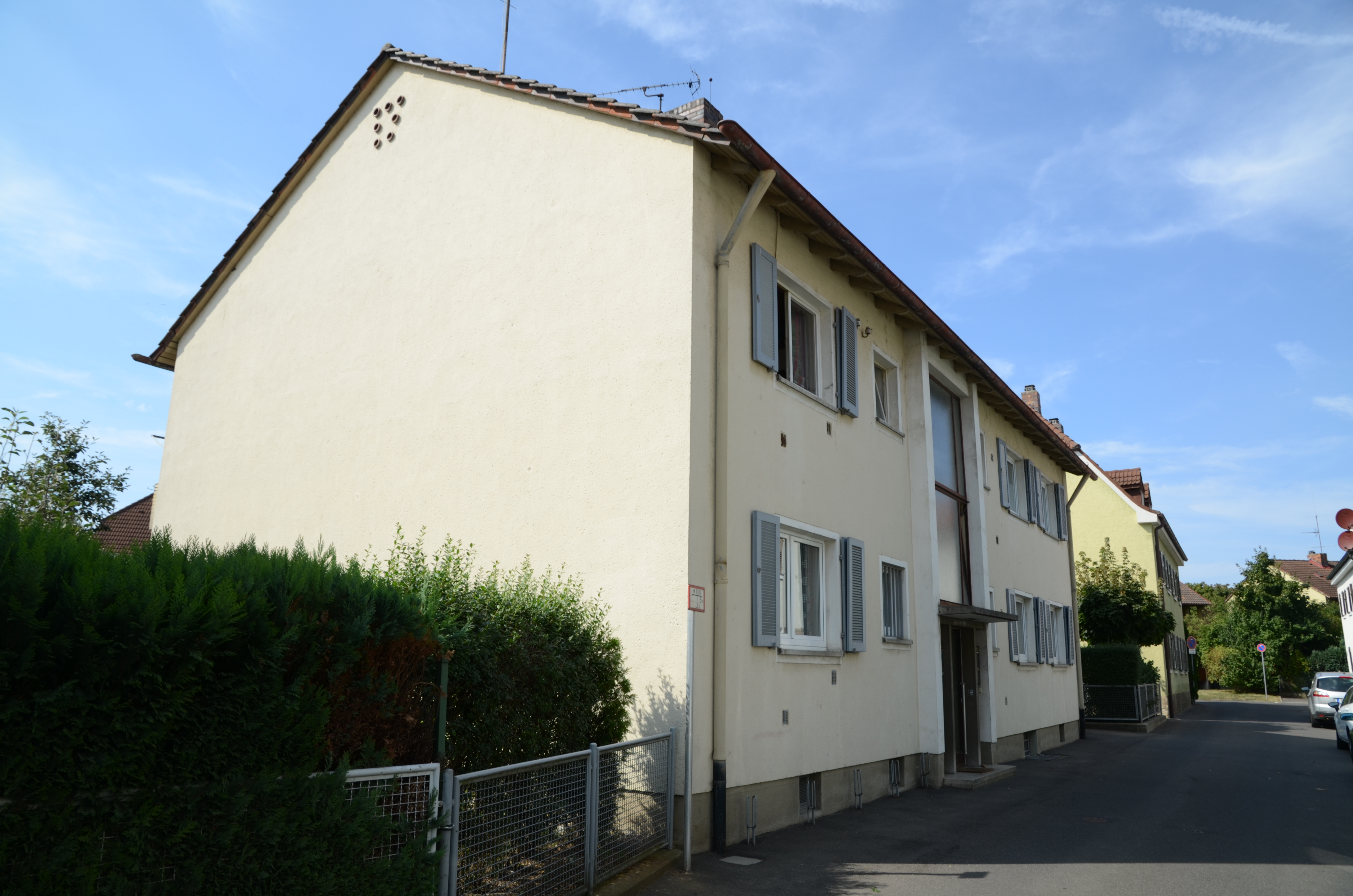
Sachskolonie 15
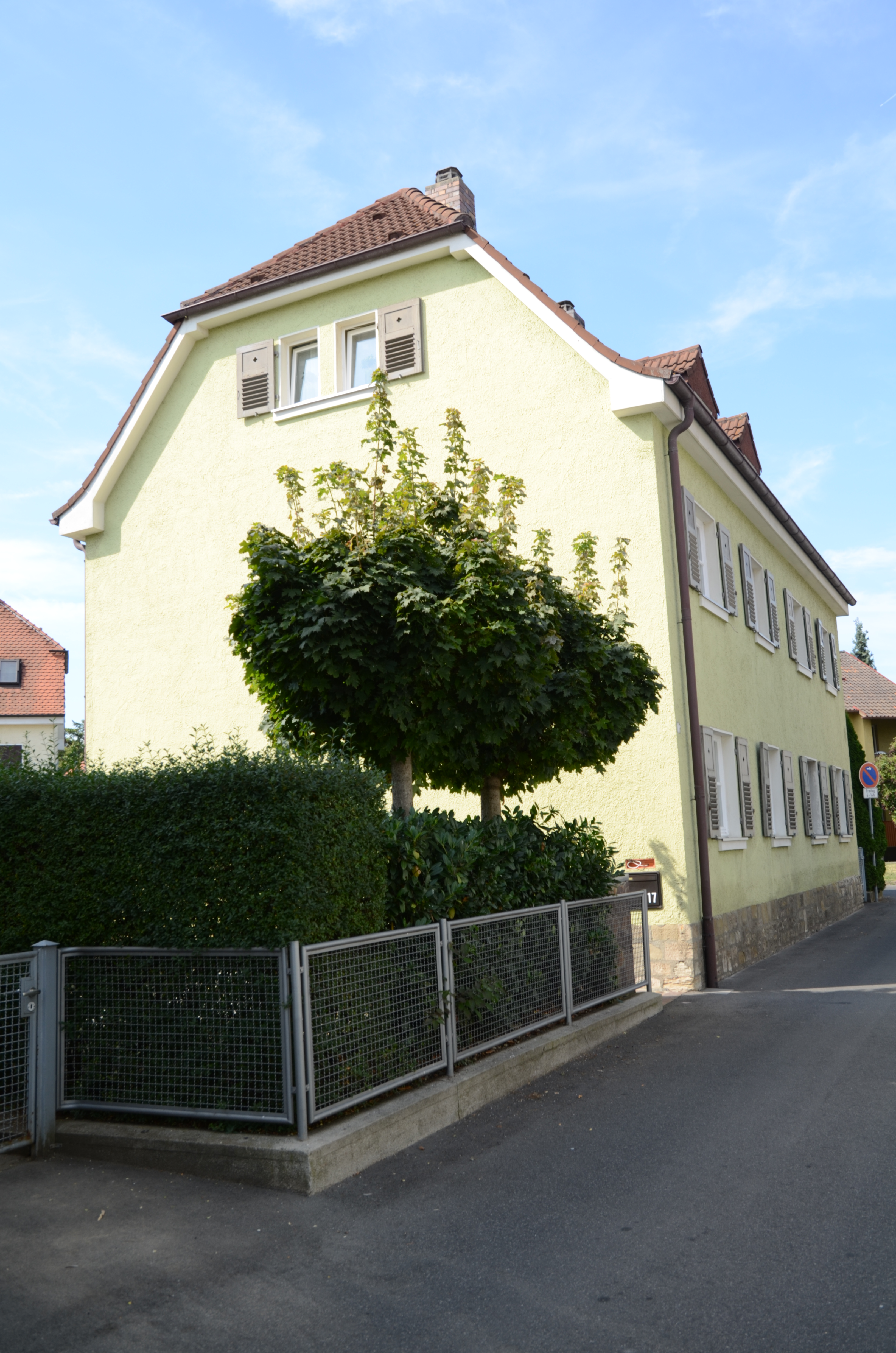
Sachskolonie 17 und 19
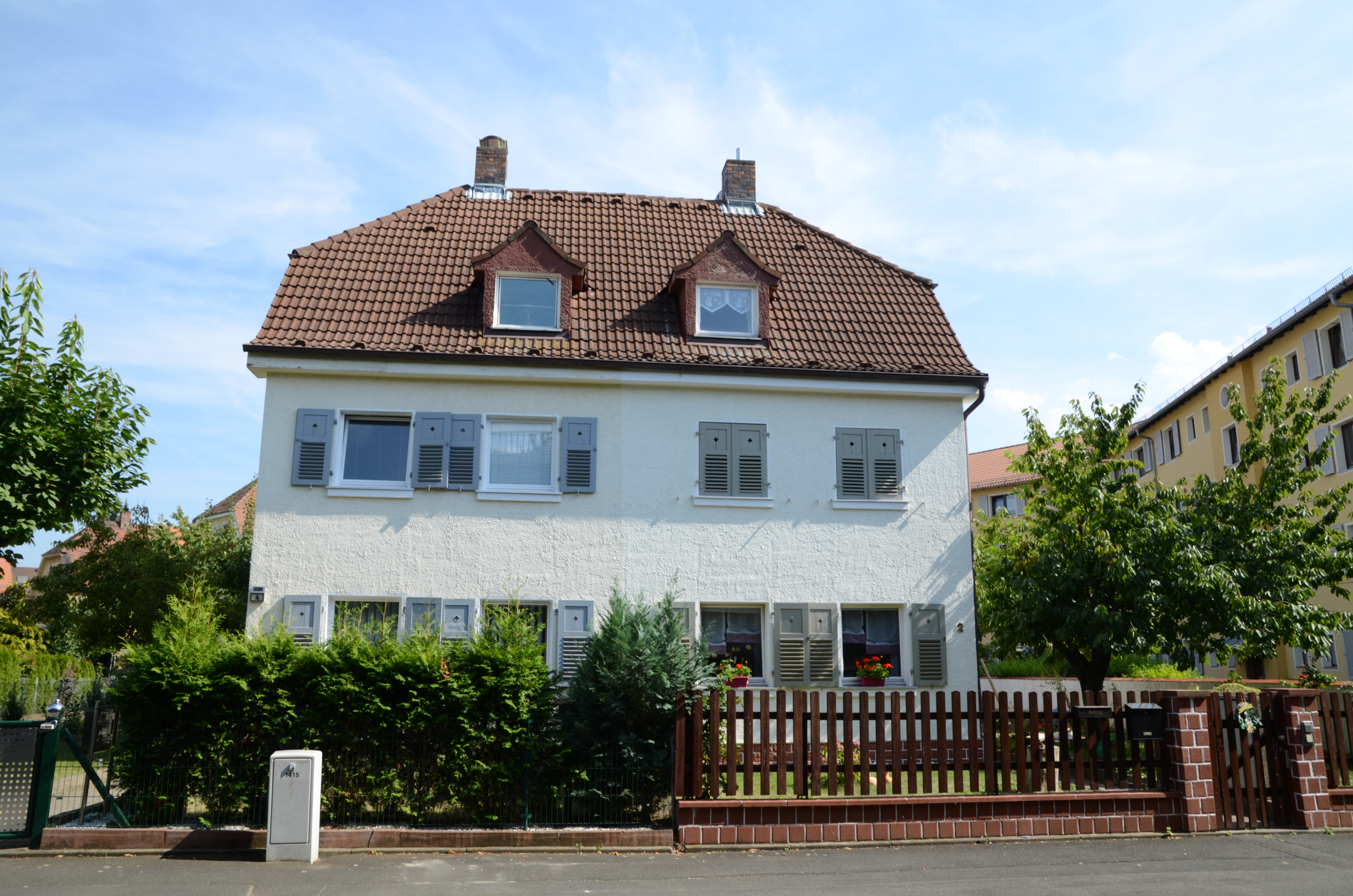
Wilhelm-Höpflinger-Straße 4 und 2
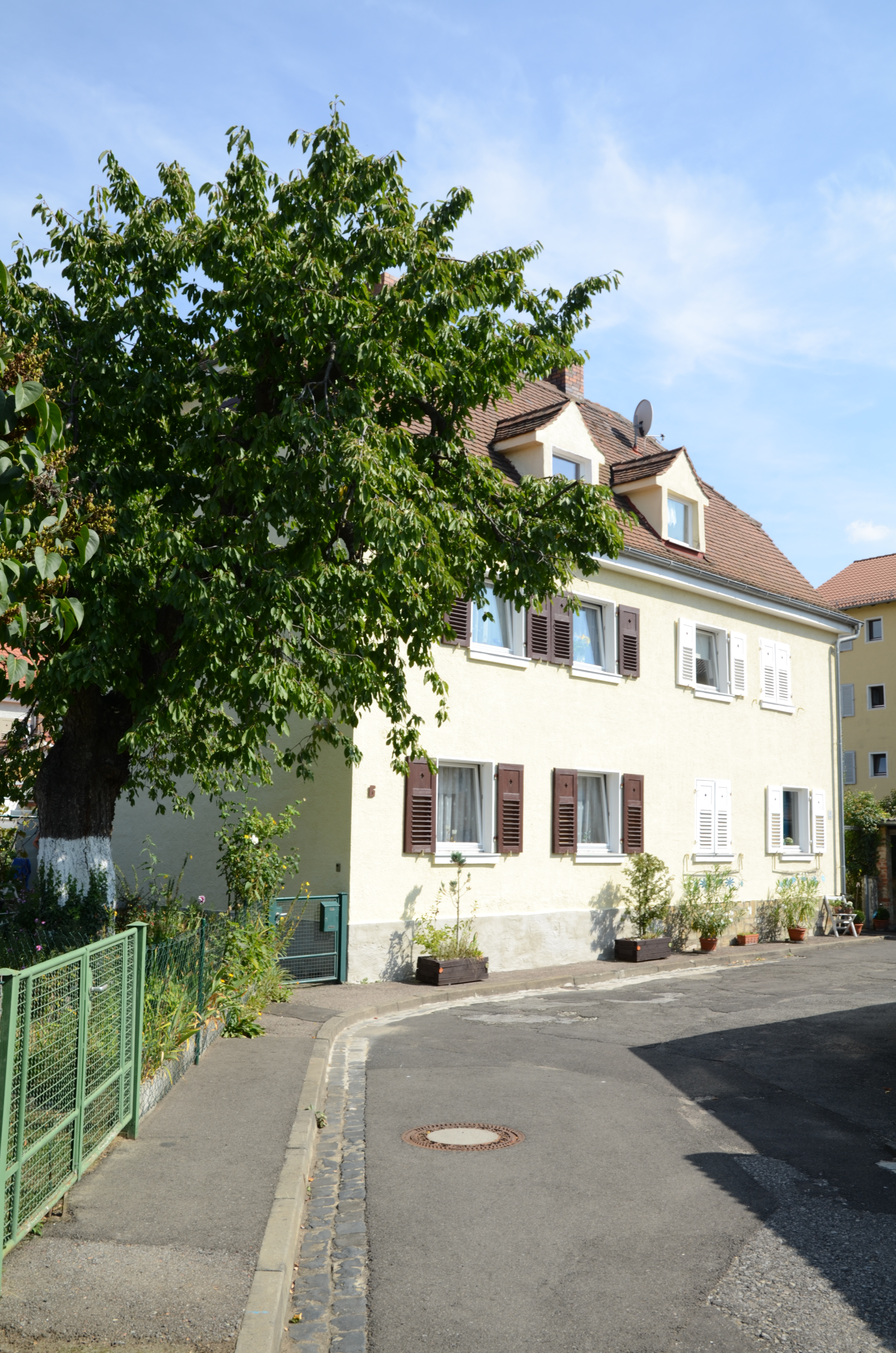
Wilhelm-Höpflinger-Straße 8 und 6
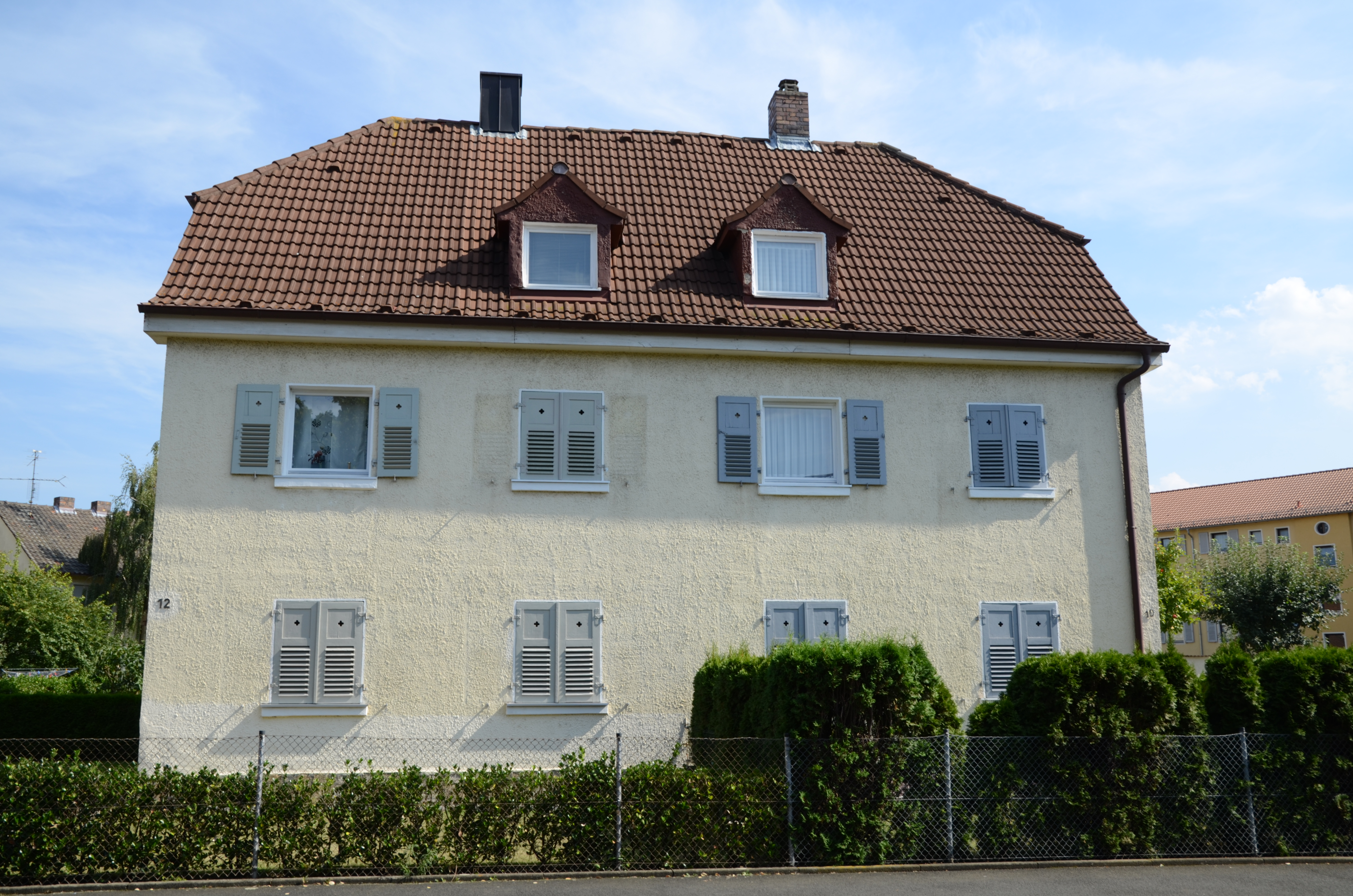
Wilhelm-Höpflinger-Straße 12 und 10
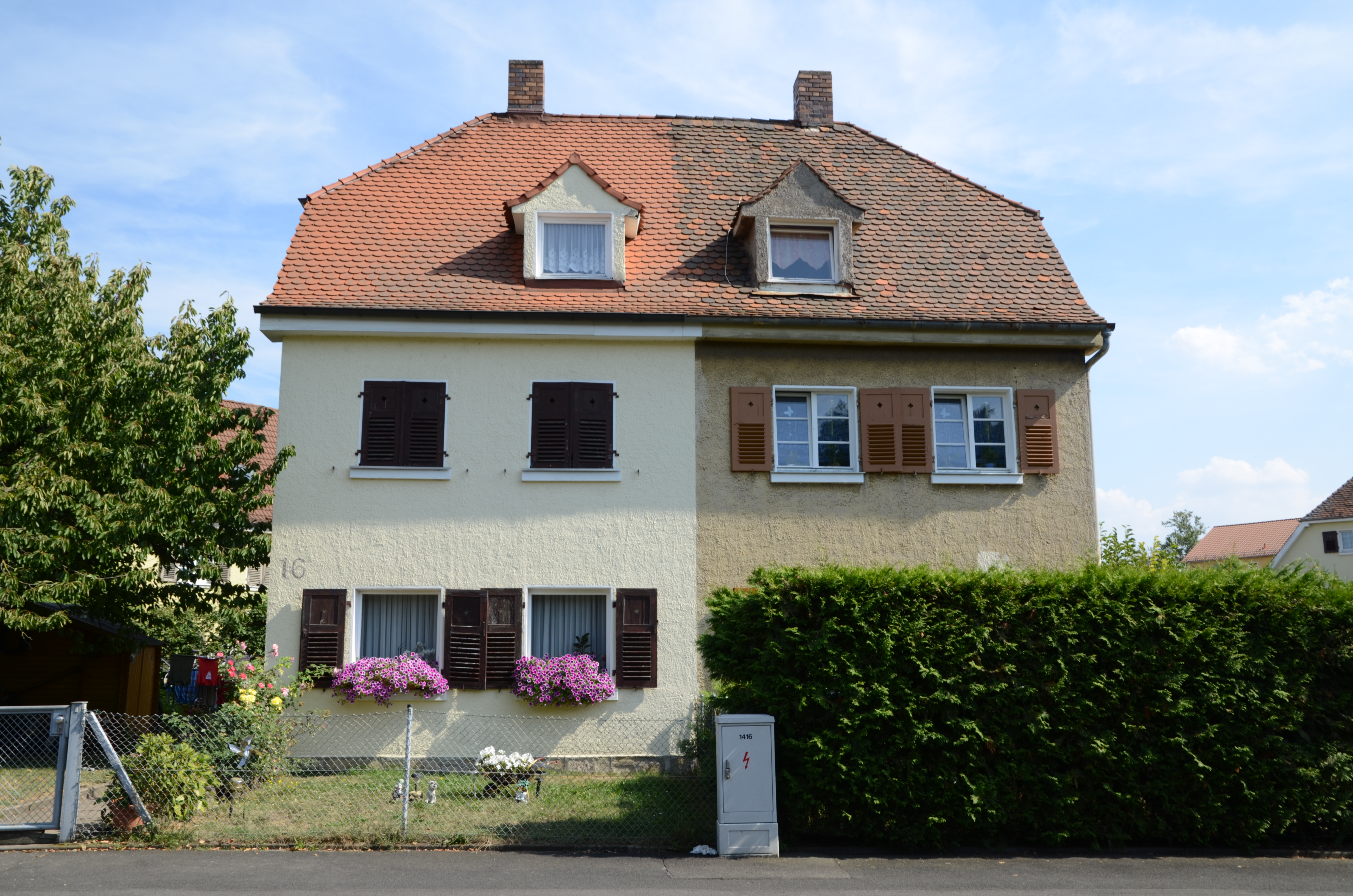
Wilhelm-Höpflinger-Straße 16 und 14

### Ensemble Gartenstadt
Nördlich der Altstadt entstand unmittelbar nach dem Ersten Weltkrieg am Südhang des vormaligen Galgenleiten-Weinberges eine Reihenhaussiedlung nach einer Planung des Münchner Architekten Theodor Fischer. Im Auftrag des erst 1917 gegründeten Schweinfurter Bauvereins konzipierte er 1919 die Anlage von vier zueinander parallel, und zugleich den natürlichen Höhenlinien folgend, leicht gekurvte Erschließungsstraßen mit einer zeilenartigen Reihenhausbebauung und einem zwischen den Erschließungsstraßen senkrecht zum Hang angelegten und mit leicht versetzten Abschnitten geführten Fußweg. Es handelt sich um den westlichen Teil einer viel größer gedachten, ursprünglich ein Marktplatz-Forum einschließenden Planung, die später nicht weiterverfolgt wurde. Die Bauleitung für den ersten 1920/21 realisierten Bauabschnitt wurde dem Schweinfurter Architekten Rudolf Metzger übertragen. Dieser realisierte 36 von geplanten 50 Einfamilien-Reihenhäusern zu vier bzw. sechs traufständig-satteldachgedeckten Hausgruppen, bei denen jeder Wohneinheit nach Süden ein Kleintierstall mit Wirtschaftsgarten zugeordnet war (Typ A). Mit dem zweiten, 1926/27 realisierten und modifizierten Bauabschnitt wurde der Schweinfurter Architekt Johann-Valentin Fischer beauftragt. Nun entstanden im Norden zwei zweigeschossige walmdachgedeckte Mehrfamilienhäuser zu je vier Wohneinheiten mit zwi-schengeschaltetem Wirtschaftsgebäude und südlich gelegenen Wirtschaftsgärten (Typ B), sowie, in Anlehnung an das ursprüngliche Konzept, weitere zwölf Einfamilien-Reihenhäuser zu fünf bzw. sieben traufständig-satteldachgedeckten Hausgruppen mit südlich anschließenden Wirtschaftsgärten unter Verzicht auf Kleintierställe (Typ C). Die in Schweinfurt aufgegriffene, seit dem frühen 20. Jahrhundert europaweit etablierte Idee der umgrünten Eigenheim- und Werkssiedlung mit Gartenland zur Selbstversorgung ökonomisch schwacher Bevölkerungsschichten wurde nach der Machtergreifung der Nationalzozialisten zugunsten eines standardisierten Mietwohnhausbaus nicht weiterverfolgt. Umfassung: Gartenstadtstraße 1 bis 15, Josef-Säckler-Straße 1 bis 27, Georg-Groha-Straße 1 bis 29, Fritz-Soldmann-Straße 1 bis 19. Aktennummer: E-6-62-000-7. 

## Stadtbefestigung
Von der ehemaligen Stadtbefestigung sind Mauerreste und Turmfragmente erhalten. Die erste Befestigung im Bereich der heutigen St. Johanniskirche wurde erstmals 1258 urkundlich erwähnt. Eine zweite Befestigungsphase folgte im 14. Jahrhundert. Diese Stadtbefestigung wurde im Markgräflerkrieg (1552–1554) weitestgehend zerstört. Der Wiederaufbau und die Erweiterung des Berings erfolgte an der West- und Südseite mit Bruchsteinmauerwerk. Aktennummer: D-6-62-000-110.
Erhalten sind folgende Teile:
- im Südwesten der so genannte Jungfernkuss, ein Turmfragment ehemals wohl mit zwei halbrunden Wehrtürmen (Lage)

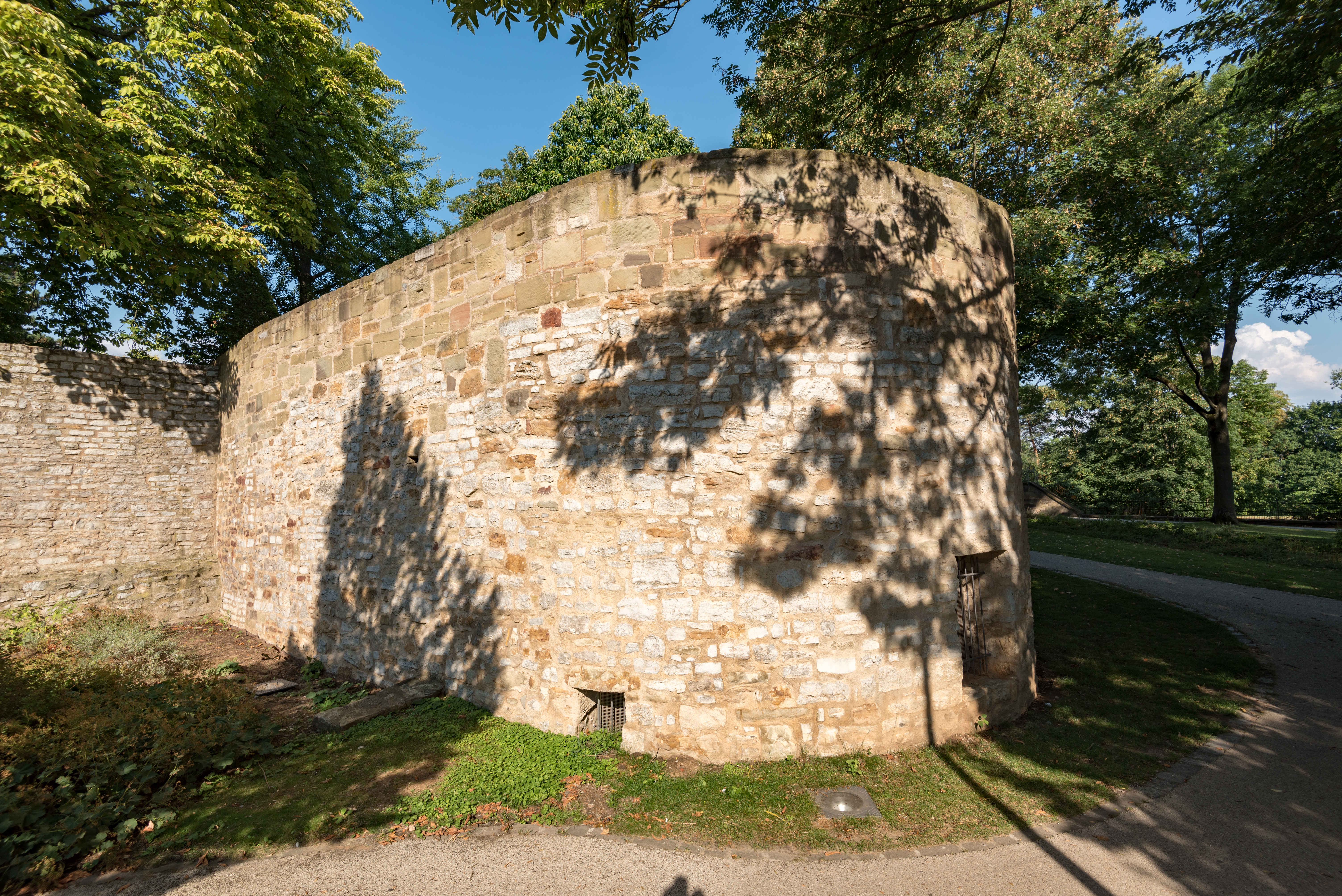
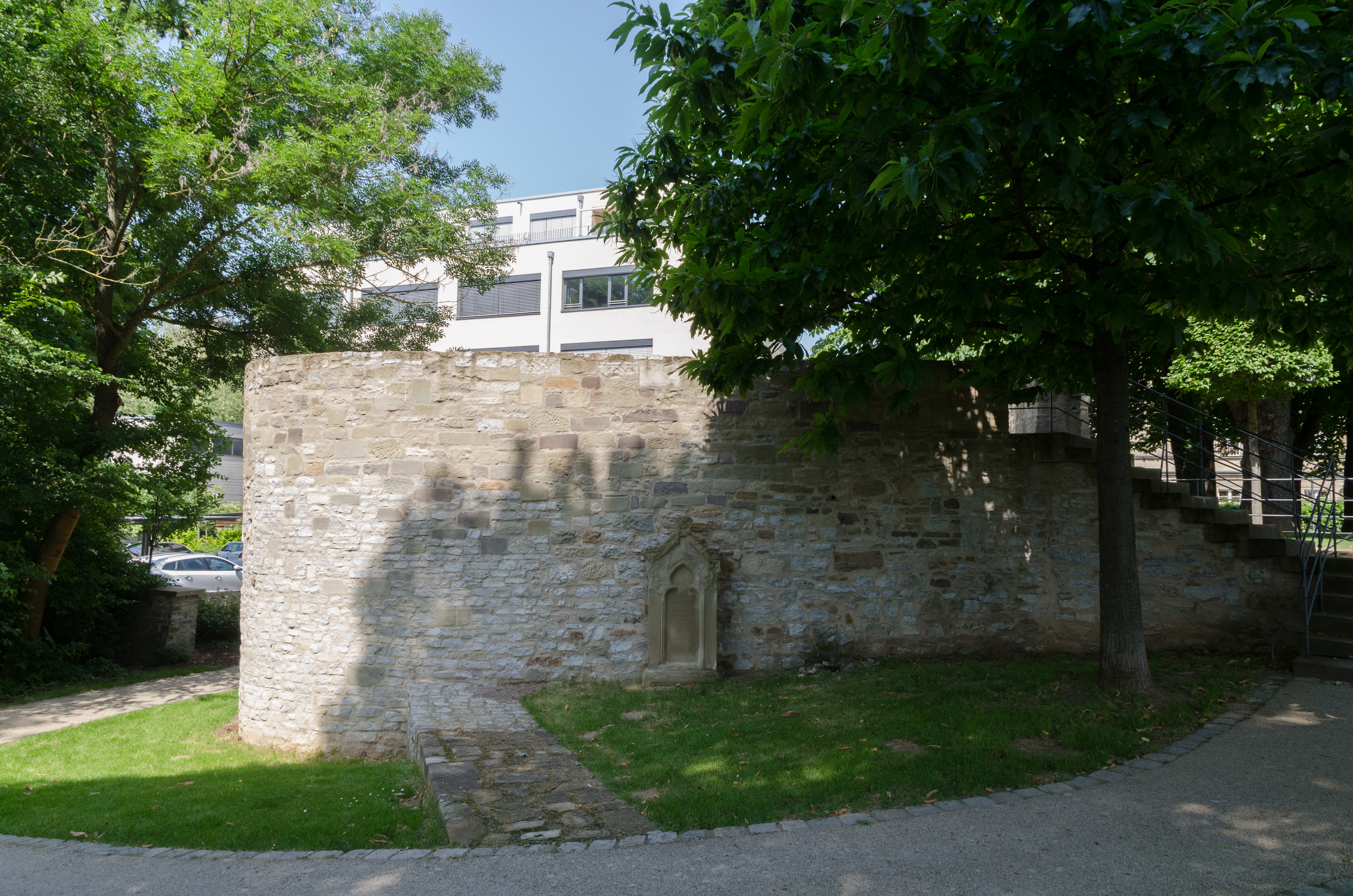
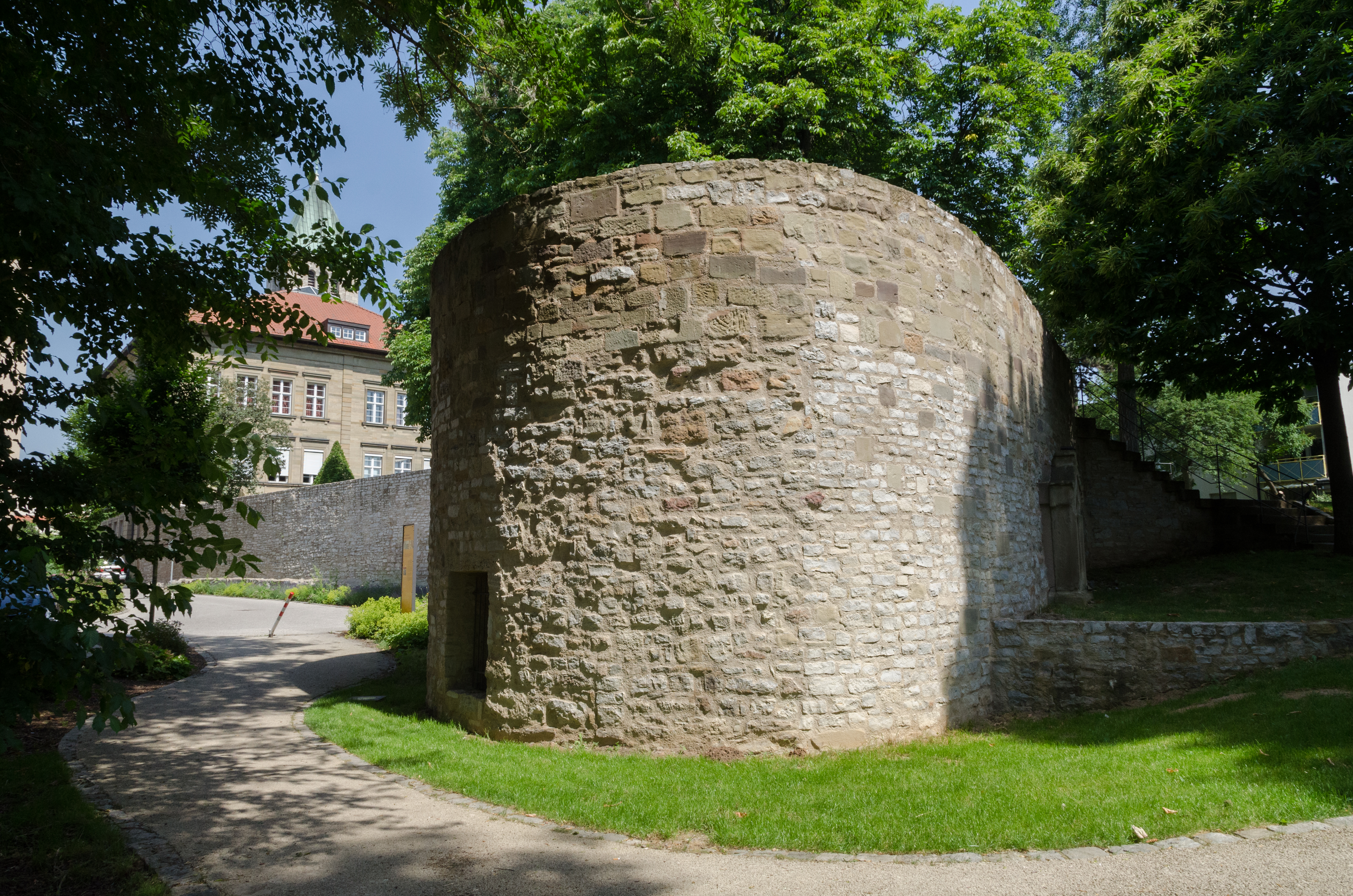

- Mauerrest der inneren Bastionsmauer der Barockzeit am ehemaligen Spitaltor nördlich der Schultestraße (Lage)

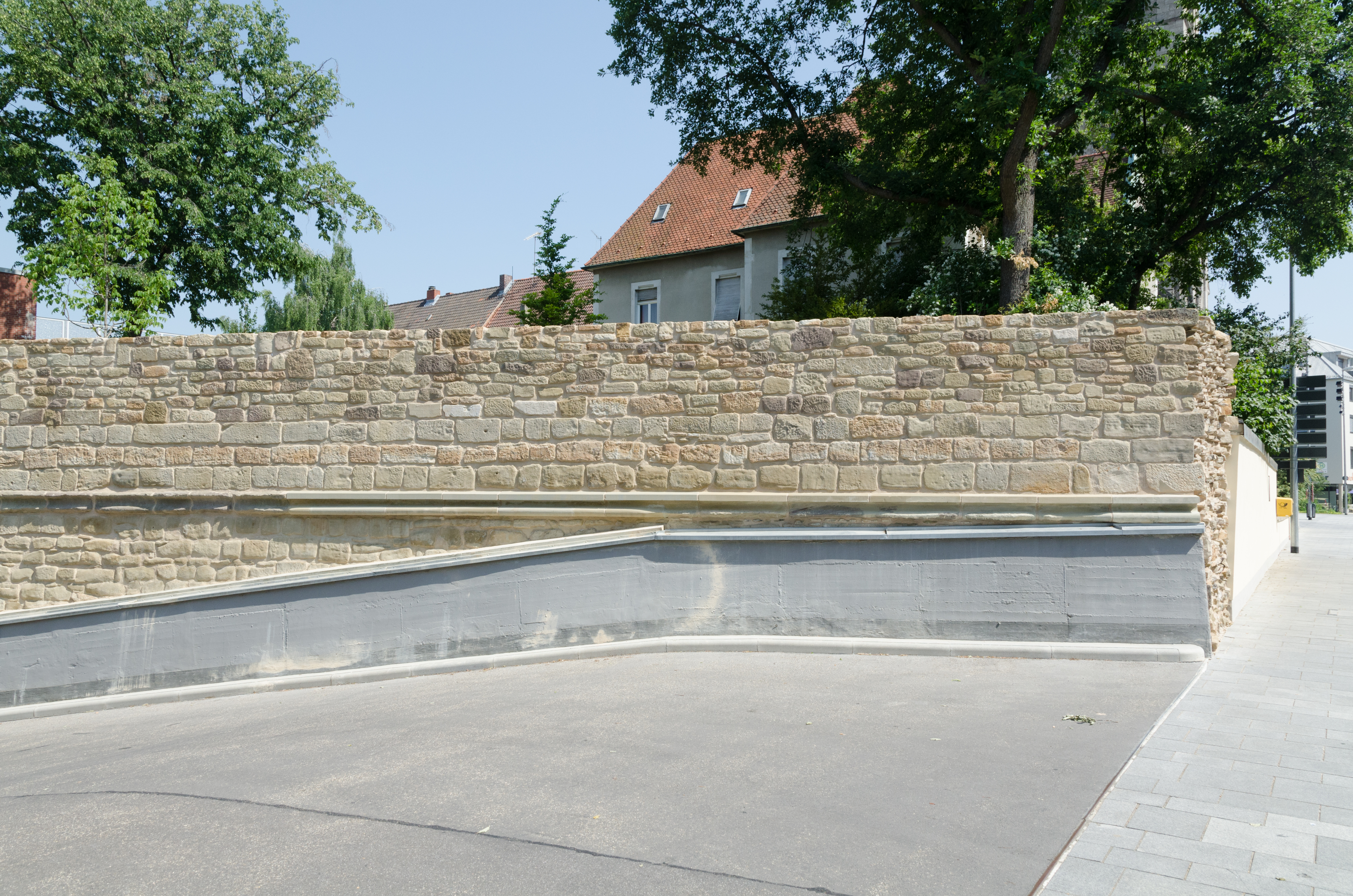
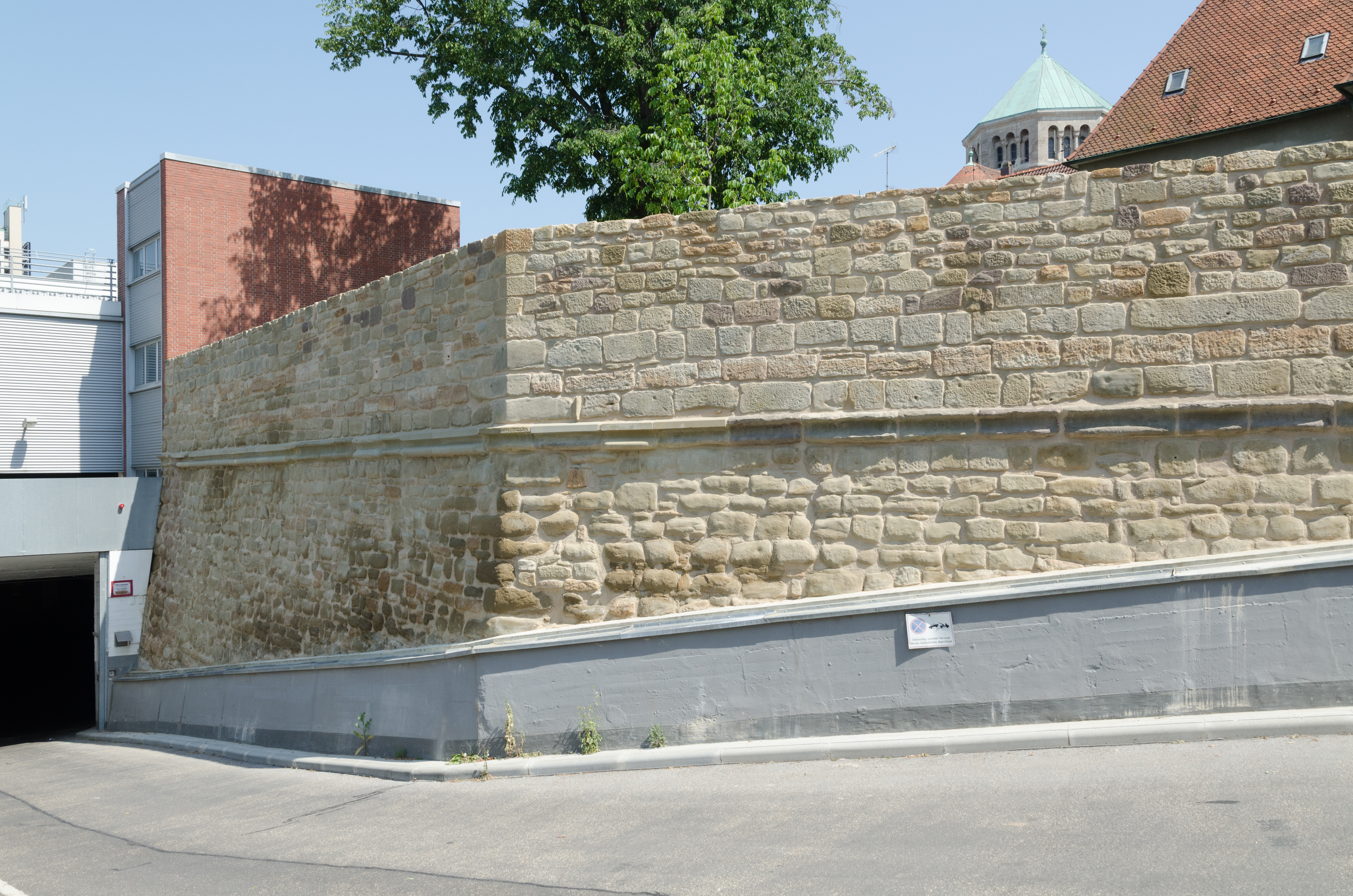
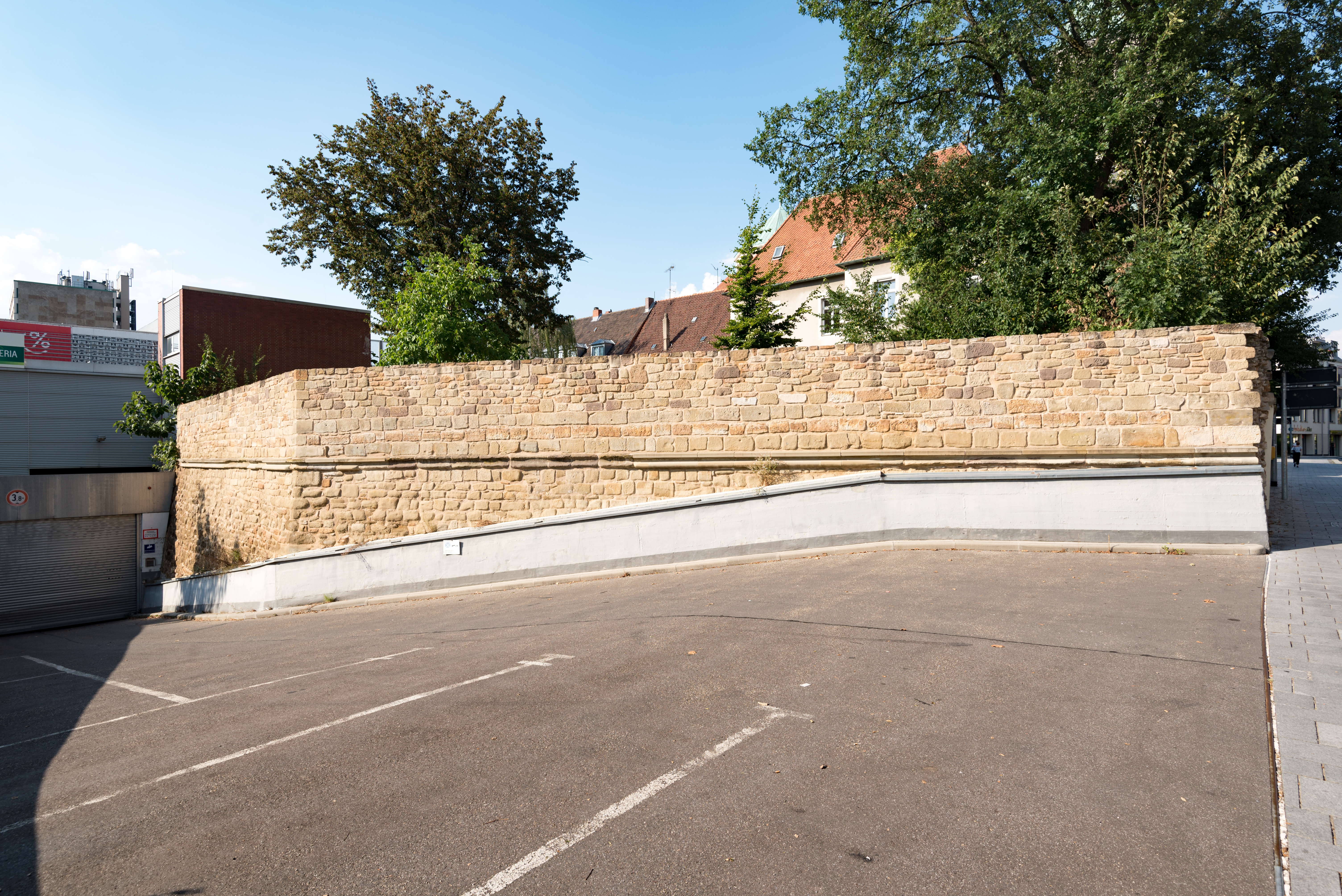

- westlicher Mauerabschnitt an der Hirtengasse zur Neutorgasse mit Schwibbögen (Lage)

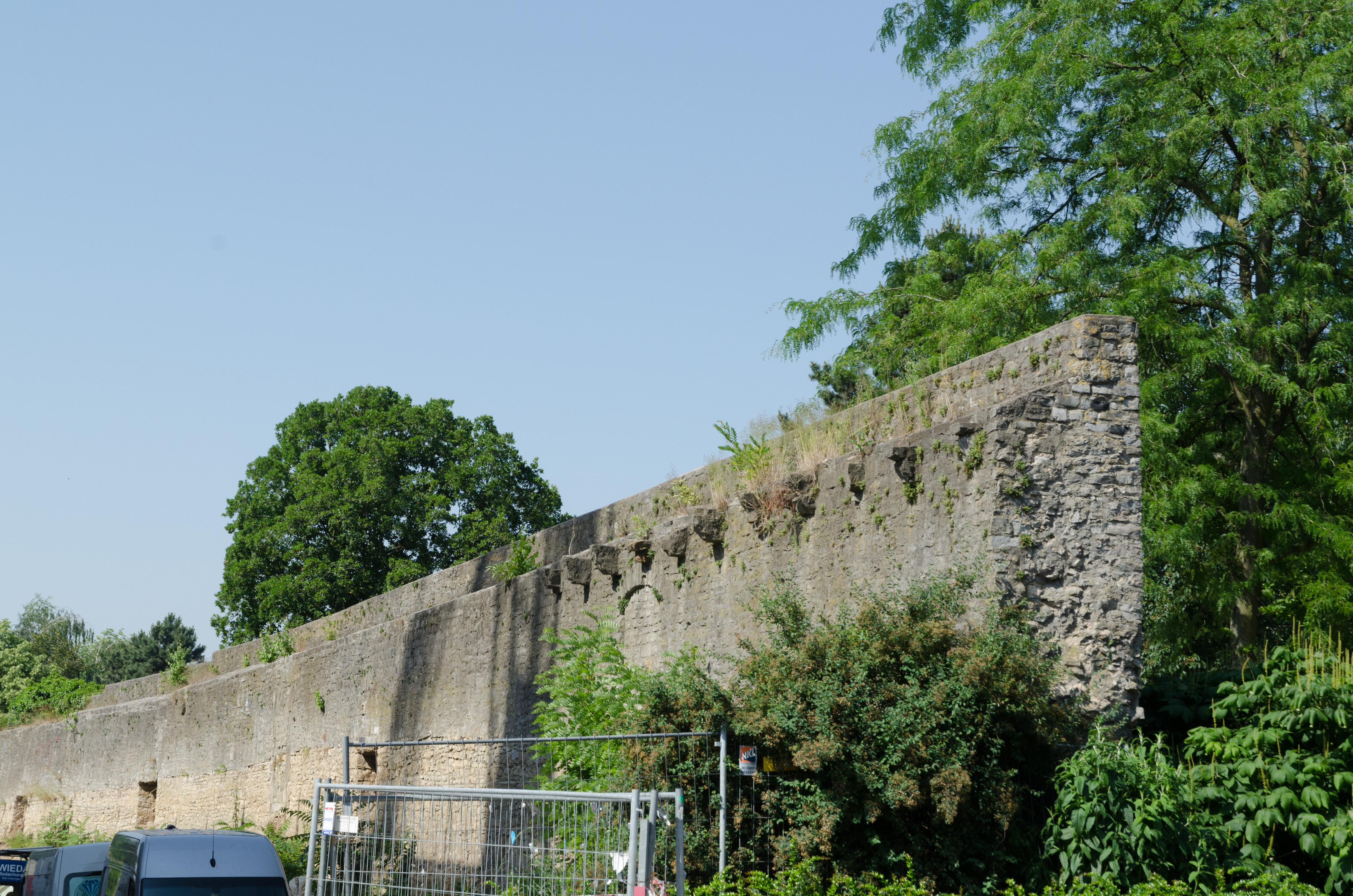
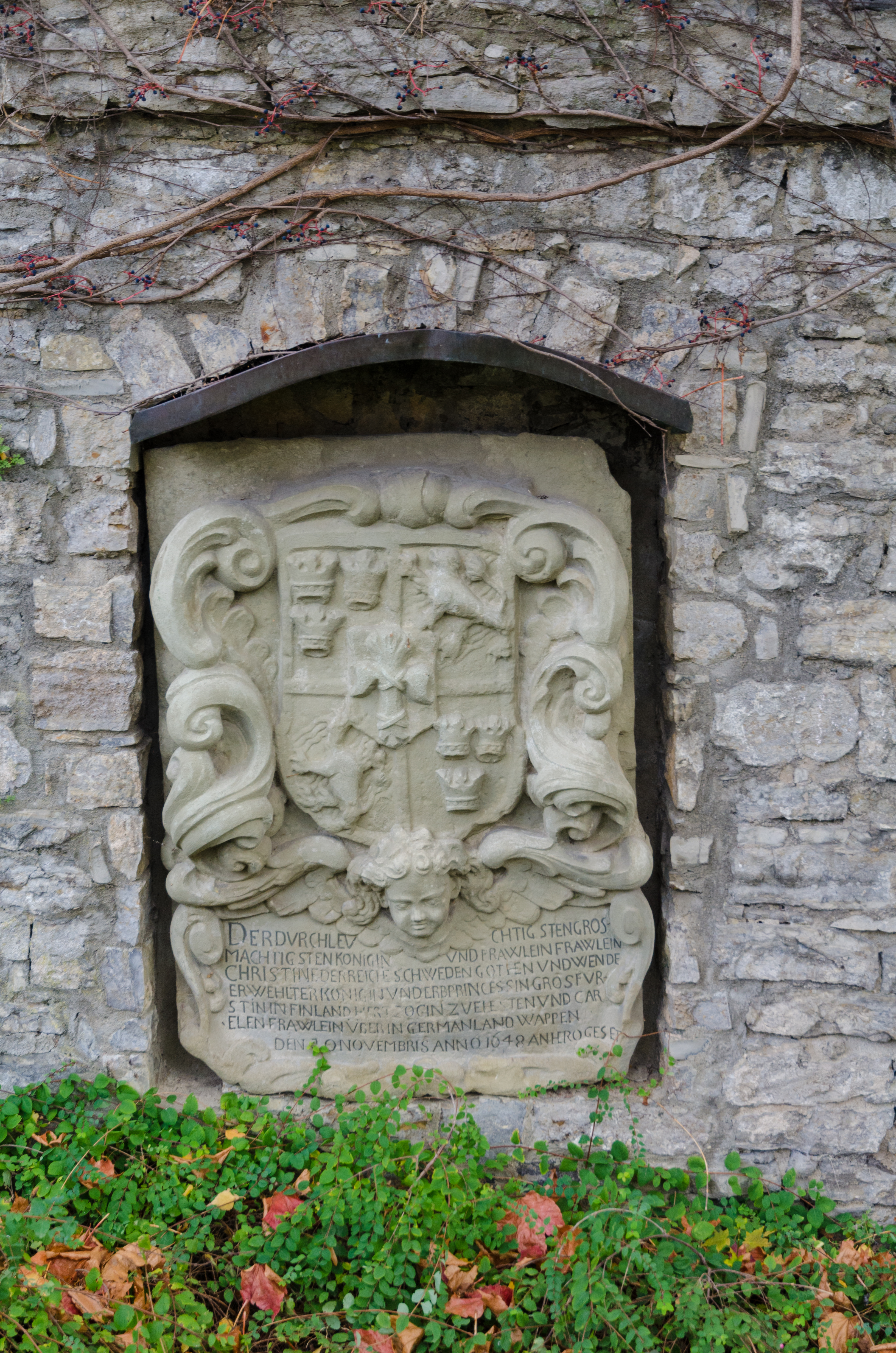
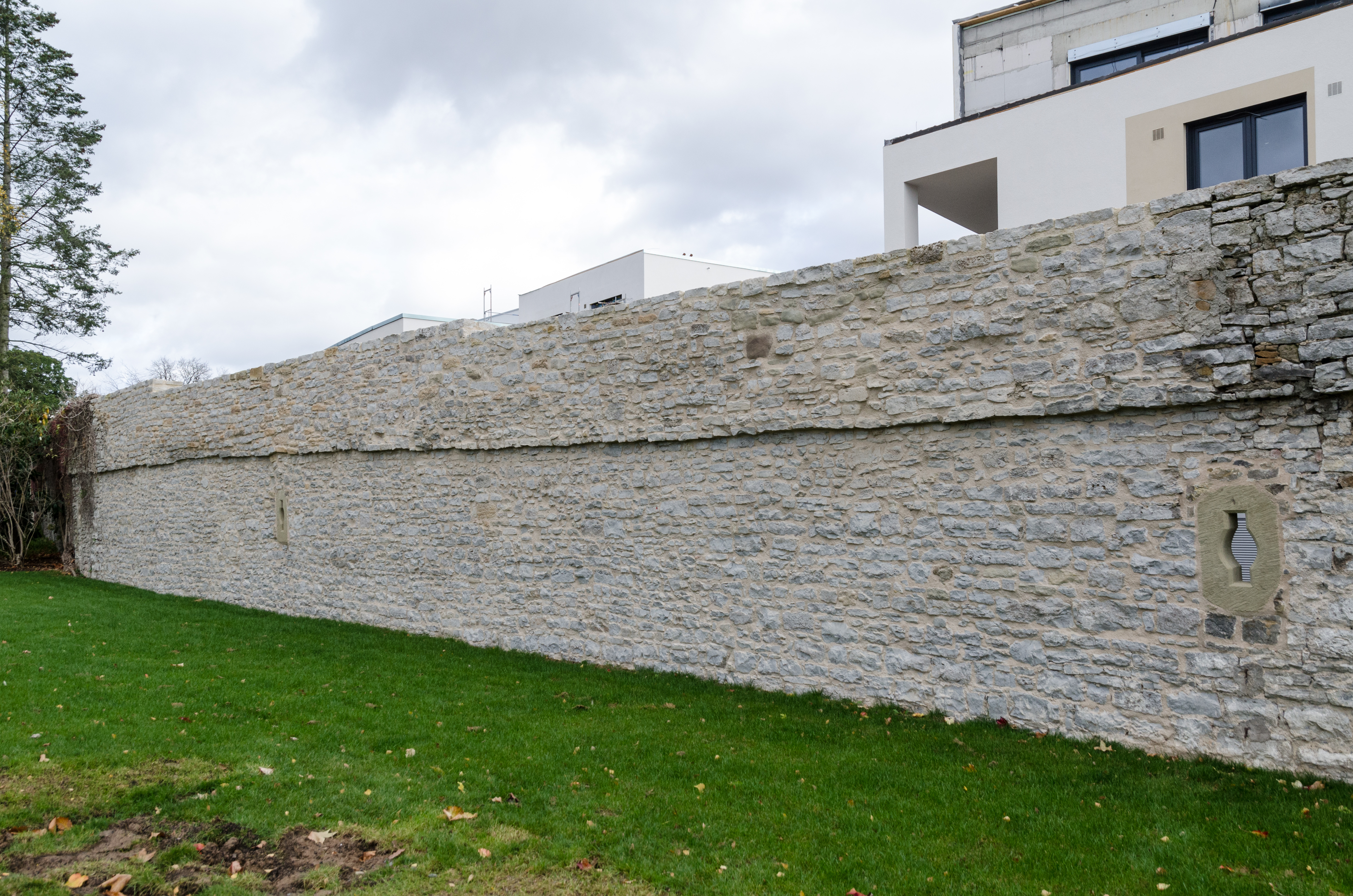
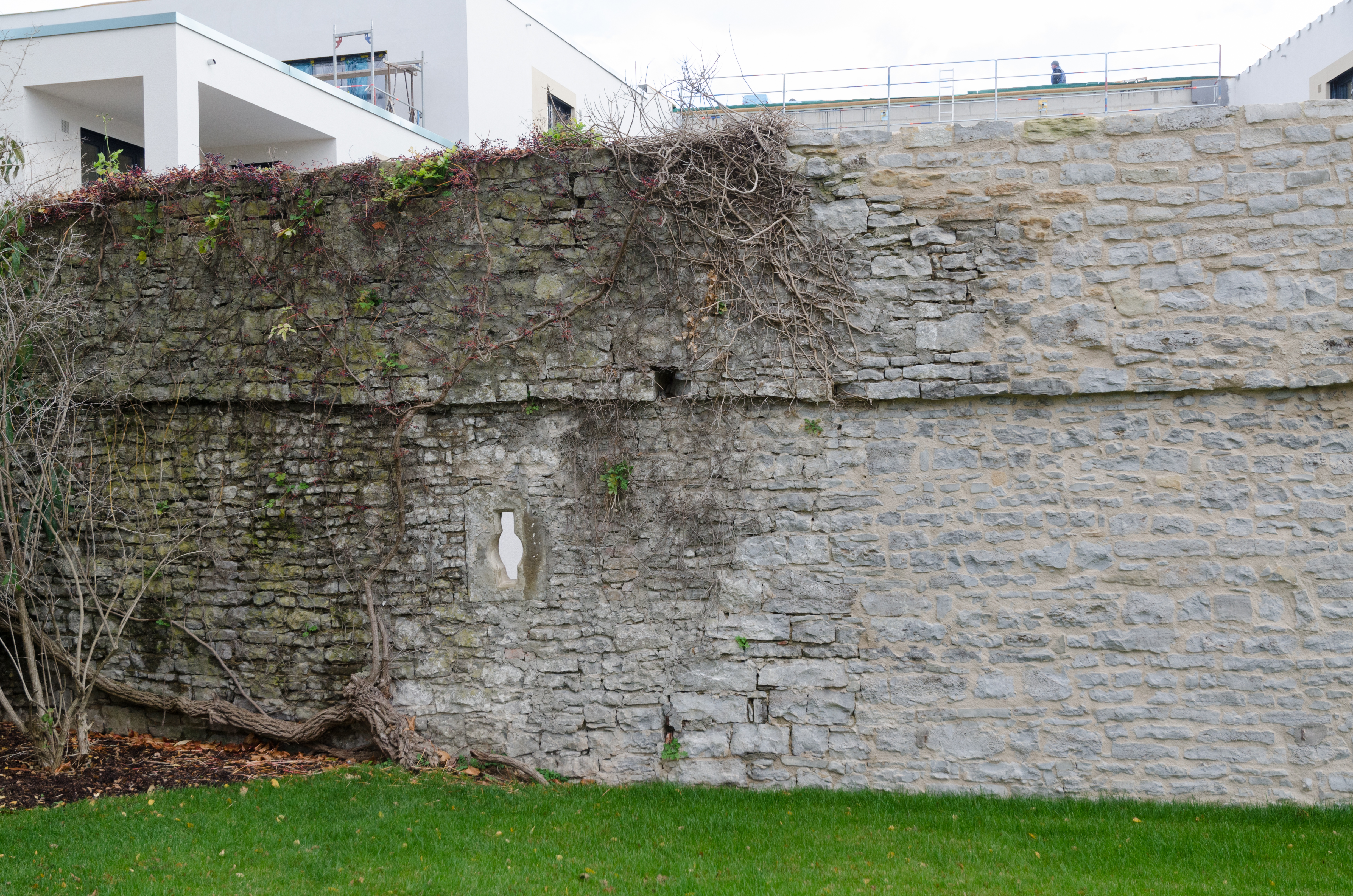
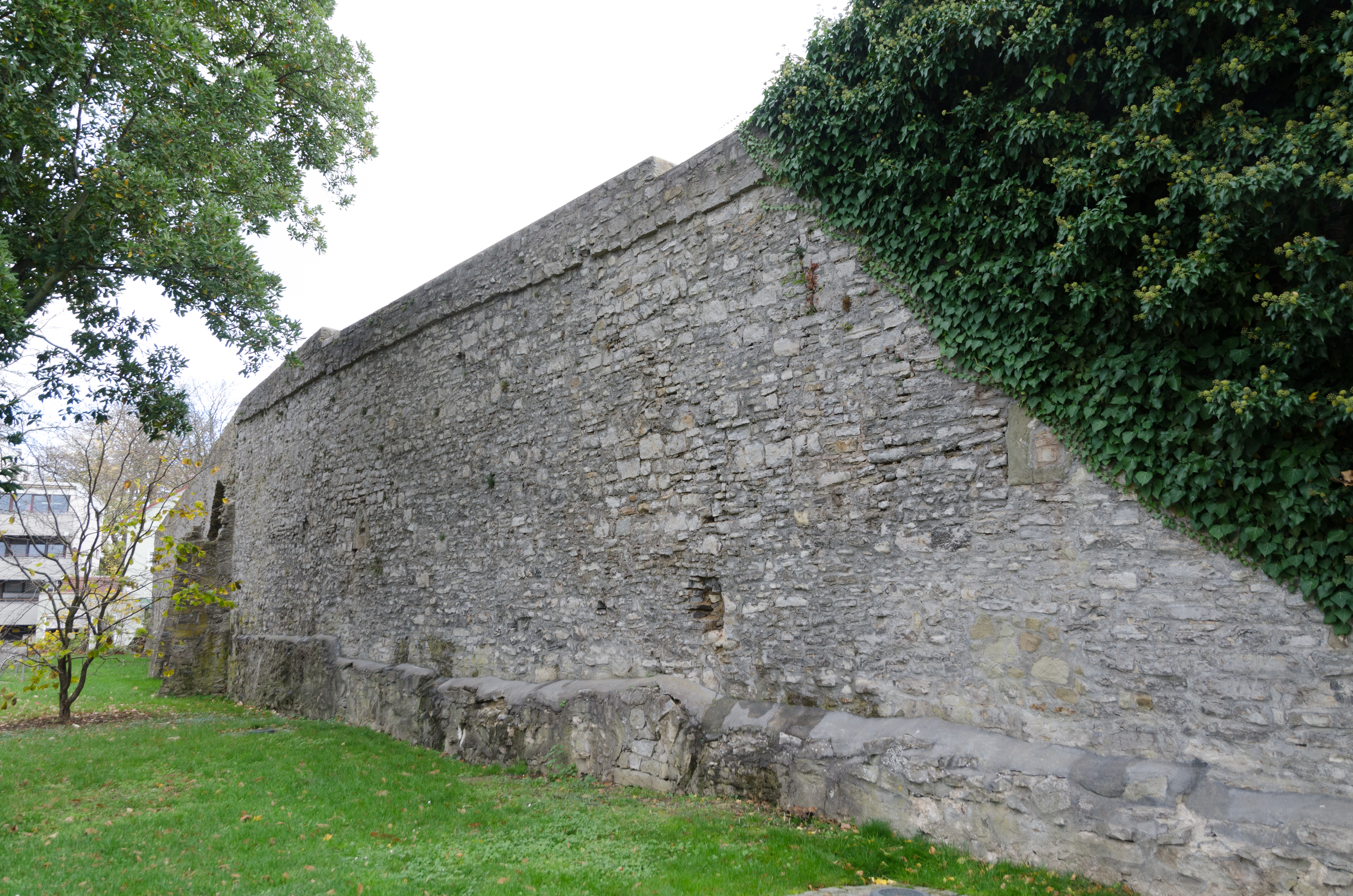
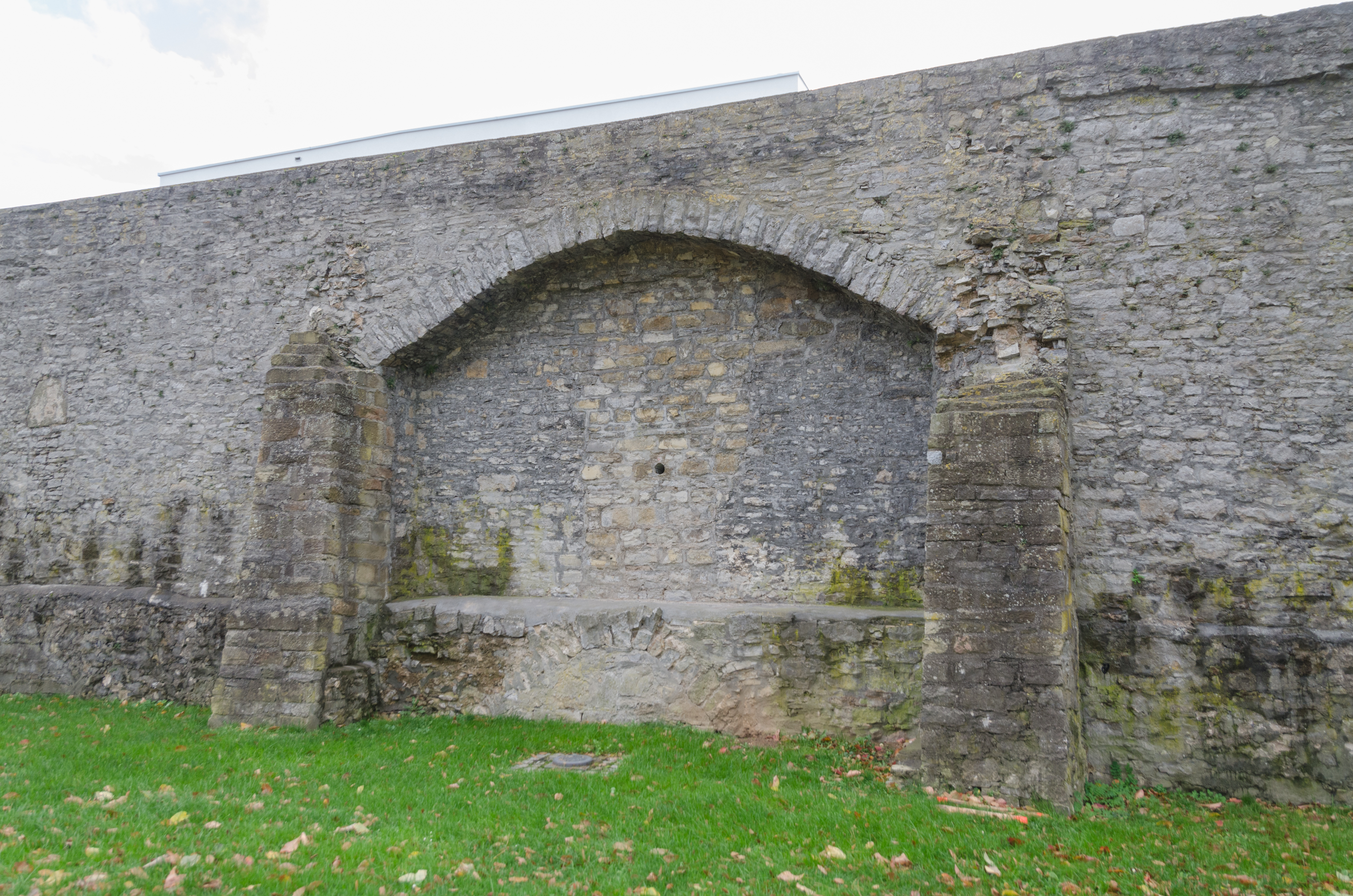
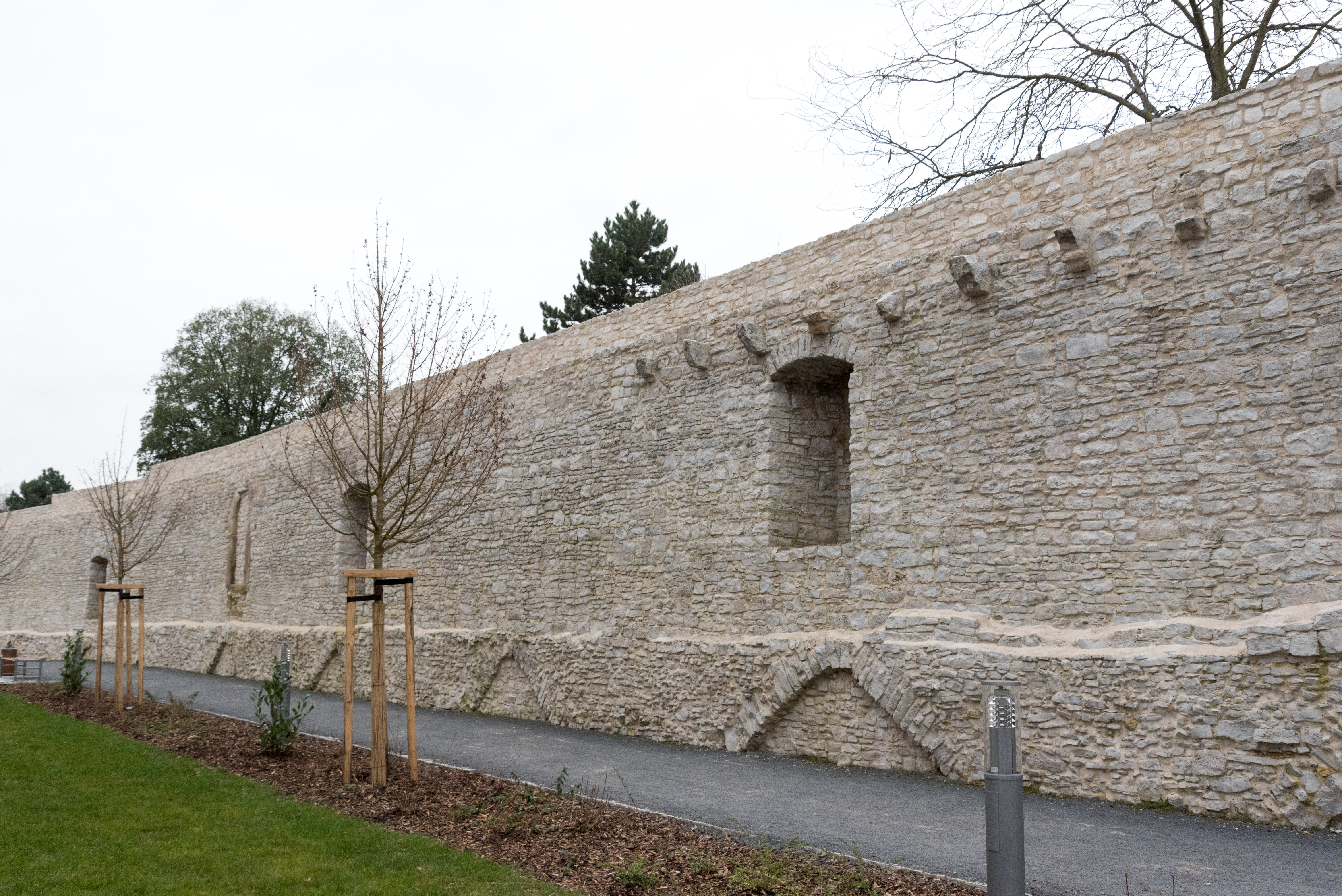

- nordwestlicher Mauerabschnitt an der Neuen Gasse (Lage) mit Rundturm (Lage) und Halbrundturm (Lage), Bruchsteinmauerwerk mit jüngeren Ergänzungen, um 1562–1564, Mauerzüge konstatiert bei den Nrn. 1, 3, 5, 13, 15, 17, 19, 47, 49, 53, 55; ein Turm bei Nr. 11; Turmfragmente bei Nr. 45 und 61, bossierter Torbogen bei Nr. 53 (Lage)

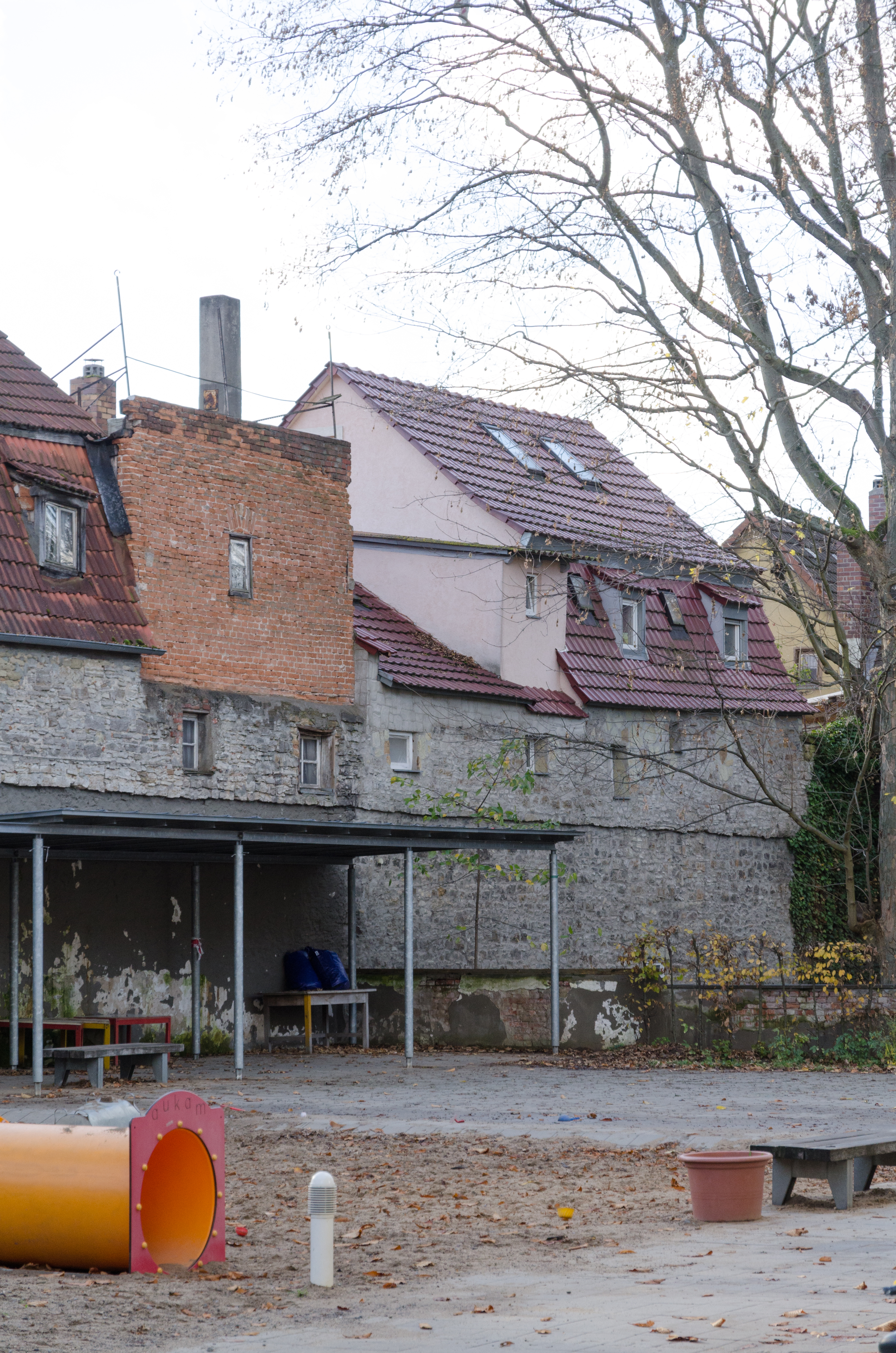
Stadtmauer bei Neue Gasse 17–19
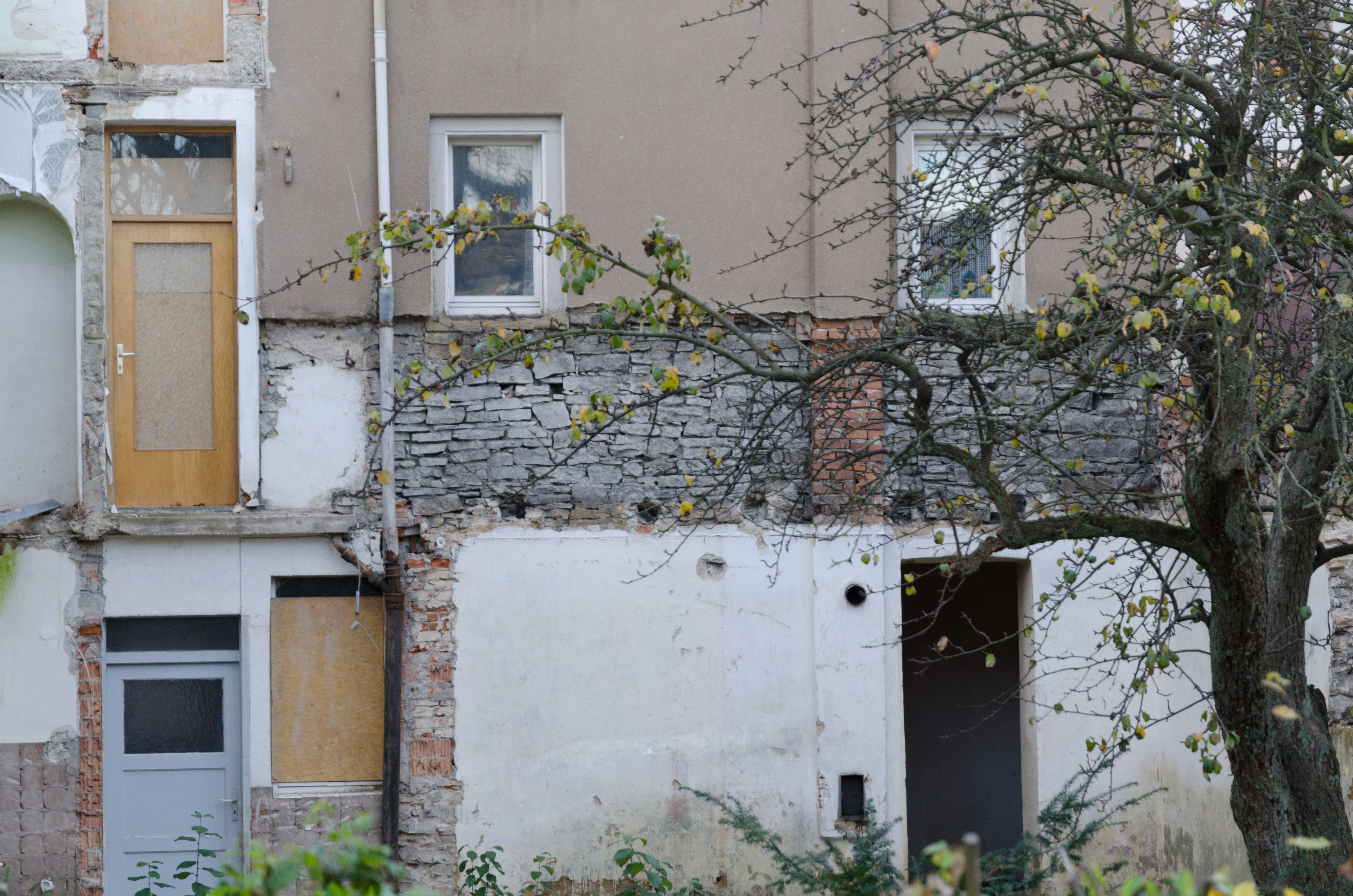
Stadtmauer bei Neue Gasse 22
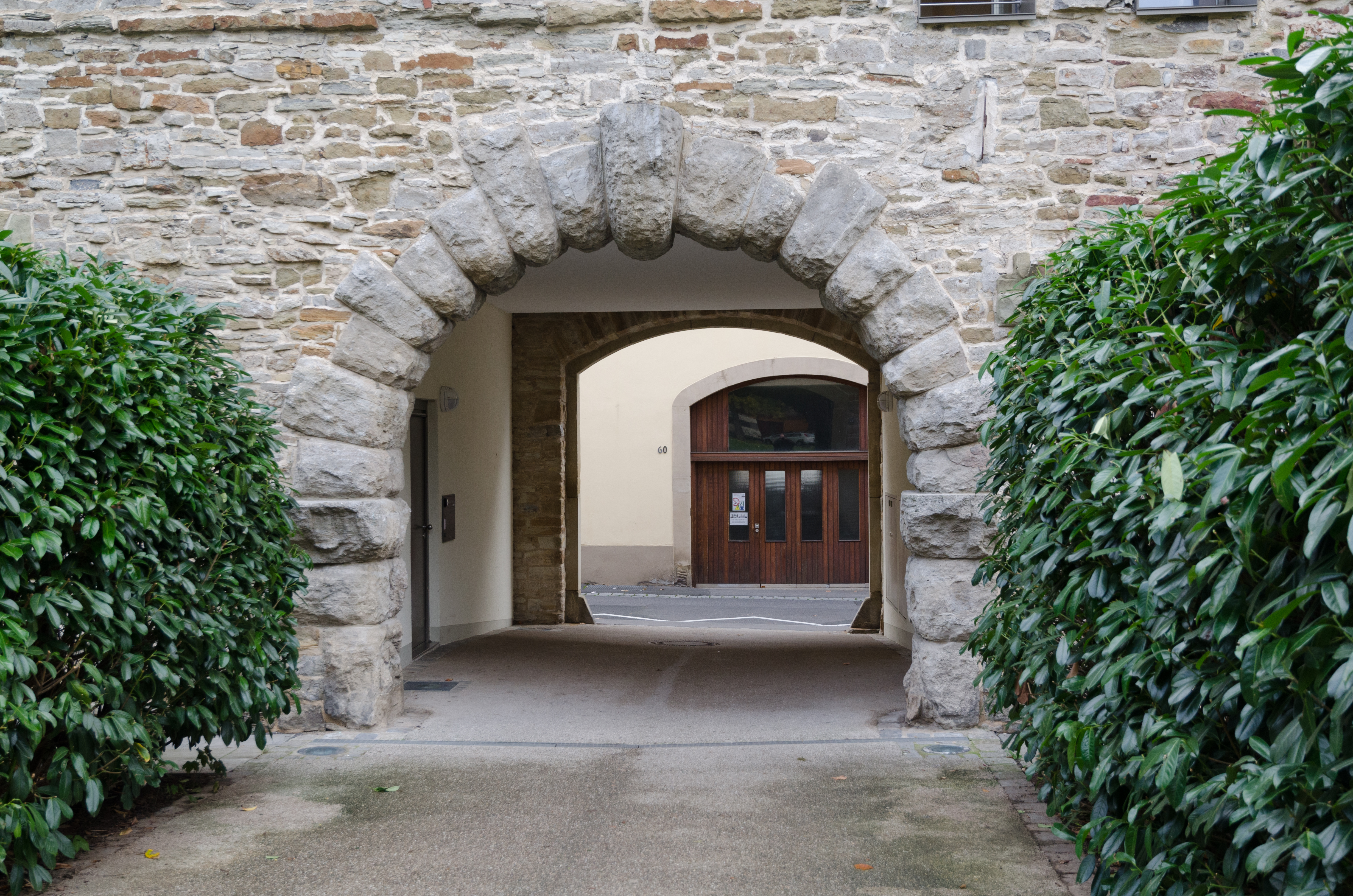
Stadtmauer bei Neue Gasse 53
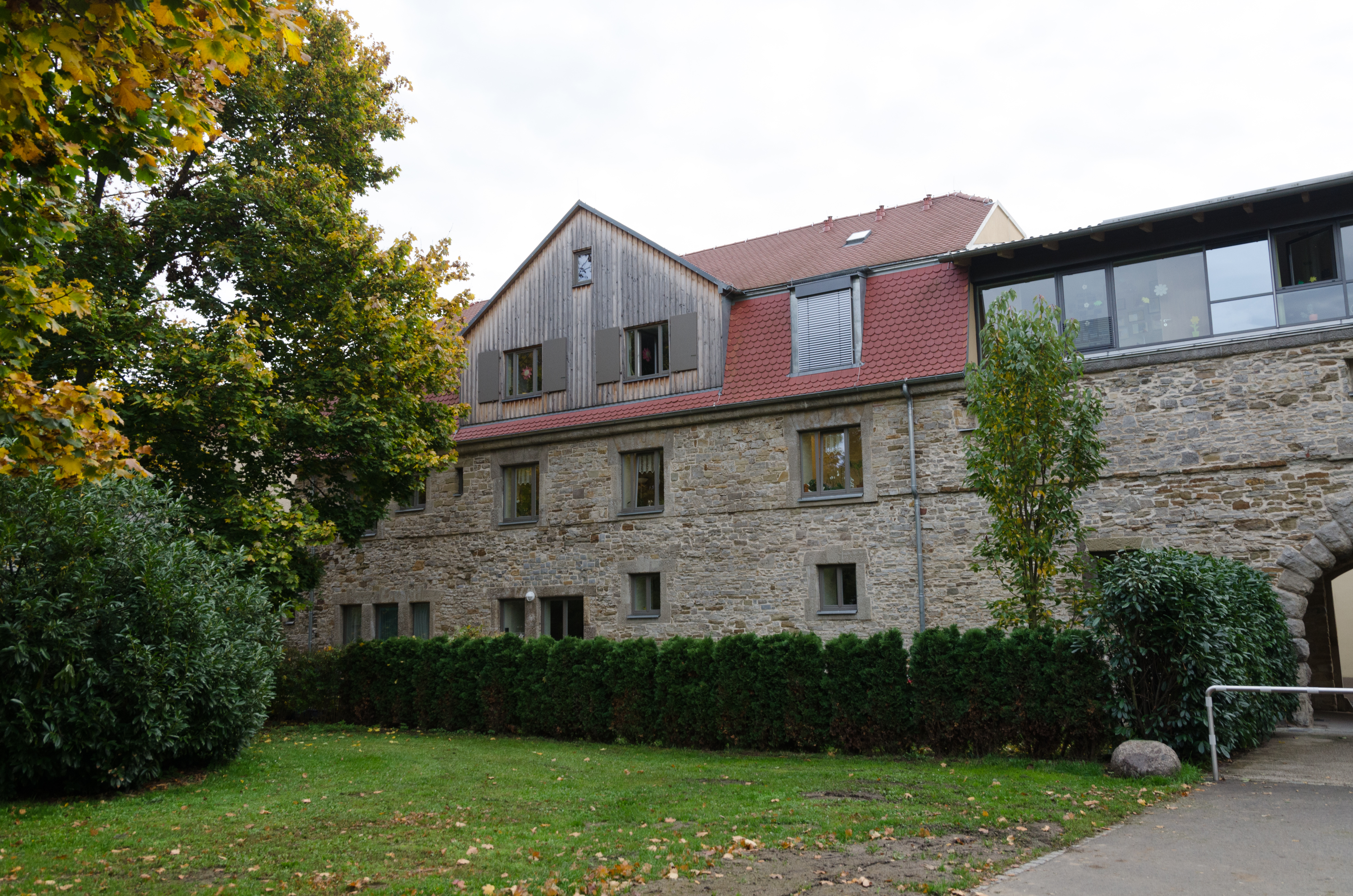
Stadtmauer bei Neue Gasse 55
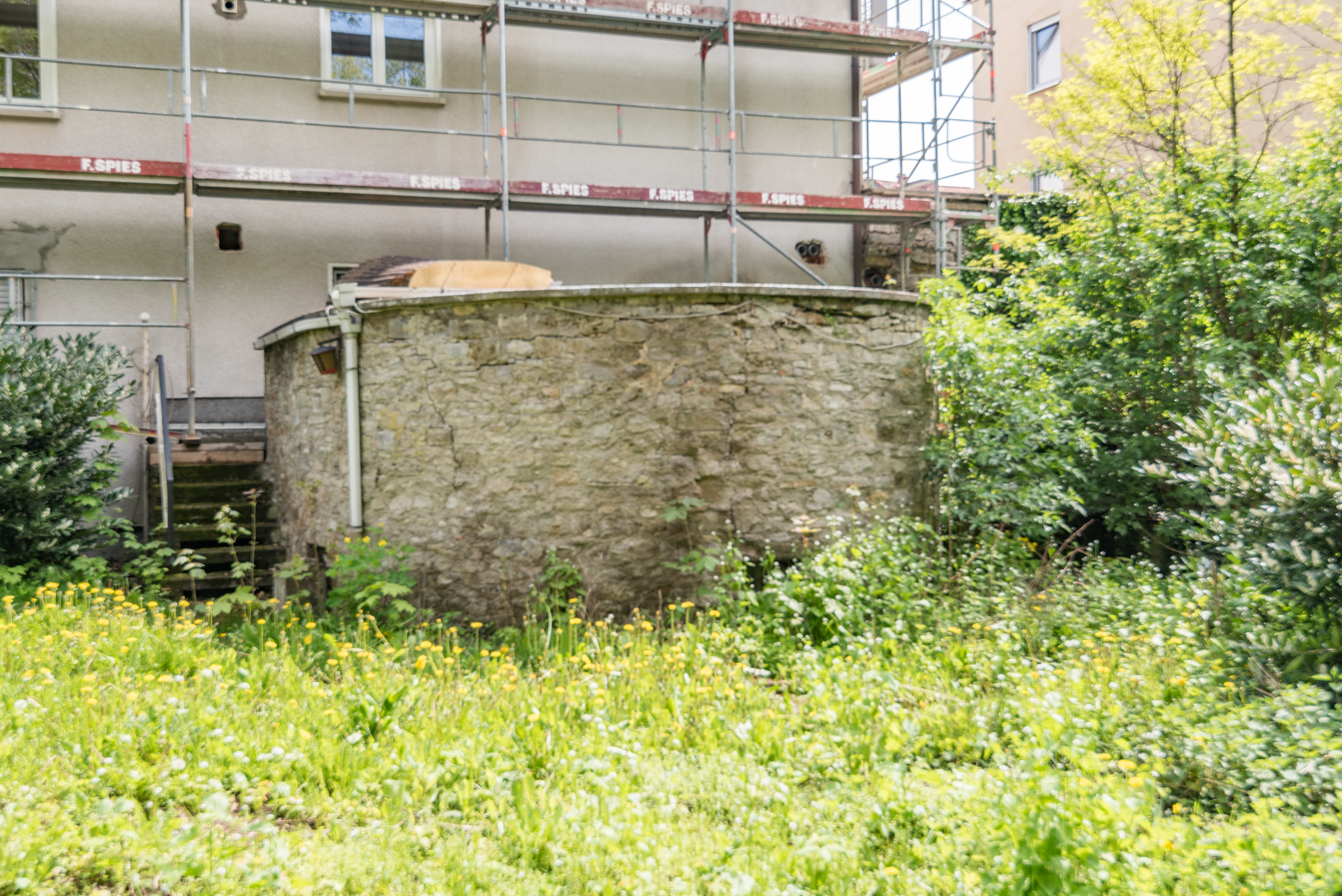
Halbschalenturmrest, Neue Gasse 61

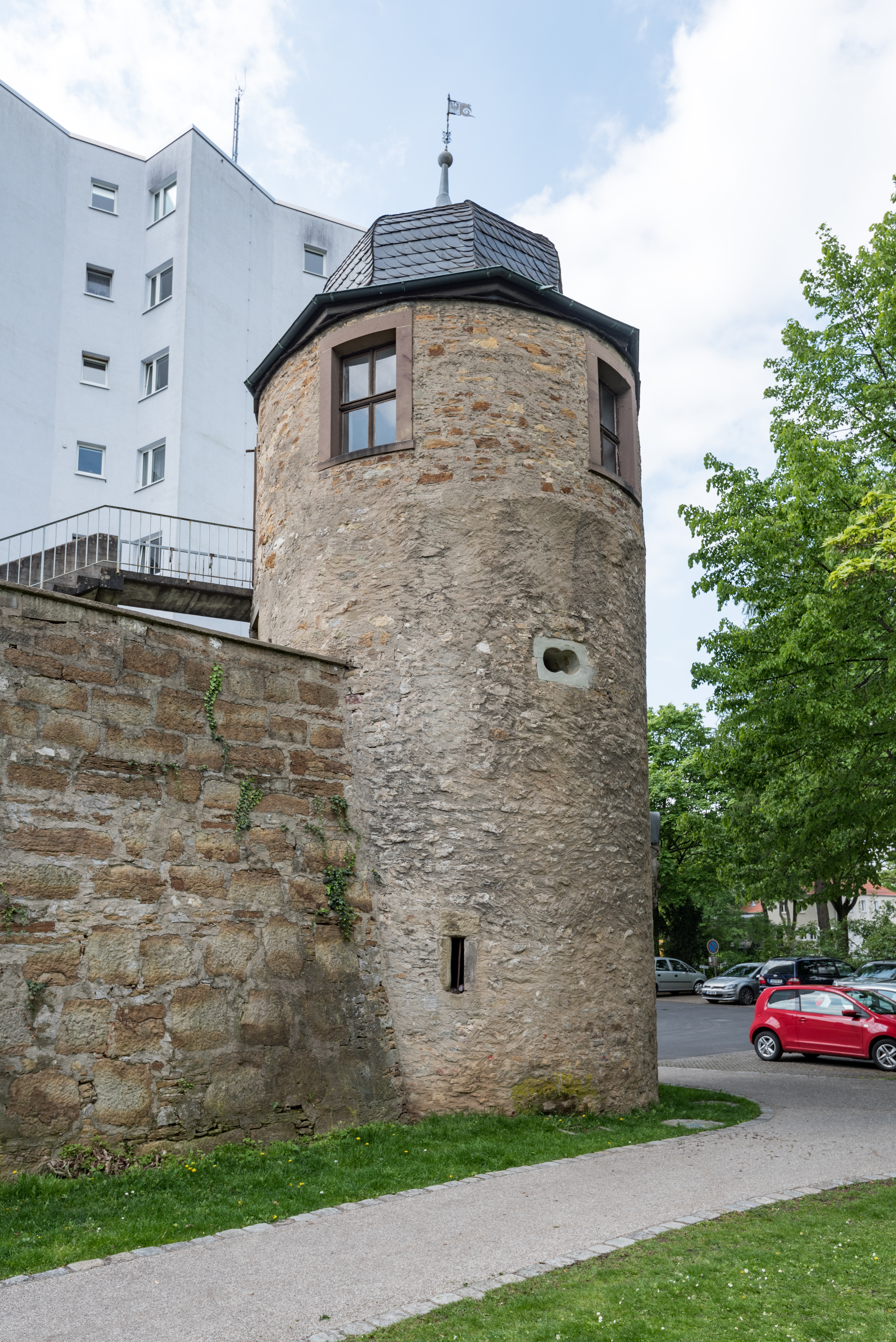
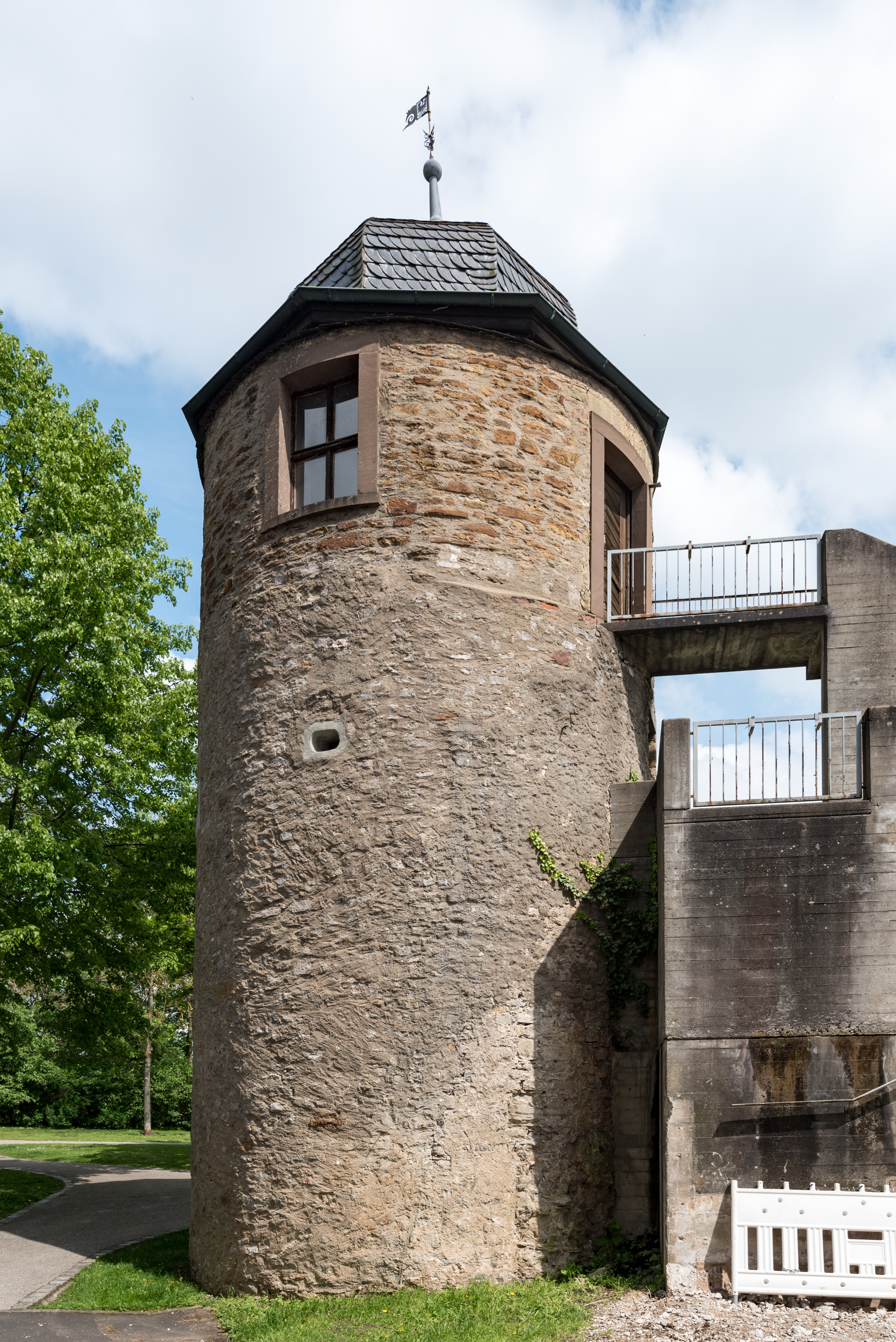
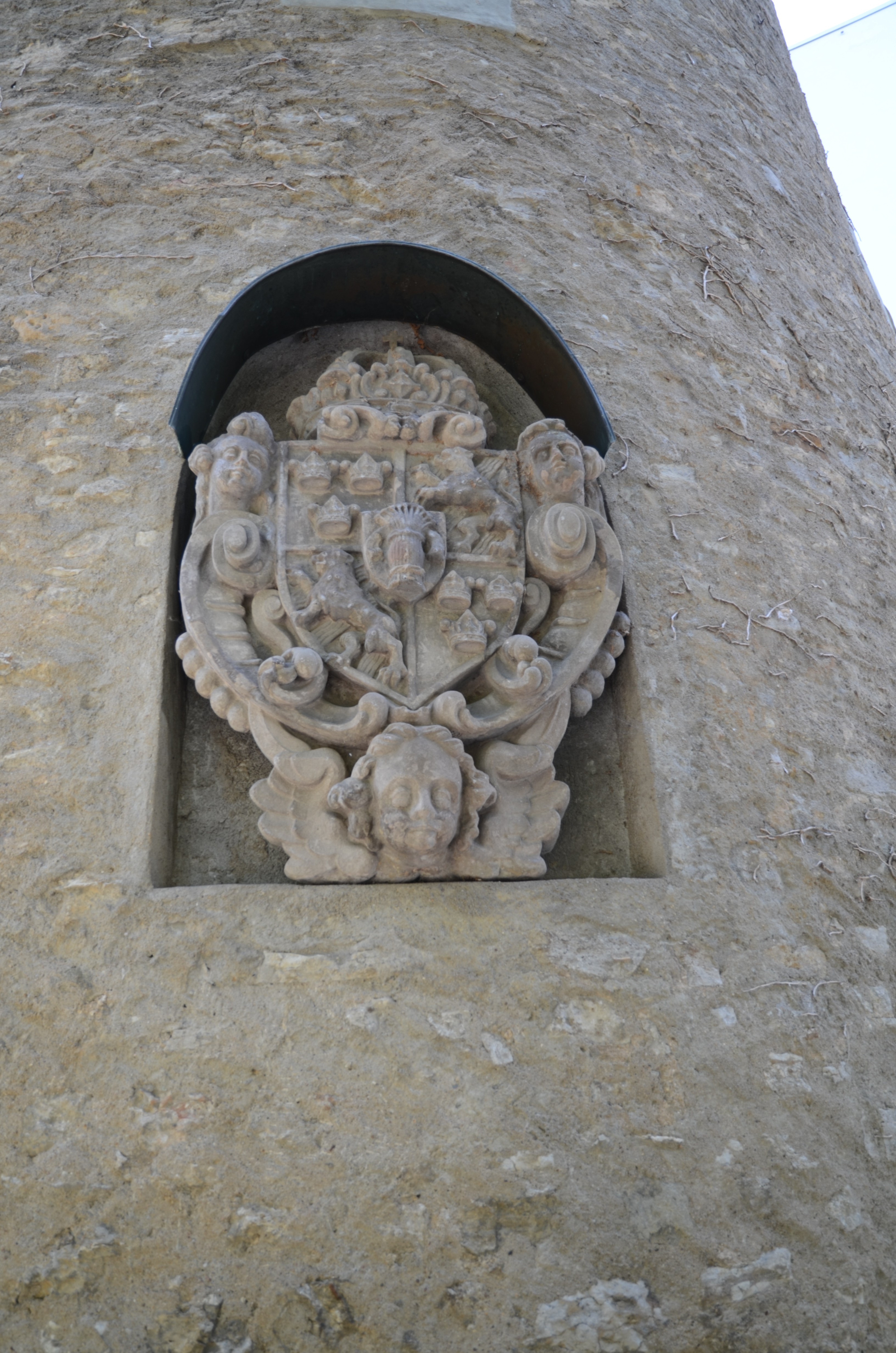

- nordöstlicher Mauerabschnitt mit sogenanntem Samtturm, Rundturm mit Glockendach, von 1561 (Lage)

- östlicher Mauerabschnitt mit Wall und Grabenanlagen (Lage) und zwei Türmen, um 1561–1564

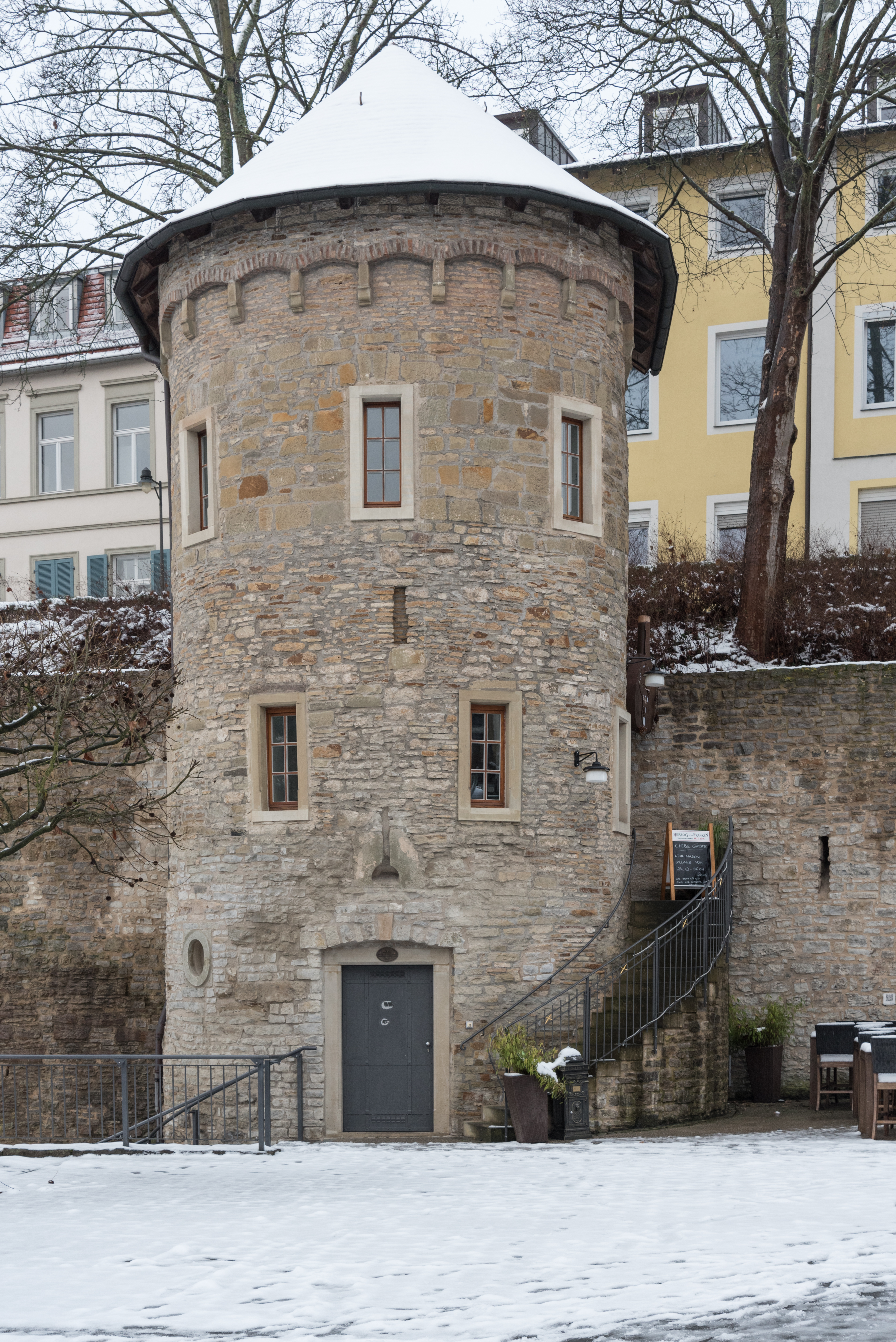
Nördlicher Pulverturm (Lage)
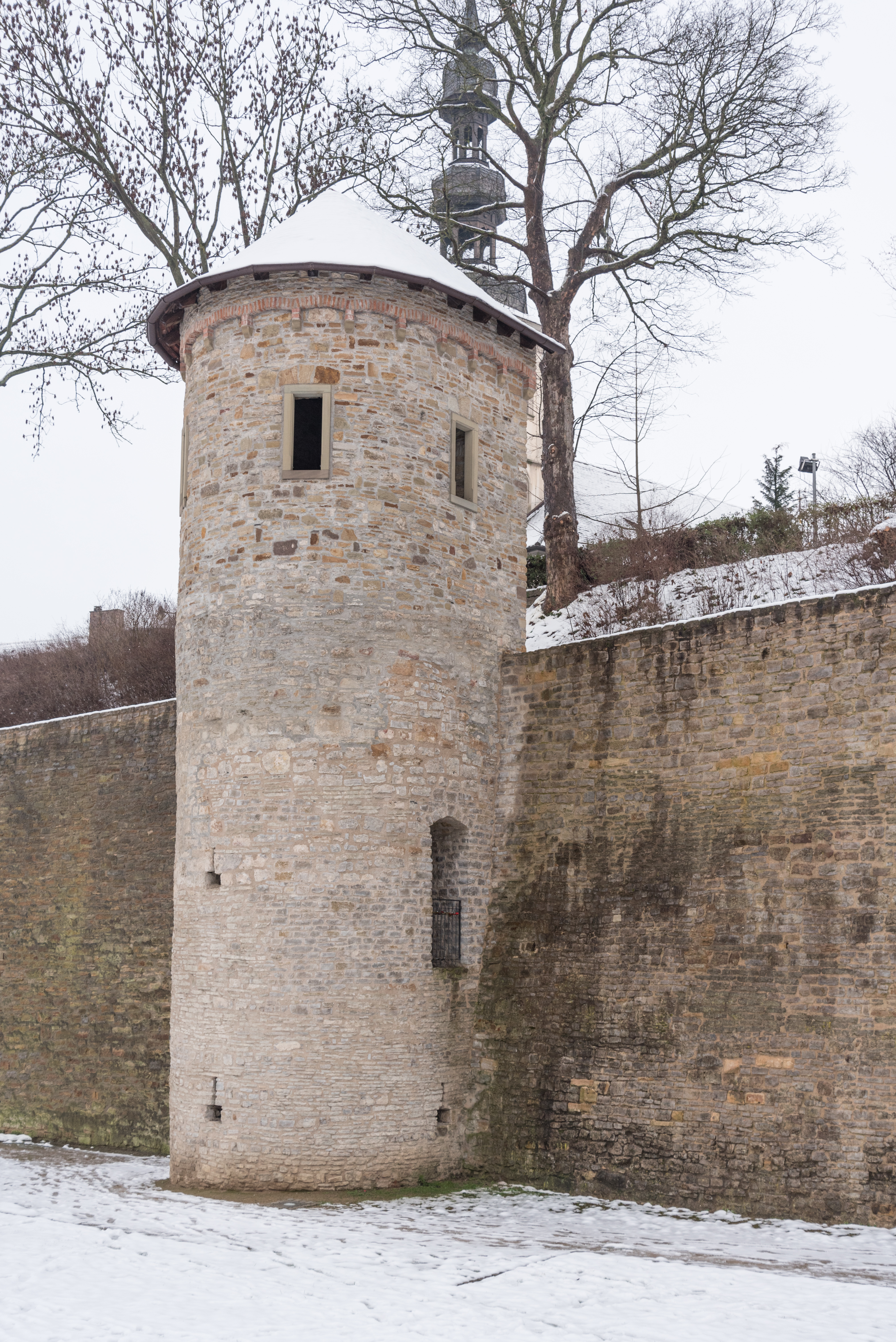
Südlicher Pulverturm (Lage)
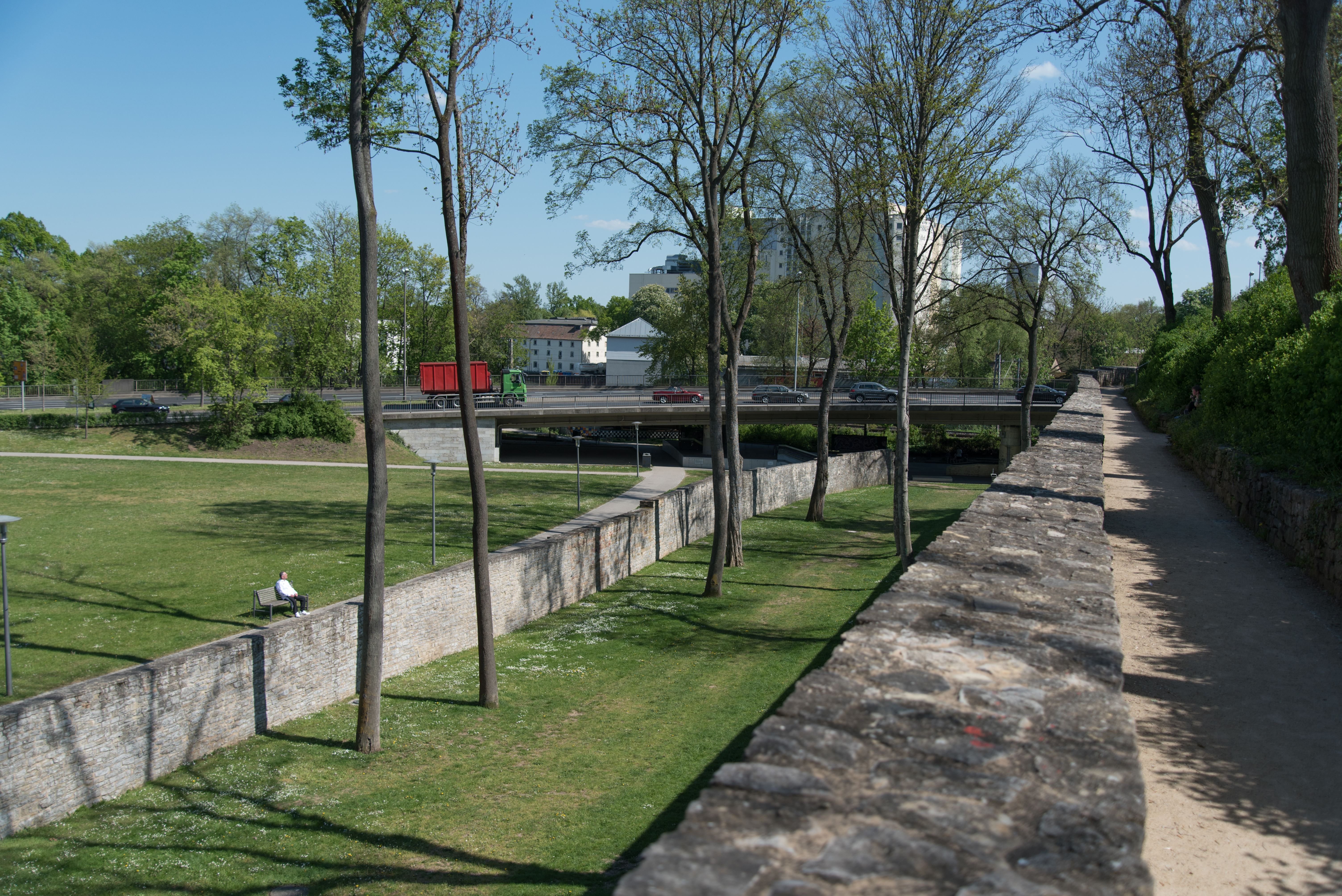
Zwinger
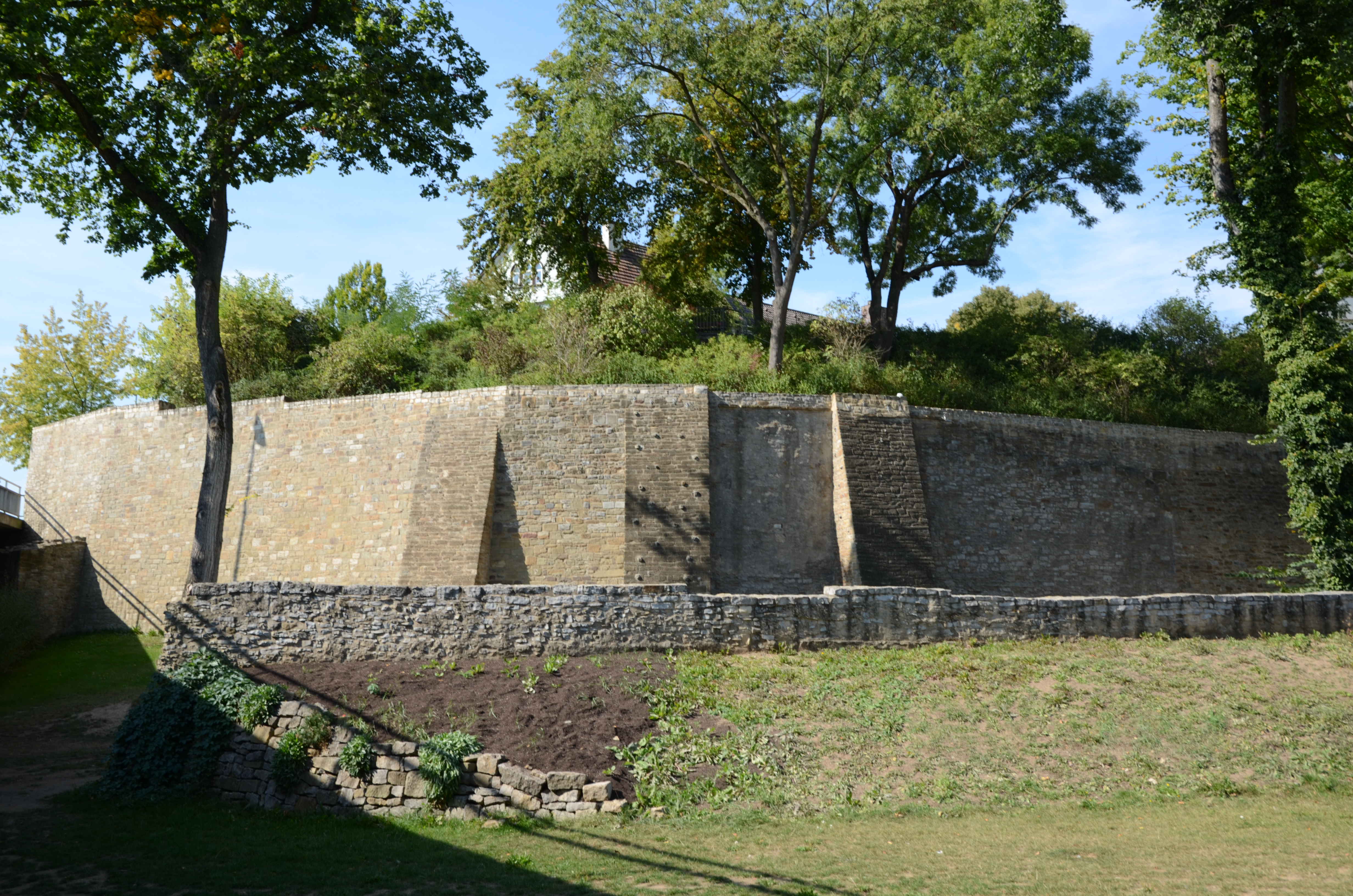
Südliches Ende vor dem Paul-Rummert-Ring

Die Schanzanlagen waren Bestandteil der Stadtbefestigung.

| Lage                                             | Objekt                    | Beschreibung                                                                                                 | Akten-Nr.      | Bild               |
| ------------------------------------------------ | ------------------------- | --- | -------------- | ------------------ |
| Gymnasiumstraße 7 (Standort)                     | Reste der Schanzen        | Abgetreppte Wall- und Grabenstrukturen in Form der ehemaligen Bastion, mit Resten der Bastionsmauer, 1647/48 | D-6-62-000-47  | Reste der Schanzen |
| Motherwell Park; Nähe Philosophengang (Standort) | Sogenannte Obertorschanze | Reste der einstigen Bastionsmauer mit Grabenanlagen, 1563/64 und 1647/48                                     | D-6-62-000-123 | weitere Bilder     |

## Baudenkmäler nach Ortsteilen

### Schweinfurt

#### A
| Lage                                                        | Objekt | Beschreibung | Akten-Nr.      | Bild           |
| ----------------------------------------------------------- | --- | --- | -------------- | -------------- |
| Albrecht-Dürer-Platz (Standort)                             | Sogenannter Vier-Röhren-Brunnen                                                                                       | Achteckiges Sandsteinbassin mit erneuerter Brunnensäule in Form eines Obelisken, sowie Ziergitter aus Eisen, im Kern von 1772 | D-6-62-000-6   | weitere Bilder |
| Alte Bahnhofstraße 4 (Standort)                             | Ehemaliges Nebengebäude des Stadtbahnhofs, westwärts langgestreckte Lagerhalle                                        | 1852 bis 1856 mit anschließendem, etwas niedrigerem Verbindungsbau zum zweigeschossigen Kopfbau (um 1930) | D-6-62-000-7   | weitere Bilder |
| Alte Bahnhofstraße 6 (Standort)                             | Ehemaliges Nebengebäude des Stadtbahnhofs, westlicher Schuppenbau                                                     | Hufeisenförmig flankierend | D-6-62-000-7   | weitere Bilder |
| Alte Bahnhofstraße 8 (Standort)                             | Ehemaliger Stadtbahnhof, westlicher Flügelbau                                                                         | 1852–56, von Gottfried von Neureuther, eingeschossig mit Satteldach, Rundbogenstil (Historismus) | D-6-62-000-7   | weitere Bilder |
| Alte Bahnhofstraße 10 (Standort)                            | Ehemaliger Stadtbahnhof, mittlerer Empfangsbau                                                                        | dreigeschossiger, erhöhter Sandsteinquaderbau mit Walmdach, 1852–56, von Gottfried von Neureuther, dreigeschossig, Rundbogenstil (Historismus) | D-6-62-000-7   | weitere Bilder |
| Alte Bahnhofstraße 12 (Standort)                            | Ehemaliger Stadtbahnhof, östlicher Flügelbau                                                                          | 1852–56, von Gottfried von Neureuther, eingeschossig mit Satteldach, Rundbogenstil (Historismus) | D-6-62-000-7   | weitere Bilder |
| Alte Bahnhofstraße 14 (Standort)                            | Ehemaliges Nebengebäude des Stadtbahnhofs, östlicher Schuppenbau                                                      | Hufeisenförmig flankierend mit zweigeschossigem Kopfbau mit Walmdach | D-6-62-000-7   | weitere Bilder |
| Alte Bahnhofstraße 27 (Standort)                            | Sogenannte Villa Wirsing, heute Arbeitsgericht                                                                        | Zweigeschossiger Walmdachbau mit Zwerchhaus und Zwerchhausrisaliten, in Formen des historisierenden Jugendstils, von Theodor Fischer, 1909 | D-6-62-000-8   | weitere Bilder |
| Alter Friedhof (Standort)                                   | Grabdenkmäler des ehemaligen Alten Friedhofs, dieser ab der zweiten Hälfte des 19. Jahrhunderts städtische Parkanlage | Epitaphien und Grabdenkmäler entlang der südlichen und westlichen Mauer aufgestellt, 16.–19. Jahrhundert | D-6-62-000-9   | weitere Bilder |
| Alter Friedhof (Standort)                                   | Reste des ehemaligen Kriegerdenkmals für die Gefallenen des Krieges von 1870/71                                       | Im Eingangsbereich der Parkanlage „Alter Friedhof“, zwei auf einer Mauer ruhende Löwen, Sandstein, von Ignatius Taschner, 1895 | D-6-62-000-140 | weitere Bilder |
| Altstadtstraße 7, 9 (Standort)                              | Doppelvilla, ehemals für Betriebsdirektoren der Fichtel & Sachs-Werke                                                 | Zweigeschossiger Mansardwalmdachbau mit hohem Kellergeschoss, Erkern, Altanen an den Eingängen und Terrasse auf den Garagen, mit Einfriedungsmauer, später barockisierender Historismus, 1925 von Vietze & Helfrich (Frankfurt)                                                                 | D-6-62-000-344 | weitere Bilder |
| Am Löhlein 2a (Standort)                                    | Villa | Erdgeschossiger, verputzter Massivbau mit Mansardwalmdach, Zwerchhäusern und halbrunden Wintergartenvorbau, in Formen reduziert barockisierenden Heimatstils, von Rudolf Metzger, mit Garten | D-6-62-000-1   | weitere Bilder |
| Am Löhlein 4 (Standort)                                     | Wohnhaus Dr. Graetz                                                                                                   | Zweigeschossiger, verputzter Walmdachbau, Roderich Fick, 1928/29 | D-6-62-000-12  | weitere Bilder |
| Am Löhlein 4 (Standort)                                     | Garage | Kleiner, verputzter Walmdachbau, bezeichnet „1933“ | D-6-62-000-12  | weitere Bilder |
| Am Unteren Marienbach 2 (Standort)                          | Villa | Zweigeschossiger, verputzter Walmdachbau mit Risalitgliederung, spätklassizistisch, um 1860/70 | D-6-62-000-15  | weitere Bilder |
| Am Unteren Wall 8, 10 (Standort)                            | Wohngebäude | Langgestreckter, verputzter Walm- bzw. Mansarddachbau mit überhöhtem Mittelrisalit mit Balkon, spätklassizistisch, um 1860/70; vgl. Ensemble Am Unteren Wall | D-6-62-000-17  | weitere Bilder |
| Am Zeughaus 2 (Standort)                                    | Ehemaliges Zeughaus                                                                                                   | Dreigeschossiger, verputzter Satteldachbau mit Schweifgiebeln, sowie polygonalem Treppenturm mit Pagodendach, erbaut 1589/91, bezeichnet „1590“ | D-6-62-000-18  | weitere Bilder |
| Am Zeughaus 8 (Standort)                                    | Türsturz und Fenstergewände                                                                                           | Sandstein, bezeichnet „1781“ | D-6-62-000-19  | weitere Bilder |
| Am Zollhof 1 (Standort)                                     | Ehemaliges Hauptzollamt                                                                                               | Zweigeschossiger Sandsteinquaderbau mit Walmdach, über hohem Sockel, von Gottfried von Neureuther, 1852–1856 | D-6-62-000-20  | weitere Bilder |
| An den Schanzen 1 (Standort)                                | Villa | Zweigeschossiger, verputzter Mansardwalmdachbau mit Lisenengliederung und Zwerchhaus, barockisierend, von R. Metzger, 1907, Dachausbau von Johann Fischer, 1925 | D-6-62-000-157 | weitere Bilder |
| Ander-Kupfer-Platz 2 (Standort)                             | Sachs-Sportanlagen | In einen Volkspark eingebettete Sportanlagen, Gesamtplanung von Paul Bonatz, Funktionsbauten von Kurt Dübbers, Bepflanzung von Alwin Seifert, einheitliche Anlage 1935–1936, nach dem Krieg weiter ausgebaut, parkähnliche Anlage mit Geländestufen und diversen Sportplätzen- und Übungswiesen | D-6-62-000-115 | weitere Bilder |
| Hainigweg 4 (Standort)                                      | Sachs-Sportanlagen, Tribüne                                                                                           | Zweigeschossiger Betonskelettbau mit Flachdach, Sockelgeschoss ziegelverkleidet, mit Hauptkampfbahn | D-6-62-000-115 | weitere Bilder |
| Ander-Kupfer-Platz 2 (Standort)                             | Sachs-Sportanlagen, Eingangspfeiler                                                                                   | Bronzeadler auf Pylon mit Reliefportrait des Stifters, von Ludwig Gries | D-6-62-000-115 | weitere Bilder |
| Ander-Kupfer-Platz 2 (Standort)                             | Sachs-Sportanlagen, Sportgaststätte                                                                                   | L-förmiger, eingeschossiger Ziegelbau mit Walmdächern | D-6-62-000-115 | weitere Bilder |
| Ander-Kupfer-Platz 2 (Standort)                             | Sachs-Sportanlagen, Kassenhäuschen                                                                                    | Eingeschossiger Ziegelbau mit Pfeilerstellungen und Satteldach | D-6-62-000-115 | weitere Bilder |
| Hainigweg 4 (Standort)                                      | Sachs-Sportanlagen, Tennishaus                                                                                        | Eingeschossiger Ziegelbau mit Satteldach | D-6-62-000-115 | weitere Bilder |
| Oberer Hainig (Standort)                                    | Sachs-Sportanlagen, Umkleidehaus                                                                                      | Zweigeschossiger Ziegelbau mit Walmdach | D-6-62-000-115 | weitere Bilder |
| Ander-Kupfer-Platz 2, Hainigweg 4, Oberer Hainig (Standort) | Sachs-Sportanlagen, Wirtschaftsgebäude                                                                                | Eingeschossiger Ziegelbau mit Walmdach | D-6-62-000-115 | weitere Bilder |
| An der Peterstirn 4 (Standort)                              | Ehemaliges Weinberghaus, sogenannte Peterstirn                                                                        | Burgähnliches Gebäude mit zinnenbekröntem, zweigeschossigem Karlsturm, sowie mit Freisitz und nördlichem Treppenturm, 1873/74; Ausstattung in Form der Turmzimmerausmalung, von Hans Thoma und Johann Ernst Sattler                                                                             | D-6-62-000-22  | weitere Bilder |
| An der Peterstirn 4 (Standort)                              | Burgtor | mit anschließender Mauer, bezeichnet „1874“ | D-6-62-000-22  | weitere Bilder |
| Anton-Niedermeier-Platz 1 (Standort)                        | Katholische Pfarrkirche zum Heiligen Geist                                                                            | Dreischiffige Basilika mit Vierungsturm, neuromanisch, von Anton Leipold, 1897–1902, mit mächtigem Fassadenturm mit Pyramidendach, von Jakob Angermeier, 1911; mit Ausstattung | D-6-62-000-24  | weitere Bilder |
| Anton-Niedermeier-Platz 5 (Standort)                        | Ehemaliges Wirtschaftsgebäude des abgegangenen Hospitals Heilig Geist                                                 | Dieses seit 1364 urkundlich belegt, 1554 zerstört und bis 1612 wiederaufgebaut, zweigeschossiger, verputzter Satteldachbau, Obergeschoss vorkragend, im Kern spätgotisch | D-6-62-000-25  | weitere Bilder |
| Apostelgasse 21 (Standort)                                  | Wohngebäude, sogenanntes Apostelhaus                                                                                  | Dreigeschossiger, teilweise verputzter Fachwerkbau in Ecklage mit Mansardgiebeldach und figural geschnitzten Ständern, Hoftor bezeichnet „1617“, Aufstockung um 1913 | D-6-62-000-27  | weitere Bilder |
| Arnsbergstraße 1a (Standort)                                | Gutsanlage Deutschhof, Torbogen                                                                                       | Mit Inschriftstein des 16./17. Jahrhunderts | D-6-62-000-28  | weitere Bilder |
| Arnsbergstraße 1d-e (Standort)                              | Gutsanlage Deutschhof, ehemaliges Herrenhaus                                                                          | Zweigeschossiger, verputzter Walmdachbau mit geohrten Fensterrahmungen, bezeichnet „1706“ | D-6-62-000-28  | weitere Bilder |
| Arnsbergstraße 1a–c (Standort)                              | Gutsanlage Deutschhof, Ehemaliges Gesindehaus                                                                         | Zweigeschossiger, verputzter Satteldachbau, stark überformt, im Kern 18./19. Jahrhundert | D-6-62-000-28  | weitere Bilder |
| Arnsbergstraße 1f (Standort)                                | Gutsanlage Deutschhof, Ehemalige Scheune                                                                              | Bruchsteinmauerwerksbau mit Satteldach und Treppengiebel, bezeichnet „1865“ | D-6-62-000-28  | weitere Bilder |
| Arnsbergstraße 3e-i (Standort)                              | Gutsanlage Deutschhof, Stall                                                                                          | Mit Satteldach, 2. Hälfte 19. Jahrhundert | D-6-62-000-28  | weitere Bilder |

#### B
| Lage                                    | Objekt | Beschreibung | Akten-Nr.      | Bild           |
| --------------------------------------- | --- | --- | -------------- | -------------- |
| Bahnlinie Bamberg-Rottendorf (Standort) | Eisenbahnbrücke der Ludwigs-Westbahn                                                                         | Einjochige Bogenbrücke aus Sandsteinquadern, 1851 | D-6-62-000-343 | weitere Bilder |
| Bauerngasse 107 (Standort)              | Wohngebäude                                                                                                  | Zweigeschossiger, verputzter Satteldachbau, im Kern 17. Jahrhundert, bezeichnet „1621“, klassizistisch überformt, Anfang 19. Jahrhundert | D-6-62-000-33  | weitere Bilder |
| Bergstraße 8 (Standort)                 | Villa | Zweigeschossiger Ziegelbau mit Sattel- bzw. Walmdach, mit geschweiftem Giebel, Erkern, Turm und Sandsteingliederung, historistisch, von Bruno Specht (Nienburg) für den Farbfabrikanten Carl Friedrich Gademann, 1896                          | D-6-62-000-183 | weitere Bilder |
| Bergstraße 8 (Standort)                 | Nebengebäude                                                                                                 | | D-6-62-000-183 | weitere Bilder |
| Bergstraße 8 (Standort)                 | Gartenterrassen                                                                                              | mit Treppenläufen | D-6-62-000-183 | BW             |
| Bergstraße 8 (Standort)                 | Einfriedung                                                                                                  | Mit Portal | D-6-62-000-183 | weitere Bilder |
| Bergstraße 10 (Standort)                | Gartenhaus                                                                                                   | Eingeschossiger teilunterkellerter Satteldachbau, 1890 | D-6-62-000-183 | BW             |
| Berliner Platz 7 (Standort)             | Wasserturm                                                                                                   | Massivbau mit auskragendem Obergeschoss mit vier runden, kleinen Eckerkern und Pyramidendach mit Laternenaufsatz, 1911 | D-6-62-000-34  | weitere Bilder |
| Brombergstraße 73 (Standort)            | Evangelisch-lutherische Auferstehungskirche                                                                  | Zentralbau aus sich kreuzenden Schiffen über griechischem Kreuz und oktogonale Pyramide, Sichtziegelbau mit Betonfachwerk, im Sockelgeschoss mit Gemeindehaus, Freitreppen auf drei Seiten, von Olaf Andreas Gulbransson, 1958/59 Außenanlagen | D-6-62-000-2   | weitere Bilder |
| Brombergstraße 73 (Standort)            | Campanile | schlichter Sichtziegelbau über quadratischem Grundriss, 1962 | D-6-62-000-2   | weitere Bilder |
| Brombergstraße 73 (Standort)            | Kindergarten mit Mesnerhaus                                                                                  | L-förmiger, eingeschossiger Sichtziegelbau mit Flachdach | D-6-62-000-2   | weitere Bilder |
| Brombergstraße 73 (Standort)            | Pfarrhaus | Zweigeschossiger Sichtziegelbau mit Flachdach Campanile, schlichter Sichtziegelbau über quadratischem Grundriss, 1962 | D-6-62-000-2   | weitere Bilder |
| Brückenstraße 2 (Standort)              | Ehemaliges Bürgerhaus                                                                                        | Dreigeschossiger, verputzter Mansarddachbau mit Zwerchhaus und geohrten Fensterrahmungen, um 1800 | D-6-62-000-35  | weitere Bilder |
| Brückenstraße 4 (Standort)              | Ehemaliges Bürgerhaus                                                                                        | Dreigeschossiger, verputzter Mansarddachbau, erstes Viertel 19. Jahrhundert, Ladeneinbau im Erdgeschoss, spätes 19. Jahrhundert | D-6-62-000-36  | weitere Bilder |
| Brückenstraße 6 (Standort)              | Ehemaliges Bürgerhaus                                                                                        | Dreigeschossiger, verputzter Satteldachbau, Erdgeschoss bereits stark überformt, 18./19. Jahrhundert | D-6-62-000-37  | weitere Bilder |
| Brückenstraße 8 (Standort)              | Bürgerhaus                                                                                                   | Dreieinhalbgeschossiger, verputzter Satteldachbau, Erdgeschoss bereits stark überformt, erstes Viertel 19. Jahrhundert | D-6-62-000-38  | weitere Bilder |
| Brückenstraße 10 (Standort)             | Ehemaliges Bürgerhaus                                                                                        | Dreigeschossiger, verputzter Mansarddachbau, Mitte 18. Jahrhundert | D-6-62-000-39  | weitere Bilder |
| Brückenstraße 39 (Standort)             | Ehemaliges Vereinslokal der Harmonie-Gesellschaft, dann Restaurant (1872–1913), heute Naturkundliches Museum | Dreigeschossiger Sandsteinquaderbau mit Walmdach, klassizistisch, 1833–1835, anlässlich des Maxbrückenneubaus Westseite um 5 m verkürzt, 1959                                                                                                  | D-6-62-000-41  | weitere Bilder |
| Brückenstraße 39 (Standort)             | Gartenhaus                                                                                                   | Sandsteinuntergeschoss mit Pfeilergliederung und Fachwerkobergeschoss, historistisch, um 1870 | D-6-62-000-41  | weitere Bilder |
| Burggasse 5 (Standort)                  | Türblatt | Vierfeldriges Türblatt mit geschnitzten Rautengittern und Rocaillen, zweite Hälfte 18. Jahrhundert | D-6-62-000-42  | weitere Bilder |
| Burggasse 15 (Standort)                 | Ehemaliges Gasthaus Grüner Baum, jetzt Wohngebäude                                                           | Zweigeschossiger, verputzter Mansarddachbau, klassizistisch, Anfang 19. Jahrhundert | D-6-62-000-44  | weitere Bilder |
| Burggasse 17 (Standort)                 | Ehemaliges Bürgerhaus                                                                                        | Zweigeschossiger, verputzter Satteldachbau, mit Fachwerkobergeschoss, im Kern um 1600, mit südwestlichen, zweigeschossigen Anbauten, Obergeschoss verputztes Fachwerk, wohl erstes Viertel 19. Jahrhundert                                     | D-6-62-000-158 | weitere Bilder |

#### C
| Lage                          | Objekt    | Beschreibung | Akten-Nr.      | Bild           |
| ----------------------------- | --------- | --- | -------------- | -------------- |
| Carl-Orff-Straße 2 (Standort) | Sparkasse | Eingeschossiger Betonbau mit Flachdach, von Pohl und Blenk Architekten, Fassadengestaltung mit abstrakten Reliefs von Gustl G. Kirchner und Betonglasfenstern von Heinz Altschäffel, bez. 1972 | D-6-62-000-260 | weitere Bilder |
| Cramerstraße 16 (Standort)    | Mietshaus | Dreigeschossiger, verputzter Mansarddachbau mit gotisierenden Fenstergewänden, Erker und Tordurchfahrt, historistisch, von Friedrich Gottschalk, 1902; vgl. auch Luitpoldstraße 21             | D-6-62-000-195 | weitere Bilder |

#### D
| Lage                              | Objekt                     | Beschreibung                                                                                       | Akten-Nr.      | Bild           |
| --------------------------------- | -------------------------- | -------------------------------------------------------------------------------------------------- | -------------- | -------------- |
| Deutschhöfer Straße 43 (Standort) | Ehemalige Fabrikantenvilla | Erdgeschossiger, verputzter Massivbau mit Mansardhalbwalmdach, Heimatstil, von Franz Lehmann, 1913 | D-6-62-000-184 | weitere Bilder |

#### E
| Lage                           | Objekt                           | Beschreibung | Akten-Nr.      | Bild           |
| ------------------------------ | -------------------------------- | --- | -------------- | -------------- |
| Euerbacher Straße 2 (Standort) | Wohngebäude, sogenannte Bellevue | Zweigeschossiger Hausteinmauerwerksbau mit Walmdach, Mittelrisalit und Rundbogenfenstern, 1790                                                      | D-6-62-000-46  | weitere Bilder |
| Europa-Allee (Standort)        | Ehemaliges Werkstor 4            | Vom ehemaligen SKF-Hochbau in der Schrammstraße 1 transloziert, rundbogiges Portal, mit allegorischen Putten, in Formen des Jugendstils, um 1905/10 | D-6-62-000-171 | weitere Bilder |

#### F
| Lage                                            | Objekt                                            | Beschreibung | Akten-Nr.     | Bild           |
| ----------------------------------------------- | ------------------------------------------------- | --- | ------------- | -------------- |
| Fischerrain 32, 34 (Standort)                   | Wohngebäude                                       | Zweigeschossiger, verputzter Mansardwalmdachbau in Ecklage mit nördlich anschließendem zweigeschossigem Mansardgiebeldachbau, erstes Viertel 19. Jahrhundert; vgl. Ensemble Ehemalige Fischersiedlung | D-6-62-000-48 | weitere Bilder |
| Fischerrain 54 (Standort)                       | Ehemaliges Haus der Fischerzunft                  | Zweigeschossiger, verputzter Satteldachbau, mit Inschriftentafel, bezeichnet „1816“; vgl. Ensemble Ehemalige Fischersiedlung | D-6-62-000-49 | weitere Bilder |
| Frauengasse 1 (Standort)                        | Evangelisch-lutherische Pfarrkirche St. Salvator  | Saalbau mit eingezogenem Chor und Chorturm mit Welscher Haube und Doppellaterne, Chor im Kern von 1412, nach dem großen Stadtbrand 1560/61 wiederhergestellt, Langhaus 1717–1719 erneuert, nach schweren Kriegsschäden Wiederaufbau nach Plänen von Olaf Andreas Gulbransson, 1945–1953, Rekonstruktion des Turmhelms, 1953–1956; mit Ausstattung | D-6-62-000-51 | weitere Bilder |
| Frauengasse 4 (Standort)                        | Ehemaliges Pfarrhaus, heute Pfarramt St. Salvator | Zweigeschossiger, verputzter Mansardgiebeldachbau, erbaut 1719/20, 1990 entkernt | D-6-62-000-52 | weitere Bilder |
| Friedenstraße 23 (Standort)                     | Gustav-Adolf-Kirche, evangelische Pfarrkirche     | Schlichter Saalbau mit Walmdach, von Otto Schulz, 1929, mit nördlichem Chorturm mit Zwiebelhaube, 1934 Östlich anschließendes Gemeindezentrum, nach Kriegsschäden Wiederherstellung, 1945–1948, Neubau des östlich anschließenden Gemeindezentrums, von Franz Gröger, 1955                                                                        | D-6-62-000-91 | weitere Bilder |
| Am Friedhof 17 (Standort)                       | Hauptfriedhof                                     | Parkähnliche Anlage mit Grabmälern des 19./20. Jahrhunderts, angelegt 1874 | D-6-62-000-11 | weitere Bilder |
| Nähe Friedhofstraße; Nähe Auenstraße (Standort) | Hauptfriedhof: Jüdisches Gräberfeld               | mit Grabdenkmälern des 19./20. Jahrhunderts | D-6-62-000-11 | weitere Bilder |
| Nähe Auenstraße (Standort)                      | Hauptfriedhof: Sachs-Grabmal                      | mit Bronzeskulptur des Auferstandenen, von Finsterwalder, 1937 | D-6-62-000-11 | weitere Bilder |
| Nähe Friedhofstraße; Nähe Auenstraße (Standort) | Hauptfriedhof: Friedhofskreuz                     | Kruzifix auf gemauertem Postament, Corpus und Kreuzstamm Kupferblech/Bronze, von Friedrich Heuler, 1937 | D-6-62-000-11 | weitere Bilder |
| Am Friedhof 17 (Standort)                       | Hauptfriedhof: Epitaphe                           | in der Vorhalle des modernen Friedhofsverwaltungsgebäudes aufgestellt, 17.–18. Jahrhundert | D-6-62-000-11 | weitere Bilder |

#### G
| Lage                                                                                                | Objekt                                                          | Beschreibung | Akten-Nr.      | Bild           |
| --------------------------------------------------------------------------------------------------- | --------------------------------------------------------------- | --- | -------------- | -------------- |
| Georg-Wichtermann-Platz 13 (Standort)                                                               | Ehemaliges Bürgerhaus                                           | Dreigeschossiger, verputzter Satteldachbau mit klassizisierender Fassade, Erdgeschoss stark verändert, 18.–19. Jahrhundert | D-6-62-000-125 | weitere Bilder |
| Georg-Wichtermann-Platz 15 (Standort)                                                               | Ehemaliges Bürgerhaus                                           | Zweigeschossiger, verputzter Satteldachbau in Ecklage mit westlichen Mansarddachanbauten, Erdgeschoss stark überformt, 18.–19. Jahrhundert | D-6-62-000-126 | weitere Bilder |
| Gunnar-Wester-Straße 8 (Standort)                                                                   | Portal, transloziertes Werkstor 2 des ehemaligen SKF-Hochbauses | Rundbogentor mit allegorischen Putten, Jugendstil, um 1905/10; vgl. auch Werkstor 4 in der Europa-Allee | D-6-62-000-162 | weitere Bilder |
| Gunnar-Wester-Straße 9 (Standort)                                                                   | Ehemalige Oberrealschule                                        | Dreigeschossiger, verputzter Walmdachbau, mit Ecklisenen und Rundbogenfenstern, Erdgeschoss sandsteinquaderverkleidet, 1855 von Jakob Graff, Rundbogenstil (Historismus)                                                                                                 | D-6-62-000-143 | weitere Bilder |
| Gunnar-Wester-Straße 11 (Standort)                                                                  | Villa                                                           | Zweigeschossiger Sandsteinquaderbau mit Walmdach, Lisenengliederung sowie Veranda und Altane, klassizisierend, von Ferdinand Weiß, 1893/94 Garteneinfriedung | D-6-62-000-190 | weitere Bilder |
| Gutermann-Promenade 1 (Standort)                                                                    | Ehemalige Spinnmühlengebäude                                    | Langgestreckter, zweigeschossiger Bruchsteinmauerwerksbau mit zwei Sockelgeschossen, sowie Satteldach und Treppengiebel, erste Hälfte 19. Jahrhundert | D-6-62-000-40  | weitere Bilder |
| Gutermann-Promenade 11, am Grundablass zwischen Maininsel und Böckleinsinsel zum Saumain (Standort) | Walzenwehr                                                      | Prototyp des ersten Walzenwehres der Welt, von M.A.N, 1902 | D-6-62-000-164 | weitere Bilder |
| Gutermann-Promenade 11 (Standort)                                                                   | Fahrbarer Greiferdrehkran mit Elektrobetrieb                    | Der Firma Noell (Würzburg), 1926 | D-6-62-000-156 | weitere Bilder |
| Gymnasiumstraße 9, 11 (Standort)                                                                    | Doppelwohnhaus                                                  | Zweigeschossiger Mansardwalmdachbau mit Hausteinsockel und geschweiften Zwerchhausrisaliten, in Formen der Neorenaissance, um 1880 | D-6-62-000-61  | weitere Bilder |
| Gymnasiumstraße 13 (Standort)                                                                       | Villa                                                           | Zweigeschossiger, verputzter Walmdachbau mit Risaliten, Zwerchhäusern und Zierfenstergiebeln, in Formen der Neonrenaissance, bezeichnet „1879“ | D-6-62-000-62  | weitere Bilder |
| Gymnasiumstraße 15 (Standort)                                                                       | Humanistisches Gymnasium                                        | Ehemalige U-förmige Anlage, dreigeschossige, verputzte Walmdachbauten, Seitenflügel mit Eckrisaliten, in Formen der Neorenaissance, 1881, im Norden modern geschlossen Nebengebäude, kleiner Hausteinmauerwerksbau mit Walmdach Reste der Einfriedung, Hausteinmauerwerk | D-6-62-000-63  | weitere Bilder |

#### H
| Lage                                | Objekt                     | Beschreibung | Akten-Nr.                | Bild           |
| ----------------------------------- | -------------------------- | --- | ------------------------ | -------------- |
| Hauptbahnhofstraße 1 (Standort)     | Ehemaliges Bahnbetriebsamt | Dreiteilige Gebäudegruppe mit zweigeschossigem, verputztem Mittelbau mit Satteldach flankiert von zwei erhöhten, dreigeschossigen Pavillonanbauten mit Walmdächern, 1876/77 | D-6-62-000-64            | weitere Bilder |
| Hellersgasse 5 (Standort)           | Torbogen                   | Rest des ehemaligen Renaissancehauses, reich profiliertes Rundbogengewände mit Löwenköpfen und Arabesken, bezeichnet „1612“                                                 | D-6-62-000-76            | weitere Bilder |
| Höllental 28 (Standort)             | Gasthaus                   | Zweigeschossiger, verputzter Massivbau mit Mansardwalmdach, Ecklisenen und Gurtgesims, bez. 1927                                                                            | D-6-62-000-348           | weitere Bilder |
| An der Peterstirn 11, 13 (Standort) | Bierlagerkeller            | Verzweigte Anlage tonnengewölbter Kellerräume mit angeschlossenem Stollen, um 1865                                                                                          | D-6-62-000-348 zugehörig | BW             |

#### I
| Lage                    | Objekt                  | Beschreibung | Akten-Nr.      | Bild           |
| ----------------------- | ----------------------- | --- | -------------- | -------------- |
| Im II. Wehr (Standort)  | Einmannbunker           | zylindrischer Korpus mit Sehschlitzen und aufgeschraubtem Kegeldach, aus stahlbewehrten Betonfertigteilen der Bauart Dywidag, um 1941 aufgestellt. | D-6-62-000-351 | weitere Bilder |
| Im I. Wehr 1 (Standort) | Sogenanntes Grünes Haus | Bürogebäude der ehemaligen Farbenfabrik Gademann & Co, zweigeschossiger Mansardhalbwalmdachbau, 1922                                               | D-6-62-000-188 | weitere Bilder |

#### J
| Lage                       | Objekt                | Beschreibung | Akten-Nr.     | Bild           |
| -------------------------- | --------------------- | --- | ------------- | -------------- |
| Johannisgasse 9 (Standort) | Ehemaliges Bürgerhaus | Zweigeschossiger, verputzter Mansardwalmdachbau in Ecklage, Erdgeschoss stark überformt, klassizistisch, erste Hälfte 19. Jahrhundert, mit älterem Kern                  | D-6-62-000-78 | weitere Bilder |
| Judengasse 12 (Standort)   | Wohngebäude           | Zweigeschossiger, verputzter Mansarddachbau mit Tordurchfahrt, im Kern 16. Jahrhundert, spätere Überformungen 17.–19. Jahrhundert, Torbogen bezeichnet „1564“ und „1606“ | D-6-62-000-79 | weitere Bilder |

#### K
| Lage                                                 | Objekt                  | Beschreibung | Akten-Nr.      | Bild           |
| ---------------------------------------------------- | ----------------------- | --- | -------------- | -------------- |
| Keßlergasse 5 (Standort)                             | Wohngebäude             | Dreigeschossiger, verputzter Satteldachbau mit Fachwerkobergeschossen, zweite Hälfte 18. Jahrhundert, im Kern wohl noch spätmittelalterlich                                                                               | D-6-62-000-189 | weitere Bilder |
| Keßlergasse 9, 11 (Standort)                         | Wohn- und Geschäftshaus | Ehem. zwei zweigeschossige unterkellerte und traufständige Satteldachbauten, 17./18. Jh., unter Anheben der südlichen Dachhälfte im 19. Jh. vereinigt; Erdgeschosse massiv, Obergeschosse Fachwerk; Erdgeschosse entkernt | D-6-62-000-245 | BW             |
| Keßlergasse 22 (Standort)                            | Wohngebäude             | Dreigeschossiger, verputzter Walmdachbau mit Fachwerkobergeschossen und geohrten Fensterrahmungen, 18. Jahrhundert, Aufstockung 1872, über spätmittelalterlichem Kern                                                     | D-6-62-000-192 | weitere Bilder |
| Kiliansberg 2 (Standort)                             | Villa                   | Zweigeschossiger Massivbau mit abgetrepptem Walmdach und Sockelgeschoss sowie Mittelrisalit mit Zinnenbekrönung, spätklassizistisch mit gotisierenden Elementen, 1875                                                     | D-6-62-000-186 | weitere Bilder |
| Klingenbrunnstraße 24 (Standort)                     | Brauhaus Schweinfurt    | Fünfteilige Anlage mit achteckigem turmartigen Mittelbau, 1912 über Kellern von 1870 | D-6-62-000-262 | weitere Bilder |
| Klingenbrunnstraße, Klingenbrunnstraße 37 (Standort) | Klingenbrunnen          | Brunnenhäuschen, kleiner Massivbau mit Walmdach und Vorhalle, darunter Brunnenbecken, Anfang 20. Jahrhundert | D-6-62-000-80  | weitere Bilder |
| Kornmarkt 4 (Standort)                               | Ehemaliges Bürgerhaus   | Vorderhaus als zweigeschossiger, verputzter Satteldachbau, im Kern um 1700, Überformung, bezeichnet „1862“, hofseitig mit Freipfeiler und Obergeschosslauben, um 1700                                                     | D-6-62-000-81  | weitere Bilder |
| Kornmarkt 4 (Standort)                               | südliches Rückgebäude   | zweigeschossiger Pultdachbau mit Hofeinfahrt und Fachwerkobergeschoss, um 1700 | D-6-62-000-81  | BW             |
| Kornmarkt 4 (Standort)                               | nördliches Rückgebäude  | zweigeschossiger Pultdachbau mit Fachwerkobergeschoss, verputzt, 3. Viertel 19. Jh. | D-6-62-000-81  | BW             |
| Kornmarkt 17, Neue Gasse 61 (Standort)               | Stadtvilla              | Zweigeschossiger, verputzter Mansardwalmdachbau mit Zwerchhaus, vor 1873 an das Obertor angebaut, barockisierend, von Carl Sattler, 1911                                                                                  | D-6-62-000-83  | weitere Bilder |
| Kornmarkt 17, Neue Gasse 61 (Standort)               | Einfriedung             | Sandsteinquader | D-6-62-000-83  | weitere Bilder |
| Krumme Gasse 14 (Standort)                           | Ehemaliges Bürgerhaus   | Zweigeschossiger Mansarddachbau mit klassizistischer Stuckfassade und Tordurchfahrt, erste Hälfte 19. Jahrhundert; vgl. Ensemble Krumme Gasse                                                                             | D-6-62-000-84  | weitere Bilder |
| Krumme Gasse 20 (Standort)                           | Ehemaliges Bürgerhaus   | Zweigeschossiger, verputzter Mansarddachbau, klassizistisch, bezeichnet „1822“ | D-6-62-000-85  | weitere Bilder |
| Krumme Gasse 22 (Standort)                           | Wohngebäude             | Dreigeschossiger, verputzter Satteldachbau, erstes Viertel 19. Jahrhundert; vgl. Ensemble Krumme Gasse | D-6-62-000-86  | weitere Bilder |

#### L
| Lage                            | Objekt                                      | Beschreibung | Akten-Nr.      | Bild           |
| ------------------------------- | ------------------------------------------- | --- | -------------- | -------------- |
| Lange Zehntstraße 6 (Standort)  | Wohngebäude                                 | Dreigeschossiger, verputzter Satteldachbau mit Hoflaube, 17./18. Jahrhundert mit spätmittelalterlichem Kern, Fassade und Dachausbau 19. Jahrhundert | D-6-62-000-193 | weitere Bilder |
| Lange Zehntstraße 15 (Standort) | Wohngebäude                                 | Zweigeschossiger, verputzter Satteldachbau mit Tordurchfahrt, im Kern 17. Jahrhundert | D-6-62-000-87  | weitere Bilder |
| Lange Zehntstraße 17 (Standort) | Wohngebäude                                 | Zweigeschossiger, verputzter Satteldachbau mit geohrten Fensterrahmungen, zweite Hälfte 18. Jahrhundert | D-6-62-000-88  | weitere Bilder |
| Ludwigstraße 5 (Standort)       | Ehemalige Ludwigschule, jetzt Friedenschule | Ursprünglich zwei getrennte Baukörper mit separaten Walmdächern und mittigem Verbindungstrakt mit Runderker, in Formen des reduzierten Historismus, von Paul Bonatz, 1907/08, später zu dreigeschossigem, verputztem Walmdachbau mit Zwerchhausrisaliten und Erkern vereinheitlicht Wappen der Königin Christine, an der Seite zur Friedenstraße, bezeichnet „1648“ | D-6-62-000-90  | weitere Bilder |
| Luitpoldstraße 21 (Standort)    | Mietshaus                                   | Viergeschossiger, verputzter Satteldachbau in Ecklage, mit Hausteingliederung, Eckerker und Söller, in den Formen des gotisierenden Historismus, von Friedrich Gottschalk, 1903; vgl. auch Cramerstraße 16 | D-6-62-000-194 | weitere Bilder |

#### M
| Lage | Objekt                                                                         | Beschreibung | Akten-Nr.      | Bild                       |
| --- | ------------------------------------------------------------------------------ | --- | -------------- | -------------------------- |
| Mainberger Straße 10 (Standort)                                                                             | Ehemals Zuckerfabrik Adolph Wüstenfeld, seit 1949 Farbenfabrik Georg Deifel    | Ehemaliges Fabrikantenwohnhaus, dreigeschossiger Sandsteinquaderbau mit Halbwalmdach, 1838, mit anschließendem fünfgeschossigen Fabrikbau, Sandsteinquader (verputzt) und Ziegel, im Innern mit Gusseisensäulen, nach Brand 1896 wiedererrichtet, Erweiterung durch Querbau 1913; mit technischer Ausstattung Zugehörige einen Hof einschließende Nebengebäude, 19. Jh., Kaminstumpf und Einfriedungen                                                                                              | D-6-62-000-216 | weitere Bilder             |
| Mainberger Straße 32 (Standort)                                                                             | Gartenhaus                                                                     | Zweigeschossiger, verputzter Mansardwalmdachbau mit abgerundeten Ecken, barock, 1707, 1969 hierhin versetzt | D-6-62-000-96  | weitere Bilder             |
| Mainberger Straße 48 (Standort)                                                                             | Ehemalige Brauereigaststätte, sogenannter Brückenbräukeller                    | Eingeschossiger, verputzter Satteldachbau mit Schweifgiebel und Dachreitern, Stuckdekor sowie Zwerchhausrisalit mit Halbwalmdach, 1909 Zugehöriger Biergarten mit Kastanienbäumen | D-6-62-000-97  | weitere Bilder             |
| Neue Weinberge; Nähe Steinbergstraße; Steinbergstraße 15; Untere Mainleite, Mainberger Straße 91 (Standort) | Weinbergmauern                                                                 | Weinbergmauern entlang der Mainberger Straße, Kalk- und Sandsteinquadermauerwerk, teils mit integrierten Stichbogennischen, Treppenanlagen und Inschriftentafeln, 1826–29 im Rahmen der Chaussierung unter Ludwig I. errichtet | D-6-62-000-333 | weitere Bilder             |
| Mainberger Straße 91 (Standort)                                                                             | Ludwigsbrunnen                                                                 | turmartiger Brunnen mit Akroterienbekrönung und Brunnenbecken in Rundbogennische, mit Chronogramm, klassizistisch, Sandstein, Johann Nepomuk Pertsch, 1830; integrierte Wappentafel mit der Darstellung eines steigenden Einhorns mit Inschriftenband zwischen zwei Wappen, 17. Jh. | D-6-62-000-333 | weitere Bilder             |
| Maininsel 5 (Standort)                                                                                      | Wohn- und ehemaliges Betriebsgebäude                                           | Sandsteinquader, spätklassizistisch, Mitte 19. Jahrhundert, mit historistisch gegliedertem villenartigen Anbau mit Zugangsbrücke, um 1895 | D-6-62-000-196 | weitere Bilder             |
| Maininsel 6, 8 (Standort)                                                                                   | Sogenannte Gaststätte Maininsel                                                | Dreigeschossiger Mansardwalmdachbau mit unterschiedlichen Erkern, Jugendstil, bezeichnet „1910“ | D-6-62-000-197 | weitere Bilder             |
| Manggasse 18 a                                                                                              | Wirtshausschild                                                                | Jugendstil, 1912; Ausleger zurzeit bei den Stadtwerken zwischengelagert; nicht nachqualifiziert | D-6-62-000-99  | BW                         |
| Manggasse 24 (Standort)                                                                                     | Wohn- und Geschäftsgebäude                                                     | Dreigeschossiger traufseitiger Satteldachbau mit historistischer Fassadengeliederung, um 1870 | D-6-62-000-152 | Wohn- und Geschäftsgebäude |
| Markt (Standort)                                                                                            | Friedrich-Rückert-Denkmal                                                      | Anlage mit Brunnenbecken, allegorischen Figuren und monumentaler Darstellung des Dichters Friedrich Rückert auf Postament, Figuren und Brunnenmaske als Bronzeguss, von Wilhelm von Rümann und Friedrich von Thiersch, bezeichnet „1890“ | D-6-62-000-103 | weitere Bilder             |
| Markt 1 (Standort)                                                                                          | Rathaus                                                                        | Zweiflügelige, dreigeschossige Renaissanceanlage mit Vorbauten, Nordflügel mit Staffelvolutengiebeln, Erkern und Mittelrisalit mit Turmerker und Welscher Haube, Südflügel ebenfalls mit Staffelvolutengiebeln, von Nikolaus Hofmann, 1570–1572 unter Verwendung älterer Bauteilen des Vorgängerbaus des 15. Jahrhunderts, nach Brand 1959 wiederhergestellt | D-6-62-000-101 | weitere Bilder             |
| Markt 1 (Standort)                                                                                          | Rathaus                                                                        | Westlicher, modernem Verwaltungsanbau, viergeschossige Flachdachbauten mit Erdgeschossarkaden, 1954–1958; mit Ausstattung | D-6-62-000-101 | weitere Bilder             |
| Markt 2 (Standort)                                                                                          | Wohngebäude, Geburtshaus des Dichters Friedrich Rückert                        | Dreigeschossiger, verputzter Fachwerkbau mit Walmdach, 18.–19. Jahrhundert, mit Gedenktafel an Friedrich Rückert, von Heinrich Schäfer, bezeichnet „1867“ | D-6-62-000-102 | weitere Bilder             |
| Martin-Luther-Platz 1 (Standort)                                                                            | Evangelisch-Lutherische Pfarrkirche St. Johannis                               | Dreischiffige Pseudobasilika mit einschiffigem Chor und zweischiffigem Querhaus, sowie Chorturm mit Laternenkuppel und Westfront mit Treppentürmchen und Glockendächern, Chorturmfundamente und Querhaus im Kern erste Hälfte 13. Jahrhundert, Langhaus bis 1300 errichtet, Westempore zweite Hälfte 15. Jahrhundert, Erneuerung des Chores um 1400, nördlicher Turm nach Zerstörung 1556 wiederhergestellt, nach Teilzerstörung im Zweiten Weltkrieg wiederhergestellt, 1945–1951; mit Ausstattung | D-6-62-000-104 | weitere Bilder             |
| Martin-Luther-Platz 12 (Standort)                                                                           | Ehemalige Lateinschule, dann Gymnasium (1634–1881), ab 1934 städtisches Museum | Zweigeschossiger, verputzter Satteldachbau mit Eckgliederung und Volutengiebel, Renaissance, 1582/83 | D-6-62-000-105 | weitere Bilder             |
| Martin-Luther-Platz 12 (Standort)                                                                           | Ehemaliges Stadtschreiberhaus                                                  | Zweigeschossiger, verputzter Walmdachbau mit Zwerchhaus, im Kern 16./17. Jahrhundert, klassizistisch, erste Hälfte 19. Jahrhundert | D-6-62-000-105 | weitere Bilder             |
| Martin-Luther-Platz 12 (Standort)                                                                           | Sogenanntes Johann-Christian-Schmid-Denkmal                                    | Reich ornamentierter Obelisk über Postament, 1794 | D-6-62-000-105 | weitere Bilder             |
| Metzgergasse 14 (Standort)                                                                                  | Wohngebäude                                                                    | Zweigeschossiger, verputzter Eckbau mit Walmdach, sowie westlichem, zweigeschossigen Satteldachanbau, erste Hälfte 19. Jahrhundert; vgl. Ensemble Ehemaliges Gewerbeviertel | D-6-62-000-107 | weitere Bilder             |
| Metzgergasse 16 (Standort)                                                                                  | Ehemaliges Bürgerhaus                                                          | Unregelmäßige, geschlossene Dreiflügelanlage, bestehend aus verputzten, zweigeschossigen Bauten mit Sattel- bzw. Walmdächern, nachgotisch, wohl 1594, Ostseite mit barockem Portal der Umbauphase, bezeichnet „1732“; vgl. Ensemble Ehemaliges Gewerbeviertel | D-6-62-000-108 | weitere Bilder             |
| Metzgergasse 21 (Standort)                                                                                  | Wohngebäude                                                                    | Zweigeschossiger, verputzter Mansarddachbau mit profilierten Fensterrahmungen und Tordurchfahrt, bezeichnet „1588“; vgl. Ensemble Ehemaliges Gewerbeviertel | D-6-62-000-109 | weitere Bilder             |

#### N
| Lage                              | Objekt      | Beschreibung | Akten-Nr.      | Bild           |
| --------------------------------- | ----------- | --- | -------------- | -------------- |
| Neutorstraße 17 (Standort)        | Villa       | Zweigeschossiger, verputzter Eckbau mit Walmdach, mit überhöhtem Mittelrisaliten mit Zwerchhäusern mit Dreiecksgiebeln, spätklassizistisch, um 1870                     | D-6-62-000-114 | weitere Bilder |
| Niederwerrner Straße 6 (Standort) | Mietshaus   | Villenartiger dreigeschossiger Ziegelbau mit Mansardwalmdach, Sandsteinquadersockelgeschoss, Eckerker und Sandsteingliederungen, historistisch, 1897, von Georg Kneffel | D-6-62-000-217 | weitere Bilder |
| Nußgasse 6 (Standort)             | Wohngebäude | Zweigeschossiger, verputzter Mansarddachbau, klassizistisch, erste Hälfte 19. Jahrhundert, mit älterem Kern                                                             | D-6-62-000-122 | weitere Bilder |

#### O
| Lage                       | Objekt                 | Beschreibung | Akten-Nr.      | Bild           |
| -------------------------- | ---------------------- | --- | -------------- | -------------- |
| Obere Straße 8 (Standort)  | Ehemaliges Bürgerhaus  | Dreigeschossiger, verputzter Fachwerkbau mit Satteldach, mit östlichem Treppenturm und Bürgerwappen, im Kern um 1560, Veränderungen 17.–19. Jahrhundert                                                                             | D-6-62-000-116 | weitere Bilder |
| Obere Straße 11 (Standort) | Ehemalige Reichsvogtei | Zweigeschossiger, verputzter Satteldachbau, Obergeschoss verputztes Fachwerk, mit westlichem, zweigeschossigem Satteldachanbau, Toreinfahrt bezeichnet „1576/77“                                                                    | D-6-62-000-117 | weitere Bilder |
| Obere Straße 24 (Standort) | Ehemaliges Bürgerhaus  | Erdgeschoss des sogenannten Schropperhauses, eines ehemaligen zweigeschossigen Renaissancebaus mit Volutengiebel, nur mehr massives Erdgeschoss mit Rundbogenfries und profiliertem Torbogen erhalten, im Kern 1560 Inschrifttafeln | D-6-62-000-118 | weitere Bilder |

#### P
| Lage                     | Objekt                | Beschreibung | Akten-Nr.      | Bild           |
| ------------------------ | --------------------- | --- | -------------- | -------------- |
| Petersgasse 3 (Standort) | Ehemaliges Bürgerhaus | Zweiflügelige Anlage mit dreigeschossigen, verputzten Flügeln mit Walmdächern, dem Ostflügel mit polygonalem Treppenturm, sogenannter Schrotturm vorgelagert, Renaissance, im Kern um 1611, Turm zum Schrotkugelguss beträchtlich erhöht, 19. Jahrhundert | D-6-62-000-120 | weitere Bilder |
| Petersgasse 6 (Standort) | Wohngebäude           | Zweigeschossiger, verputzter Mansarddachbau in Ecklage, in Formen der Neorenaissance, 1883/1893 | D-6-62-000-121 | weitere Bilder |

#### R
| Lage                                                         | Objekt                                                                                                   | Beschreibung | Akten-Nr.                | Bild               |
| ------------------------------------------------------------ | --- | --- | ------------------------ | ------------------ |
| Richard-Wagner-Straße 31 (Standort)                          | Ehemaliges Offizierskasino der Panzer- und Panzerabwehrkasernen, später Kasino der US-Army (Abrams Club) | Zweigeschossiger Walmdachbau mit Saalflügel, Konsolfries und Fenstergliederungen, 1936/37 von Erhard (Heeresbauverwaltung Schweinfurt), über dem Eingang Figur eines Ritters von Otto Sonnleitner | D-6-62-000-261           | weitere Bilder     |
| Rittergasse 2, Brückenstraße 29 (Standort)                   | Ehemalige Hofanlage, sogenannter Ebracher Hof                                                            | Dreiflügelige Anlage des 16. Jahrhunderts: Ehemaliges Wohngebäude (Rittergasse 2), zweigeschossiger, verputzter Satteldachbau mit Treppengiebel und Tordurchfahrt, Obergeschoss vorkragend, 1565/75 | D-6-62-000-127           | weitere Bilder     |
| Rittergasse 2, Brückenstraße 29 (Standort)                   | Ehemalige Hofanlage, sogenannter Ebracher Hof, ehemaliges Ökonomiegebäude (Rittergasse 2)                | Zweigeschossiger, verputzter Satteldachbau, barock, 1698 | D-6-62-000-127 zugehörig | weitere Bilder     |
| Rittergasse 2, Brückenstraße 29 (Standort)                   | Ehemalige Hofanlage, sogenannter Ebracher Hof                                                            | Zweigeschossiger Hausteinmauerwerksbau (Brückenstraße 39) mit Satteldach und Treppengiebel, wohl 1698 | D-6-62-000-127           | weitere Bilder     |
| Robert-Koch-Straße 3 (Standort)                              | Ehemaliges Krankenhaus, heute Schule                                                                     | Dreiflügeliger, zweigeschossiger Ziegelbau mit Sockelgeschoss, Hausteingliederung, sowie Zwerchhausrisaliten mit Ziergiebeln, von Franz Steinel, 1899–1901 Nebengebäude, dreiflügeliger, zweigeschossiger Sichtziegelbau mit flachen Walmdächern, überdachter Terrasse und Sandsteingliederung, gleichzeitig Einfriedung mit Pfeilern und Schmiedeeisengittern | D-6-62-000-199           | weitere Bilder     |
| Rosengasse 7 (Standort)                                      | Torbogen                                                                                                 | Rundbogig, bezeichnet 1819 | D-6-62-000-129           | weitere Bilder     |
| Rosengasse 8 (Standort)                                      | Wohngebäude                                                                                              | Zweigeschossiger, verputzter Satteldachbau, mit geohrten Fensterprofilen, Anfang 19. Jahrhundert | D-6-62-000-130           | weitere Bilder     |
| Roßbrunnstraße 2 (Standort)                                  | Theater der Stadt Schweinfurt                                                                            | Asymmetrisch gestaffelter Baukörper über fünfeckigem Grundriss mit flachem Faltdach mit geböschtem Bühnenturm und als Terrasse vorspringendem verglasten Foyer- und Eingangsbau mit Freitreppe, 1963–1966 von Erich Schelling (Karlsruhe) mit Trude Schelling-Karrer; mit Ausstattung, u. a. Wandbild von Karl Fred Dahmen                                     | D-6-62-000-208           | weitere Bilder     |
| Roßbrunnstraße 2, in der vorgelagerten Parkanlage (Standort) | Brunnen                                                                                                  | Mit zwei Schalen, Beton und Stahl, 1966 von Torolf Engström | D-6-62-000-208 zugehörig | weitere Bilder     |
| Roßmarkt 3, im Hof des Anwesens (Standort)                   | Treppenturm, sogenannter Bauschenturm                                                                    | Polygonaler Massivbau mit Welscher Haube, bezeichnet „1615“ | D-6-62-000-132           | weitere Bilder     |
| Roßmarkt 5, 7 (Standort)                                     | Ehemaliger Kornspeicher                                                                                  | Dreiflügelanlage, zweigeschossige Hausteinmauerwerksbauten mit Sattel- bzw. Walmdächern, Ostflügel mit Schweifgiebel, im Kern von 1560, Umbauten 1934/35, nach Kriegszerstörung Wiederaufbau, 1947/54 | D-6-62-000-133           | weitere Bilder     |
| Rückertstraße 12 (Standort)                                  | Wohngebäude                                                                                              | Zweigeschossiger, verputzter Halbwalmbau, im Kern 1557 (dendrochronologisch datiert), im 18. Jahrhundert überformt, Bäckerzeichen | D-6-62-000-134           | weitere Bilder     |
| Rückertstraße 13 (Standort)                                  | Wohngebäude                                                                                              | Dreigeschossiger, verputzter Mansarddachbau, Obergeschosse verputztes Fachwerk, mit profilierten Fensterrahmungen, im Kern um 1730 | D-6-62-000-174           | weitere Bilder     |
| Rückertstraße 27 (Standort)                                  | Ehemalige Reichsbank                                                                                     | Viergeschossiger, verputzter Walmdachbau in Ecklage, mit Sandsteingliederung und Eckerker, Erker mit Erinnerungsschrift an das ehemalige Mühlentor, in Formen der Neorenaissance, Ende 19. Jahrhundert | D-6-62-000-93            | weitere Bilder     |
| Rückertstraße 28 (Standort)                                  | Stadtvilla                                                                                               | Zweigeschossiger, verputzter Walmdachbau mit erhöhtem Mittelrisalit und Pilastergliederung, spätklassizistisch, um 1870 | D-6-62-000-94            | weitere Bilder     |
| Rückertstraße 30 (Standort)                                  | Stadtvilla                                                                                               | Dreigeschossiger Massivbau mit Pyramidendach und Pilastergliederung, spätklassizistisch, um 1870 | D-6-62-000-95            | weitere Bilder     |
| Rüfferstraße 1 ()                                            | Ehemaliger Brunnen                                                                                       | Neurokoko, aus dem Innenhof des Landgerichts transloziert, um 1905; nicht nachqualifiziert, im Bayerischen Denkmalatlas nicht kartiert | D-6-62-000-92            | Ehemaliger Brunnen |
| Rüfferstraße 1 (Standort)                                    | Justizgebäude (Landgericht Schweinfurt und Amtsgericht Schweinfurt)                                      | Dreigeschossige, neubarocke Anlage mit Mansardwalmdächern, Eckpavillons und rückwärtig anschließendem, zweigeschossigem Mittelpavillon, sowie mittigem Uhrendachreiter, von Theodor Kollmann, 1903/05 | D-6-62-000-136           | weitere Bilder     |
| Rüfferstraße 1 (Standort)                                    | Zwei zugehörige Fahnenmaste                                                                              | reich ornamentiert, Gusseisen | D-6-62-000-136           | weitere Bilder     |
| Rüfferstraße 4 (Standort)                                    | Ehemaliges Hallenbad, sogenanntes Ernst-Sachs-Bad, heute Kunsthalle                                      | Um einen Innenhof geschlossene Vierflügelanlage mit Walmdächern und betontem Ostflügel, dieser im Süden um Arkadenanbau verlängert, Südflügel mit Freitreppe, Neue Sachlichkeit, von Roderich Fick, bezeichnet „1931/32“ | D-6-62-000-137           | weitere Bilder     |
| Nähe Rüfferstraße (Standort)                                 | Brunnen, Freifigur des Poseidons als Rossbändiger                                                        | Sandstein, von Josef Wackerle, bezeichnet „1933“ | D-6-62-000-138           | weitere Bilder     |

#### S
| Lage                                                                | Objekt                                                                           | Beschreibung | Akten-Nr.                | Bild           |
| ------------------------------------------------------------------- | -------------------------------------------------------------------------------- | --- | ------------------------ | -------------- |
| Sankt-Anton-Straße 8, 10; Deutschhöfer Straße 15, 15 1/2 (Standort) | Katholische Pfarr- und ehemalige Franziskanerklosterkirche St. Anton             | Dreischiffige Basilika mit Querhaus und ausgeschiedener Vierung, mit Kloster- und Bauten für die Gemeinde, 1948–1951 von Hans Schädel unter Mitarbeit von Albin Amann; mit Ausstattung | D-6-62-000-204           | weitere Bilder |
| Sankt-Anton-Straße 8 (Standort)                                     | Campanile                                                                        | von 1956 | D-6-62-000-204           | weitere Bilder |
| Sankt-Kilian-Straße 2 (Standort)                                    | Katholische Pfarrkirche St. Kilian                                               | Flachgedeckter Saalbau mit trapezförmigem Grundriss, eingezogenem Chor und flachgedecktem Chorturm im Osten, von Hans Schädel, 1954; mit Ausstattung; zugehörig Friedrich-Ebert-Straße 24/26                                                                                                 | D-6-62-000-5             | weitere Bilder |
| Sankt-Kilian-Straße 18 (Standort)                                   | Luftschutzbunker                                                                 | In Gestalt eines langgestreckten zweigeschossigen Walmdachbaus mit kleinen Fensteröffnungen, westlich anschließender eingeschossiger Garagenflügel mit Satteldach, 1941 | D-6-62-000-345           | weitere Bilder |
| Sattlerstraße 23 (Standort)                                         | Mietshaus                                                                        | Dreigeschossiger Ziegelbau mit Sandsteingliederung und Mansardgiebeldach, historistisch, 1907, von Georg Kneffel Vorgarteneinfriedung, gleichzeitig | D-6-62-000-139           | weitere Bilder |
| Schillerplatz 13 (Standort)                                         | Ehemaliges Finanzamt                                                             | Dreigeschossiger Walmdachbau mit Zwerchhausrisalite, geohrten Fensterrahmungen und Pilastergliederung, neubarock, von Theodor Kollmann, 1904 | D-6-62-000-54            | weitere Bilder |
| Schultesstraße 13 (Standort)                                        | Rückgebäude                                                                      | Dreigeschossiger Satteldachbau mit traufseitigen Lauben, 17. Jahrhundert | D-6-62-000-167           | BW             |
| Schultesstraße 17 (Standort)                                        | Ehemalige Steinwegschule, heute Musikschule                                      | Dreigeschossiger Sandsteinquaderbau mit Walmdach und Mittelrisaliten, 1880/81 | D-6-62-000-166           | weitere Bilder |
| Schultesstraße 23 (Standort)                                        | Ehemaliges Bankgebäude der Bayerischen Staatsbank                                | Dreigeschossiger Sandsteinquaderbau in Ecklage mit Walm- bzw. Satteldach, in Formen des historisierenden Jugendstils, von Eugen Drollinger, 1908 | D-6-62-000-141           | weitere Bilder |
| Schultesstraße 32 (Standort)                                        | Ehemaliges Pfarrhaus, heute Pfarramt                                             | Zweigeschossige, unregelmäßige Baugruppe über Sockelgeschoss mit Walm- und Satteldächern, um 1910 | D-6-62-000-142           | weitere Bilder |
| Schultesstraße 32 (Standort)                                        | Pfarrgarten                                                                      | Auf Bastei des 17. Jahrhunderts | D-6-62-000-142           | weitere Bilder |
| Schultesstraße 32 (Standort)                                        | Mauer mit Inschrift                                                              | Von 1726 | D-6-62-000-142 zugehörig | weitere Bilder |
| Söldnerstraße 4 (Standort)                                          | Ehemaliges Anzuchthaus für Seerosen                                              | 16-eckiger Bruchsandsteinbau mit flachem Kegeldach und Rundbogengliederung, historisierend, 1867/68 | D-6-62-000-163           | weitere Bilder |
| Söldnerstraße 6 (Standort)                                          | Wohngebäude                                                                      | Zweigeschossiger, verputzter Sandsteinquaderbau mit Satteldach und Lisenengliederung, spätklassizistisch, erbaut für den Kunstgärtner Carl Weiß, 1864 | D-6-62-000-163           | weitere Bilder |
| Spitalstraße 1 (Standort)                                           | Wohngebäude                                                                      | Dreigeschossiger, verputzter Satteldachbau mit Eckgliederung, im Kern von 1568, mit Schweifgiebel, 19. Jahrhundert | D-6-62-000-145           | weitere Bilder |
| Spitalstraße 19 (Standort)                                          | Wohn- und Geschäftshaus                                                          | Viergeschossiger Satteldachbau mit gegliederter Sandsteinfassade, im barockisierenden Jugendstil, 1912 | D-6-62-000-146           | weitere Bilder |
| Spitalstraße 22 (Standort)                                          | Wohn- und Geschäftshaus                                                          | Zweigeschossiger Satteldachbau in Ecklage, Obergeschoss Fachwerk, 15./16. Jahrhundert | D-6-62-000-251           | weitere Bilder |
| Spitalstraße 24 (Standort)                                          | Wohnhaus                                                                         | traufständig mit Satteldach, durch Anhebung des Daches im 19. Jahrhundert dreigeschossig, im Kern wohl 16. Jahrhundert | D-6-62-000-251           | weitere Bilder |
| Spitalstraße 32 (Standort)                                          | Wohngebäude                                                                      | Dreigeschossiger, verputzter Walmdachbau in Ecklage, mit nordwestlichem Anbau und geohrten Fensterrahmungen, Kronenapotheke, 18.–19. Jahrhundert | D-6-62-000-147           | weitere Bilder |
| Stresemannstraße 14, 16 (Standort)                                  | Ehemalige Postkraftwagenzentrale mit Fernsprech- und Telegraphen-Bezirks-Gebäude | Dreigeschossiger Massivbau von sieben zu drei Achsen mit querformatigen dreiteiligen Fenstern, Grundriss im Innern um acht Betonstützen orientiert, Neue Sachlichkeit, 1928–30 von Heinrich Götzger, seit 1987 mit Segmenttonnendach Zugehöriger von Pultdachbauten umschlossener Garagenhof | D-6-62-000-264           | weitere Bilder |

#### U
| Lage                        | Objekt        | Beschreibung | Akten-Nr.     | Bild           |
| --------------------------- | ------------- | --- | ------------- | -------------- |
| Untere Mainleite (Standort) | Aussichtsturm | Quadratischer Hausteinmauerkwerksbau, neugotisch, zweite Hälfte 19. Jahrhundert Davor Reste des Burggrabens der ehemaligen Reichsburg | D-6-62-000-23 | weitere Bilder |

#### W
| Lage                     | Objekt     | Beschreibung                                                                                       | Akten-Nr.      | Bild           |
| ------------------------ | ---------- | -------------------------------------------------------------------------------------------------- | -------------- | -------------- |
| Wolfsgasse 1 (Standort)  | Gaststätte | Zweigeschossiger, verputzter Mansardwalmdachbau in Ecklage, klassizistisch, Anfang 19. Jahrhundert | D-6-62-000-148 | weitere Bilder |
| Wolfsgasse 17 (Standort) | Torbogen   | Rundbogig, bezeichnet „1615“                                                                       | D-6-62-000-149 | weitere Bilder |

#### Z
| Lage                      | Objekt      | Beschreibung | Akten-Nr.      | Bild           |
| ------------------------- | ----------- | --- | -------------- | -------------- |
| Zehntstraße 17 (Standort) | Wohngebäude | Zweigeschossiger, verputzter Mansardwalmdachbau mit Zwerchhaus und geohrten Fensterrahmungen, barock, 18. Jahrhundert, mit älterem Kern                     | D-6-62-000-151 | weitere Bilder |
| Zehntstraße 19 (Standort) | Wohngebäude | Zweigeschossiger, verputzter Mansarddachbau mit Tordurchfahrt, bezeichnet „1822“                                                                            | D-6-62-000-152 | weitere Bilder |
| Ziehweg (Standort)        | Walzenwehr  | Erstes Walzenwehr der Welt (nach dem Prototyp am Saumain von 1902), von M.A.N, 1903, nach dem Staustufenbau transloziert und denkmalartig aufgestellt, 1965 | D-6-62-000-59  | weitere Bilder |
| Ziehweg (Standort)        | Hafenkran   | Eisenkran, von I. W. Spaeth Dutzenteich, bezeichnet „1852“                                                                                                  | D-6-62-000-60  | weitere Bilder |
| Zürch 20 (Standort)       | Wohngebäude | Zweigeschossiger, verputzter Mansardwalmdachbau in Ecklage, um 1800                                                                                         | D-6-62-000-155 | weitere Bilder |

### Oberndorf
| Lage                              | Objekt                                                    | Beschreibung | Akten-Nr.      | Bild           |
| --------------------------------- | --------------------------------------------------------- | --- | -------------- | -------------- |
| Finkenweg (Standort)              | Dorfmauer, nordöstlicher Abschnitt                        | Reste der alten Dorfbefestigung, Bruchsteinmauerwerk, im Kern mittelalterlich, in jüngerer Zeit renoviert | D-6-62-000-10  | weitere Bilder |
| Am Feldtor (Standort)             | Dorfmauer, nordwestlicher Abschnitt                       | Reste der alten Dorfbefestigung, Bruchsteinmauerwerk, im Kern mittelalterlich, in jüngerer Zeit renoviert | D-6-62-000-10  | weitere Bilder |
| Maingasse, Am Anger (Standort)    | Dorfmauer, südlicher Abschnitt                            | Reste der alten Dorfbefestigung, Bruchsteinmauerwerk, im Kern mittelalterlich, in jüngerer Zeit renoviert | D-6-62-000-10  | weitere Bilder |
| Bürgergasse 5 (Standort)          | Fußgängerpforte                                           | Rundbogig, Sandsteingewände, wohl 17. Jahrhundert | D-6-62-000-3   | weitere Bilder |
| Ernst-Sachs-Straße 62 (Standort)  | Verwaltungsbau Fichtel & Sachs                            | Ehemaliger dreigeschossiger Sichtziegelbau mit zweifach zurückspringender Fassade mit gerundeten Kanten, später aufgestockt, von Paul Bonatz, 1932 | D-6-62-000-45  | weitere Bilder |
| Ernst-Sachs-Straße 62 (Standort)  | Industrieschornstein                                      | Mit Wasserbehälter, Ziegel und Beton, 1917 | D-6-62-000-45  | weitere Bilder |
| Fuchsgasse 1 (Standort)           | Dr.-Ludwig-Pfeiffer-Volksschule                           | Vierflügelige Anlage, zweigeschossige, massive Satteldachbauten mit Sockelgeschoss, Westflügel mit oktogonalem Treppenturm mit Zierfachwerk im Obergeschoss, mit nördlichem Turnhallenanbau mit Strebepfeilern, historisierend, 1951/52                                       | D-6-62-000-168 | weitere Bilder |
| Glockenhof 5 (Standort)           | Wohngebäude                                               | Zweigeschossiger Fachwerkbau mit Krüppelwalmdach und Tordurchfahrt, erstes Viertel 19. Jahrhundert | D-6-62-000-4   | weitere Bilder |
| Glockenhof 8 (Standort)           | Hoftoranlage                                              | Mit separater Fußgängerpforte mit geohrtem Gewände, Sandstein, bezeichnet „1768“ | D-6-62-000-56  | weitere Bilder |
| Glockenhof 11 (Standort)          | Evangelisch-lutherische Kreuzkirche                       | Anstelle einer mittelalterlichen Wasserburg; Saalbau mit eingezogenem Chor und südöstlichem Chorturm mit Welscher Haube, dieser Teil der ehemaligen Burgkapelle, im Kern 13./14. Jahrhundert, Langhausneubau von Gottfried Dauner und Horst Schwabe, 1938–40; mit Ausstattung | D-6-62-000-57  | weitere Bilder |
| Glockenhof 7, 9 (Standort)        | Torbögen des heutigen evangelisch-lutherischen Pfarramtes | Unter Verwendung älterer Bauteile an Stelle des ehemaligen Torhauses der einstigen Wasserburg 1964 neu erbaut, Torbögen bezeichnet „1595“ und „1742“ | D-6-62-000-57  | weitere Bilder |
| Glockenhof 9 (Standort)           | Nebengebäude                                              | Mit Luftschutzbunker, Dachterrasse und Eckpavillon mit Ringpultzwiebeldach, 1938–40 von Gottfried Dauner und Horst Schwabe | D-6-62-000-57  | weitere Bilder |
| Glockenhof 9 (Standort)           | Einfriedung                                               | Zum Teil an Stelle der ehemaligen Burgmauer, wohl 16./17. Jh. | D-6-62-000-57  | weitere Bilder |
| Glockenhof 11 (Standort)          | Ziehbrunnen                                               | Mit Sandsteineinfassung, im Graben des ehemaligen Burgstalls, wohl 18. Jahrhundert | D-6-62-000-57  | weitere Bilder |
| Glockenhof (Standort)             | Einfriedung                                               | Äußere Einfriedung 1938/40, im Kern älter | D-6-62-000-57  | weitere Bilder |
| Hauptbahnhofstraße 12 (Standort)  | Ehemaliger Verwaltungsbau von Kugelfischer                | Zweigeschossiger Ziegelbau über Hausteinsockelgeschoss, mit Satteldächern und seitlichen Zwerchhausrisaliten, historistisch, 1897 | D-6-62-000-65  | weitere Bilder |
| Hauptstraße 2 (Standort)          | Wohngebäude                                               | Zweigeschossiger, verputzter Mansardwalmdachbau, um 1800 | D-6-62-000-66  | weitere Bilder |
| Hauptstraße 2 (Standort)          | Hoftoranlage                                              | Rundbogentor mit separater Fußgängerpforte, bezeichnet „1800“ | D-6-62-000-66  | weitere Bilder |
| Hauptstraße 10 (Standort)         | Ehemaliges Wohnstallhaus                                  | Eingeschossiger, verputzter Fachwerkbau mit Satteldach, 18./erstes Viertel 19. Jahrhundert | D-6-62-000-67  | weitere Bilder |
| Hauptstraße 11 (Standort)         | Ehemaliges Wohnstallhaus                                  | Zweigeschossiger, verputzter Eckbau mit Krüppelwalmdach, Obergeschoss verputztes Fachwerk, 18. Jahrhundert, Obergeschoss des Anbaus mit Konsolbüsten sowie reich ornamentiertem Eingangsportal, 1733                                                                          | D-6-62-000-68  | weitere Bilder |
| Hauptstraße 12 (Standort)         | Wohngebäude                                               | Zweigeschossiger, verputzter Fachwerkbau mit Krüppelwalmdach, Fenster mit barocken Holzprofilen, zweite Hälfte 18. Jahrhundert | D-6-62-000-169 | weitere Bilder |
| Hauptstraße 12 (Standort)         | Hoftor                                                    | Gleichzeitig | D-6-62-000-169 | weitere Bilder |
| Hauptstraße 13 (Standort)         | Hofanlage, ehemaliges Wohnstallhaus                       | zweigeschossiger, verputzter Satteldachbau, 18. Jahrhundert | D-6-62-000-69  | weitere Bilder |
| Hauptstraße 13 (Standort)         | Hofanlage, ehemalige Stallung                             | Zweigeschossiger Satteldachbau mit massivem Sandsteinquadererdgeschoss und Fachwerkobergeschoss | D-6-62-000-69  | weitere Bilder |
| Hauptstraße 13 (Standort)         | Hofanlage, Scheune                                        | Teilweise verputzter Sandsteinquaderbau mit Satteldach | D-6-62-000-69  | weitere Bilder |
| Hauptstraße 13 (Standort)         | Hofanlage, Hoftoranlage                                   | Mit separater Fußgängerpforte, bezeichnet „1834“ | D-6-62-000-69  | weitere Bilder |
| Ehemals Hauptstraße 17 (Standort) | Fußgängerpforte                                           | Klassizistisch, Anfang 19. Jahrhundert; derzeit im Bauhof eingelagert | D-6-62-000-70  | BW             |
| Hauptstraße 22 (Standort)         | Hoftoranlage                                              | Mit separater Fußgängerpforte, bezeichnet „1735“ | D-6-62-000-71  | weitere Bilder |
| Hauptstraße 30 (Standort)         | Ehemaliges Rathaus                                        | Zweigeschossiger, verputzter Eckbau mit Halbwalmdach, Dachreiter, sowie mit geohrten Fensterrahmungen, bezeichnet „1755“ | D-6-62-000-72  | weitere Bilder |
| Hauptstraße 34 (Standort)         | Relief, Wirtshauszeichen Schwarzer Adler                  | Erste Hälfte 19. Jahrhundert | D-6-62-000-73  | weitere Bilder |
| Hauptstraße 38 (Standort)         | Wohngebäude                                               | Zweigeschossiger, verputzter Halbwalmdachbau, um 1779 | D-6-62-000-74  | weitere Bilder |
| Hauptstraße 38 (Standort)         | Hoftoranlage                                              | Rundbogentor mit separater Rundbogenpforte, bezeichnet „1779“ | D-6-62-000-74  | weitere Bilder |
| Hauptstraße 40 (Standort)         | Hofanlage, Wohngebäude                                    | Zweigeschossiger, verputzter Halbwalmdachbau, wohl spätes 18. Jahrhundert | D-6-62-000-75  | weitere Bilder |
| Hauptstraße 40 (Standort)         | Hofanlage, ehemaliges Ökonomiegebäude                     | Zweigeschossiger, verputzter Krüppelwalmdachbau mit auskragendem Oberstock und rückwärtig offener Ständerkonstruktion im Erdgeschoss, gleichzeitig | D-6-62-000-75  | weitere Bilder |

## Ehemalige Baudenkmäler nach Ortsteil
In diesem Abschnitt sind Objekte aufgeführt, die früher einmal in der Denkmalliste eingetragen waren, jetzt aber nicht mehr. Objekte, die in anderem Zusammenhang also z. B. als Teil eines Baudenkmals weiter eingetragen sind, sollen hier nicht aufgeführt werden. Aktennummern in diesem Abschnitt sind ehemalige, jetzt nicht mehr gültige Aktennummern.

### Schweinfurt
| Lage                       | Objekt                                                   | Beschreibung                                                      | Akten-Nr.     | Bild                                                     |
| -------------------------- | -------------------------------------------------------- | ----------------------------------------------------------------- | ------------- | -------------------------------------------------------- |
| An der Peterstirn ()       | Ehemaliger Platz einer Markgrafen- und Deutschordensburg | Graben erkennbar; nicht nachqualifiziert                          | D-6-62-000-21 | Ehemaliger Platz einer Markgrafen- und Deutschordensburg |
| Bauerngasse 103 (Standort) | Fensterstürze                                            | Mit floralen Motiven, Sandstein, vom Vorgängerbau eingebaut, 1815 | D-6-62-000-31 | Fensterstürze                                            |

## Abgegangene Baudenkmäler nach Ortsteilen
In diesem Abschnitt sind Objekte aufgeführt, die früher einmal in der Denkmalliste eingetragen waren, jetzt aber nicht mehr existieren, z. B. weil sie abgebrochen wurden. Aktennummern in diesem Abschnitt sind ehemalige, jetzt nicht mehr gültige Aktennummern.

### Schweinfurt
| Lage                                                           | Objekt                                      | Beschreibung | Akten-Nr.               | Bild           |
| -------------------------------------------------------------- | ------------------------------------------- | --- | ----------------------- | -------------- |
| Am Oberen Marienbach ()                                        | Alte Marienbachbrücke                       | Einbogig, 1576 |                         |                |
| Apostelgasse 4 ()                                              | Verputztes Fachwerkhaus                     | Um 1800 |                         |                |
| Bauerngasse 105 (Standort)                                     | Wohngebäude                                 | Zweigeschossiger, verputzter Satteldachbau, klassizistisch, Anfang 19. Jahrhundert                                                               | D-6-62-000-32           | weitere Bilder |
| Hellersgasse 8 (Standort)                                      | Traufseithaus                               | Mit geschweiftem Türsturz, klassizistisch, 1789                                                                                                  | D-6-62-000-76 zugehörig | BW             |
| Rittergasse 8 (Standort)                                       | Ehemaliges Bürgerhaus                       | Zweigeschossiger, verputzter Sattel- bzw. Mansarddachbau, im Kern zweite Hälfte 16. Jahrhundert, 1875 und 1904 aufgestockt; ca. 2008 abgebrochen | D-6-62-000-185          | weitere Bilder |
| Siebenbrückleinsgasse 8 ()                                     | Mansarddachbau                              | Erste Hälfte des 19. Jahrhunderts |                         |                |
| Stadtwald, an der Gemarkungsgrenze Schweinfurt/Zell (Standort) | Sühnekreuz, sogenanntes Drei-Jungfern-Kreuz | einfach gehauenes Steinkreuz mit Inschrift, Sandstein, bezeichnet „1601“                                                                         | D-6-62-000-165          | weitere Bilder |